# Liste de traductrices et traducteurs de littérature germanique
Cette page rassemble les noms et biographies de traductrices et traducteurs de l'allemand vers le français dans la première moitié du XXe siècle. Cet inventaire est destiné à se prolonger jusqu'aux traducteurs de la seconde moitié du XXe siècle. Pour une correspondance entre les écrivains de littérature germanique et leurs traducteurs, voir Écrivains de littérature germanique et leurs traducteurs vers le français

## A
- Pierre Abraham (Bloch) (1892-1974) : écrivain et journaliste, Pierre Abraham traduisit en 1939 quelques poèmes de Bertolt Brecht ainsi que la pièce Furcht und Elend des Dritten Reiches (parue dans la revue Europe le 15 mai 1939). P. Abraham joua en mars 1939 cette pièce avec sa troupe d'amateurs Les Comédiens d'Anjou.
- Arthur Adamov (1908-1970)
- Lou Albert-Lasard (1885-1969)
- Henri Albert (Niederbronn, 1869- Strasbourg, 1921)
- Maxime Alexandre
- Romana Altdorf (Altdorf, 1888 - Sordio, 1988)[1], pseudonyme de Sofia Augustina Methsieder, mariée au poète Jean-Raoul Darius. Originaire d'Altdorf, cette Bavaroise de naissance vécut à Paris dans les années 1920-1930, avec son mari, professeur d'anglais en lycée. Au cœur du Quartier latin où le couple habitait, la jeune femme mit à profit son bilinguisme en louant ses services de traductrice. Secondée par l'écrivain René Jouglet (sans doute responsable de la mise en forme des textes), Romana Altdorf donne la traduction française du récit Fuite sans fin de Joseph Roth (Gallimard, 1929) et de Karl et Anna, suivi de Le pont du destin (Rieder, 1929), du romancier expressionniste allemand Leonhard Frank. Elle traduit également un ouvrage d'Anna Seghers (La Révolte des pêcheurs, Rieder, 1931) et de Jakob Wassermann (Gaspar Hauser ou la paresse du cœur, Grasset, 1933). Traduction d'un ouvrage pour la collection "Combattants européens" de la Librairie Valois.
- Jean Amsler[2] (Beaune, 1914 - 2005): professeur agrégé d'allemand (promotion de 1938), il exerça au lycée de Troyes ainsi que dans des lycées parisiens puis, grand sportif et passionné de football, fut détaché au Centre de Recherche et de Documentation de l'Institut National des Sports de Paris. Amsler appartient du côté paternel à une vieille famille suisse-allemande qui avait émigré d'Argovie en Bourgogne. Sa mère était originaire de Châlons-sur-Marne. Au gré des mutations du père, enseignant de mathématiques, Jean Amsler effectue des études au lycée Poincaré de Nancy, puis à Paris (lycées Montaigne et Henri-IV), lorsque son père obtient un poste dans la capitale, au lycée Louis-le-Grand. Il termine ses études secondaires à Joigny et obtient son baccalauréat en 1930-31. Devenu enseignant et titulaire d'une licence de Lettres en parallèle à ses études de germanistique ainsi que d'un diplôme de langues orientales, il se lance dans de nombreux voyages qui le portent aux quatre coins de l'Europe. Il devient dans les années 1960 le traducteur reconnu de Günter Grass, qui est importé aux éditions du Seuil par la directrice de collection Monique Nathan (1924-1970). Il publie dans les années 1990 des traductions de classiques de la littérature germanique: Les Aventures de Simplicissimus (1990), La Chanson des Nibelungen (1992), Faust (1995) et Les Contes de Grimm (1996). Il envisagea également de rédiger une thèse sur l'histoire du sport en Allemagne entre 1933 et 1945.
- Jeanne Ancelet-Hustache[3]  (Toul, 1892-1983) : Fille d'un officier receveur des contributions indirectes, Jeanne Hustache fit sa scolarité à Montier-en-Der dans la Haute-Marne, puis, après avoir décroché son certificat d'études primaires, entra à 13 ans (en 1905) au lycée de Dijon (période qu'elle immortalisa dans son livre Lycéenne en 1905). En 1912, elle est reçue première au certificat d'aptitude à l'enseignement de l'allemand et s'inscrit à la Sorbonne. En 1913, elle occupe un premier poste de professeur d'allemand au collège d'Orange : elle rencontre en 1914 son mari, un soldat alors hospitalisé. C'est à cette époque qu'elle milite dans le mouvement social-chrétien de la Ligue de la Jeune République de Marc Sangnier. En 1916, elle devient professeur au collège de Toul et est admissible à l'agrégation d'allemand, qu'elle décroche en 1917. Elle entreprend dans la lancée une thèse à la Faculté de lettres de Paris sur la moniale mystique du XIIIe siècle Mathilde de Magdebourg (elle la soutiendra en 1926, la même année que Geneviève Bianquis). Après avoir été nommée au lycée de jeunes filles de Saint-Quentin (1919), sur le poste de Geneviève Bianquis, elle intègre le lycée Fénelon à Paris en 1924 où elle fut professeur de lettres supérieures et première supérieure. Elle termina sa carrière au lycée Sévigné. En 1932, elle fut chargée de la chronique des livres catholiques aux Nouvelles littéraires. Spécialiste des mystiques allemands, suisses et alsaciens, elle consacra plusieurs études à Maître Eckhart et Henri Suso, ainsi qu'aux saints et congrégations religieuses. Cette inspiration mystique et religieuse se lit également dans son activité de traductrice : elle traduisit en particulier Maître Eckhart, Henri Suso et Romano Guardini. On lui doit également une version française des Années d'apprentissage de Wilhelm Meister de Goethe (Aubier). Auteure de plusieurs livres pour la jeunesse, elle signa également plusieurs textes autobiographiques ainsi qu'un roman.
- Joseph-François Angelloz (1893-1978)
- Jean-Jacques Anstett[4] (Lyon, 1901 - Villeurbanne, 1986) : La tradition professorale était fortement ancrée chez les Anstett : le grand-père de Jean-Jacques Anstett, le protestant alsacien Jean Philippe Anstett (Strasbourg, 1831- Lyon, 1887), fils de boulanger, fit ses études dans les facultés de théologie protestante de Strasbourg et de Genève avant de rejoindre en 1854 la maison du comte Charles d'Almeida et de devenir le précepteur de ses enfants à Munich puis à Lisbonne, où il apprit le portugais (langue et culture auxquelles il consacra par la suite plusieurs essais). En 1872, Jean Philippe Anstett, qui ne rejoignit pas l'Alsace à la suite de son annexion, devint une personnalité éminente de la Société des Alsaciens-Lorrains à Lyon et professeur de langue allemande au lycée de Lyon. En 1876, il obtint sur le tard l'agrégation d'allemand et obtint le grade de maître de conférences lui permettant de dispenser des cours d'allemand à la Faculté de Lettres de Lyon. Il fut en ce sens une des figures fondatrices de la germanistique dans cette ville. Le père de Jean-Jacques Anstett fut quant à lui professeur d’École primaire supérieure, puis intégra l’École normale de Lyon. Après des études au lycée du Parc, Jean-Jacques Anstett entama des études d'allemand à la Faculté de lettres de Lyon (1920-1924), qui lui permirent de séjourner à Vienne (1922-23). En 1925, il fut agrégé d'allemand et enseigna dans divers lycées (à Mâcon, puis à Lyon), parallèlement à des recherches pour un travail de doctorat sur Friedrich Schlegel (inscription à la Faculté de lettres de Strasbourg, mais soutenance au début de la Seconde Guerre à Clermont-Ferrand). Après un séjour de recherches à l'Institut français de Berlin (1933-1934), Anstett entra en 1934 à la faculté de Lettres de Lyon, d'abord en qualité de suppléant (1934-1936), puis de chargé de cours (1938-1942). De 1942 à 1946, il fut maître de conférences puis professeur de langue et littérature allemandes à l'université de Grenoble, avant d'intégrer comme professeur l'université de Lyon en qualité de directeur de la section d'allemand (de 1946 à sa retraite en 1971, date à laquelle il devint professeur honoraire). Jean-Jacques Anstett participa à l'édition allemande des œuvres complètes de F. Schlegel et traduisit pour Aubier-Montaigne le roman Lucinde de ce même auteur (1943). Il traduisit aussi les œuvres philosophiques de Friedrich Heinrich Jacobi (Aubier, 1946) et plusieurs ouvrages du médecin et penseur suisse Max Picard (1888-1965).
- Alexandre Arnoux (1884-1973)
- Umm-El-Banine Assadoulaeff, dite Banine (1905-1992).
- René Aubenas (Vaison-la-Romaine, 1891 - Paris, 1977) : fils d'un professeur de collège de Privas, René Aubenas étudia les langues classiques à la faculté de lettres de Montpellier et tenta une première fois l'agrégation de lettres en 1912 (il la décrochera en 1921). Prisonnier de guerre au camp de Darmstadt durant la Première Guerre, il donna des cours d'allemand à ses compagnons de captivité, au point que l'éditeur Armand Colin lui fit parvenir en 1916 une série de manuels d'enseignement de l'allemand. Dans les années 1920, il enseigna au lycée de Sarreguemines en Moselle. Il devint par la suite inspecteur d'académie (Tulle, Avignon, Grenoble). Il signa en 1955 une traduction de L'habit fait le moine de Gottfried Keller.
- Marie-Louise Audiberti (1928-)
- Joseph Aynard (Charnay, 1875- Bierry les Belles Fontaines, 1946) : fils d'Édouard Aynard (1837-1913), notable lyonnais, banquier, député du Rhône et président de la Chambre de commerce de Lyon, Joseph Aynard eut pour frère le ministre plénipotentiaire et ambassadeur Raymond Aynard (1866-1915) et épousa Louise Saint-René-Taillandier, fille de l'ambassadeur Georges Saint-René-Taillandier et petite fille de Saint-René-Taillandier, membre de l'Académie Française et, notamment, exégète et promoteur de l’œuvre du poète Heinrich Heine. Joseph Aynard fit ses études à Lyon, intégra l’École Normale supérieure et obtint l'agrégation d'anglais vers le tournant du siècle. Il enseigna les littératures étrangères vers 1905 à l'université de Nancy. Polygraphe, il rédigea nombre d'ouvrages et articles (en particulier dans Le Journal des débats) sur l'histoire sociale, la littérature et la civilisation britanniques, la peinture, les poètes lyonnais, etc. Il accomplit des traductions de Shakespeare et Defoe pour les Belles Lettres et Aubier-Montaigne, ainsi qu'une traduction nouvelle des Souffrances du jeune Werther de Goethe (Payot, 1926).
- Roger Ayraut (1900-1985)

## B
- André Babelon (Paris, 1897- Genève, 1952) : André Babelon fut un des fils d'Ernest Babelon, professeur au Collège de France, numismate, académicien et conservateur du département des Médailles et Antiques de la Bibliothèque Nationale. Son frère, Jean Babelon, dirigea lui aussi le Cabinet des médailles de la Bibliothèque Nationale. André Babelon fut lui-même stagiaire puis bibliothécaire à la Bibliothèque nationale, de 1920 à 1929. Il fut ensuite détaché au titre du Ministère des Affaires étrangères au Bureau commercial de la Chambre de Commerce française en Suède (Stockholm). Il finit sa carrière en qualité de consul de France, en Angola, puis en Sicile. Kierkegaardien, André Babelon traduisit en 1933 le récit In vino veritas du philosophe danois. Il traduisit également deux ouvrages de l'allemand : Les Romantiques allemands, de Ricarda Huch (Grasset, 1933), et La Mort d'Empédocle de Hölderlin (Gallimard, 1929). Durant son activité à la Bibliothèque nationale, Babelon fut également chargé par son père de mettre au jour la correspondance inédite de Diderot et édita en 1930 les lettres à Sophie Volland.
- Gilbert Badia (1916-2004)
- René Bastian : fils de Frédéric Bastian (1834-1893), pasteur à Wissembourg, René Bastian fit ses études à Paris, obtint son certificat d'aptitude à l'enseignement de l'allemand en 1904 et fut professeur au collège Sainte-Barbe puis à l’École alsacienne. En 1911, il traduisit pour Flammarion trois pièces de Kleist (La Cruche cassée), Kotzebue (La Petite Ville) et Lessing (Minna de Barnhelm), donna en 1907 une anthologie pédagogique des plus belles ballades allemandes (Deutsche Balladenbibel, édition à compte d'auteur) ainsi qu'un ouvrage de thèmes de concours, et traduisit également Le fondement de la morale de Schopenhauer (Flammarion, 1931). Il exerça en outre en qualité d'expert traducteur et interprète assermenté auprès des tribunaux (Gerichtsdolmetscher).
- Paul Bastier[5] (Paris, 1874-1955) : Paul Bastier fit ses études au lycée Louis-le-Grand et décrocha son baccalauréat en 1892. Il entama ensuite des études d'histoire et de philologie à Paris et devint l'élève de Henri Berr, fondateur de la toute jeune Revue de synthèse historique. Ses études se prolongèrent de 1899 à 1903 en Allemagne : après deux années à Munich, Bastier devint lecteur de littérature et philologie françaises dans les universités d'Iena et Königsberg. Il publia à cette époque des monographies sur plusieurs auteurs français (dont Fénelon et Victor Hugo) ainsi qu'un ouvrage intitulé La Mère de Goethe, d'après sa correspondance (Perrin, 1902). Puis il rejoignit en 1904, pour plus de dix ans, la Königliche Akademie de Poznań où il fut Dozent et président de l'Alliance française et tint toutes sortes de conférences, en particulier sur les relations littéraires entre la France et l'Allemagne. Durant ses années d'enseignement de l'allemand et du français à Poznań, P. Bastier commença à s'intéresser à Hebbel qui devint rapidement son cheval de bataille et un inépuisable sujet de conférences. Il publia ainsi dès 1907 un ouvrage intitulé Friedrich Hebbel, dramatiste et critique (Paris, Émile Larose) dans lequel il présenta le poète et dramaturge allemand et donna une traduction française d'une de ses tragédies (Maria Magdalena) et de quelques essais et aphorismes critiques et esthétiques. Sa version-adaptation de Marie Madeleine fut solennellement présentée par l'« adaptateur » et jouée (notamment par Charles Dullin) au théâtre des Arts (aujourd'hui théâtre Hébertot) en novembre 1913. Cette première traduction en français d'une œuvre de Hebbel donna lieu à plusieurs conférences du traducteur sur le dramaturge allemand. En 1910, Bastier avait par ailleurs consacré un ouvrage à la nouvelle allemande, de Goethe à Gottfried Keller (Larose) ainsi qu'un autre essai à Friedrich Hebbel (L'ésotérisme de Hebbel, Larose). En 1901, Paul Bastier avait épousé Louise Schmülling, fille d'un officier prussien. Revenu en France, Paul Bastier fut de 1919 à 1936 sous-préfet de Sélestat où il eut un rôle culturel très actif et fonda notamment la Société sélestadienne des lettres, sciences et arts en 1919. Dans les années 1930-1940, il traduisit enfin plusieurs ouvrages consacrés au socialisme et à l'économie, ainsi que quelques œuvres plus littéraires, publiées par la collection bilingue Aubier-Montaigne : les journaux de voyage respectifs de Grillparzer et Hebbel lors de leurs voyages en France (Aubier, 1942) et la nouvelle Le pauvre ménétrier de Grillparzer (Aubier, 1943).
- Charles Baudouin (1893-1963)
- Wilhelm Bauer (1854-1923) : issu d'une famille alsacienne, Wilhelm Bauer fut le frère du banquier Henri Bauer (1866-1950), associé et principal dirigeant de la banque Périer. Wilhelm Bauer épousa Blanche Knight, une des filles d'un industriel écossais fixé à Avignon, et devint par alliance le beau-frère de l'explorateur Francis Garnier. Il eut un fils, Jean Bauer (1879-1944), secrétaire général de la Banque du Rhin à Strasbourg, puis de la Banque d'Alsace et de Lorraine à Paris. Agrégé d'allemand (1891), W. Bauer fut nommé, après un bref passage au lycée Condorcet, professeur d'allemand  au lycée Carnot de Paris en 1895, il fut donc un collègue de Maurice Rémon avec lequel il traduisit notamment La Ronde de Schnitzler et deux pièces de Meyer-Förster.
- Marcel Beaufils (1899-1985)
- Edmond Beaujon (La-Chaux-de-Fonds, 1905-1989) : fils d'un comptable, helléniste de formation et docteur ès lettres de l'université de Genève (il soutint en 1948 une thèse sur Homère), Edmond Beaujon enseigna le grec au collège Calvin. Il fut également chroniqueur à La Tribune de Genève et au Journal de Genève. Auteur de nombreux essais sur les auteurs grecs et l'humanisme, il profita de sa retraite pour traduire et retraduire Hermann Hesse pour Calmann-Lévy.
- Charles Beckenhaupt[6] (Altenstadt, Wissembourg, 1885-1940) : Beckenhaupt fit ses études secondaires à Wissembourg en Alsace et suivit par la suite des cours de philologie et littérature allemandes à la Faculté de lettres de Strasbourg. Après avoir obtenu le certificat d'aptitude à l'enseignement en 1910, il enseigne en Alsace jusqu'en 1913, date à laquelle il entame une thèse sur la genèse de Der Grüne Heinrich de Gottfried Keller et part poursuivre ses recherches à Munich (jusqu'à sa soutenance à Munich en 1915). De retour en France, il est bibliothécaire à l'université de Nancy puis occupe à partir de 1919 la chaire de germanistique à l'université libre de Bruxelles. Il publie plusieurs études et articles dans les années 1920-1930, notamment sur Goethe, Kleist, Spitteler, Thomas Mann et la question du nationalisme allemand. Il est également le collaborateur de nombreux périodiques alsaciens (L'Alsace française, notamment) et belges (Le Flambeau, etc.). Il publia des traductions de Joseph von Eichendorff (Les Chevaliers de Fortune, 1937) et d'Achim von Arnim (Chronique d'un majorat, 1939). Alors qu'il avait embarqué à Ostende, avec sa femme et deux collègues de l'université de Bruxelles, sur le cargo français L'Aboukir, afin de rejoindre l'Angleterre, le navire fut torpillé par un sous-marin allemand et sombra dans la mer du Nord.
- Albert Béguin (1901-1957)
- André Bellivier (Saint-Chély-d'Apcher, 1894 - Lorgues, 1971) : fils d'un employé des contributions indirectes de Lozère, André Bellivier fut saint-cyrien. Fait prisonnier en 1914-18, il prépara l'agrégation de mathématiques une première fois durant sa captivité. Agrégé de mathématiques en 1922, Bellivier enseigna au lycée de Bordeaux avant de rejoindre le lycée Hoche de Versailles, puis Condorcet à Paris. Il consacra un ouvrage au mathématicien Henri Poincaré. Il fut également critique et poète, fréquenta les cénacles poétiques parisiens (dont celui d'André Fontainas et ceux autour de Paul Valéry, qui fut le premier à publier un des poèmes de Bellivier en revue) et signait son œuvre soit sous son propre nom, soit sous le pseudonyme de Noël Jeandet (patronyme de sa mère). Prisonnier en 1940 dans l'Oflag XIII à Nuremberg, puis dans l'Oflag XVII-A d'Edelbach (Autriche), il mûrit lors de cette captivité sa traduction des Sonnets à Orphée de Rilke qu'il soumit au germaniste alsacien Georges Zink, lui aussi prisonnier d'oflag, avant de les faire paraître dans la collection Yggdrasil en 1943. En 1953, il traduisit un choix de poèmes de G. Trakl (Imperia, Collezione Delfica). Son fils, Jean Bellivier, fut ambassadeur de France.
- Jacques Benoist-Méchin (1901-1983)
- Julien Bernaerts (Schaerbeek, 1907-1978): journaliste, écrivain et critique bruxellois rallié à l'Ordre nouveau sous l'Occupation belge, il signa en 1942 un volume bilingue de poèmes de Hans Carossa paru à sa maison d'édition, la Bibliothèque de la Phalange. Il est également connu sous le pseudonyme d'Henri Fagne.
- Victor Bernard[7] (1903-1980) : agrégé de lettres (1934) dans la promotion d'Henri Queffélec, de Georges Pompidou et de Victor-Henry Debidour, essayiste et poète, il traduisit en français les Élégies romaines de Goethe (1943). En 1946, il fit paraître une monographie sur Heinrich Heine (Grasset).
- Félix Bertaux (1881-1948)
- Eugène Bestaux (1878-1958)
- René Bestaux (1914, Innsbruck-1994[8]): Nommé rédacteur stagiaire au Ministère du Commerce et de l'Industrie à partir de juillet 1936, il franchit les échelons et termina sa carrière comme sous-chef de bureau de 3e classe en juillet 42. Collaborateur sous l'Occupation, il fut provisoirement suspendu de ses fonctions sans traitement ni indemnités le 31 août 44, puis définitivement suspendu en 1945 dans les conditions prévues par l’article 3 de l’ordonnance du 27 juin 44 (ordonnance relative à l’épuration administrative). Il traduisit du tchèque avec son père Eugène Bestaux.
- René Bétemps (Nangy, Haute-Savoie, 1897-1932) [9] : garçon de café à Oberusel, au nord de Francfort-sur-le-Main, le jeune René Bétemps est fait prisonnier en 1914 et se retrouve interné au camp de prisonniers de guerre civils de Holzminden. Fin juillet 1918, grâce à un échange d'internés civils entre la France et l'Allemagne, Bétemps put regagner la France via la Suisse. Elève de l'École normale supérieure (promotion de 1920), il fit ses études supérieures à Strasbourg et décrocha l'agrégation d'allemand en 1927. Il fut professeur d'allemand au lycée Lalande de Bourg-en-Bresse (1927-1931), puis au lycée de garçons Vaugelas de Chambéry. C'est ici qu'il mourut en 1932 à seulement 35 ans. René Bétemps compta parmi les premiers traducteurs et importateurs de l’œuvre de Hermann Hesse : il traduisit en 1929 Le Dernier Été de Klingsor pour la Revue d'Allemagne. Il traduisit également L'Amour derrière les barbelés de Hans Otto Henel (Aubier-Montaigne, 1932).
- Maurice Betz (1898-1946)
- Geneviève Bianquis (1886-1972)
- Rainer Biemel (1910-1987)
- Henri Bloch (Strasbourg, 1867-1954): délégué aux lycées de Besançon et de Châteauroux, puis à Louis-le-Grand et à Sainte-Barbe, boursier d'agrégation à la Sorbonne et reçu premier à l'agrégation d'allemand en 1895, (E.) Henri Bloch fut nommé professeur au lycée de Nîmes, puis au lycée de Charleville en 1897. Il publia en 1901, chez Garnier, un florilège de littérature allemande "des origines jusqu'à nos jours" (ainsi que plusieurs manuels de lecture dans le reste de sa carrière) et fut nommé l'année suivante au lycée de Rennes. De 1903 à 1908, il œuvra à Paris au lycée Voltaire, puis à Versailles au lycée Hoche et enfin, jusqu'à sa retraite en 1929, à Janson-de-Sailly où il termina sa carrière comme professeur honoraire. Il traduisit en 1900 l'Egmont de Goethe (Garnier), en 1904 Gabriel Heidepeter, scènes de la vie styrienne de Peter Rosegger. Il fut également le traducteur, avec son collègue du lycée Hoche Paul Roques, des Mémoires du chancelier Bernhard von Bülow (Plon, 1930) et des Papiers de Gustav Stresemann (Plon, 1932). Il était le grand-père de l'historien François-Georges Dreyfus. Le même Henri Bloch traduisit Bambi de Felix Salten (Stock, 1929), Le coupable, c'est la victime de Franz Werfel (Rieder, 1930) ainsi que Dostoïevski de Stefan Zweig (Rieder, 1928).
- Philippe Bœgner (1910-1991) : traducteur (avec un certain G. Tiktin) du roman de Fallada Kleiner Mann, was nun? (Et puis après ?, Gallimard, 1932), exemple de la Nouvelle Objectivité (mais rangé parmi la littérature populiste à sa parution en France).
- Gabriel Boissy (1879-1949): traducteur avec Eberhard Nebelthau du drame Clavigo de Goethe pour l'éditeur Bernard Grasset (1932). La traduction fut jouée en 1932, pour le centenaire de la mort de Goethe, au Théâtre de l'Odéon à Paris.
- Maurice Boucher[10] (Tours, 1885 - Longuesse, 1977) : fils d'Eugène-Arthur Boucher, qui termina sa carrière comme général d'infanterie, et d'Henriette-Delphine Mourlon, fille de médecin militaire, Maurice Boucher fit ses études à Paris dans les lycées Janson-de-Sailly, Henri-IV et Louis-le-Grand. Il intégra l’École normale supérieure en 1907, obtint sa licence ès lettres en 1908 et l'agrégation en 1910. De 1911 à 1913, il prend la succession de Robert Pitrou au lycée du Mans et y enseigne l'allemand. Il sera ensuite nommé de 1913 à 1921 au Lycée Ampère de Lyon (rebaptisé Lycée du Parc). Lieutenant du 317e régiment d'infanterie, il se distingue au combat et reçoit pour acte de bravoure la Légion d'honneur. En 1917-1918, il effectue une mission aux États-Unis et au Canada pour le compte de l'Alliance française, puis participe au service d'information de la commission de contrôle interalliée à Berlin en 1919-1920. En 1923, il est envoyé en mission dans la Ruhr occupée. Après une brève année au lycée Say, il officie de 1922 à 1925 au lycée Chaptal puis, de 1925 à 1934, au lycée Louis-le-Grand à Paris. Élève de Lichtenberger, il avait entamé une thèse principale et une thèse secondaire en philosophie allemande (l'une sur Hermann Keyserling, l'autre sur Karl Wilhelm Ferdinand Solger), toutes deux soutenues en Sorbonne en décembre 1934. Il devient en 1935 maître de conférences de langue et littérature allemandes à la Faculté de lettres de Paris et sera professeur l'année suivante. Il est à cette époque (1927-1933) le directeur de la prestigieuse Revue d'Allemagne et des pays de langue allemande (éditée pendant un temps par Emile-Paul frères et placée sous le haut patronage de Thomas Mann), dans laquelle écrivent les germanistes et germanophiles de renom (Edmond Jaloux, Félix Bertaux, Henri Lichtenberger, Jean Giraudoux, Jules Romains, Maurice Betz, Geneviève Bianquis, etc.). Il seconde également Henri Lichtenberger en qualité de codirecteur de la collection germanique bilingue aux éditions Aubier-Montaigne. Poète, musicien (violoniste) et compositeur, il livre plusieurs recueils de poésie et ouvrages critiques sur la musique (en plus d’œuvres de musique de chambre). Ayant pris part au Comité de traduction franco-allemand sous la houlette de Karl Epting et Karl Heinz Bremer sous l'Occupation, participé à des conférences à l'Institut d'allemand et lui-même organisé en 1941 plusieurs conférences sur la culture allemande en Sorbonne, Boucher fut, en tant que directeur des études germaniques à Paris, soupçonné de collaboration à la Libération, mais retrouva très rapidement son poste de professeur à la Sorbonne[11]. Il devint en 1957 professeur honoraire de l'université de Paris. Outre de nombreux ouvrages et essais de référence sur la littérature germanique et la Geistesgeschichte, Maurice Boucher laissa plusieurs traductions : un choix de poèmes de Stefan George (Aubier-Montaigne, 1941-1943), une version française d'Iphigénie en Tauride (1943) et de Torquato Tasso (1949) de Goethe. Il traduisit également des poèmes de Hölderlin (in : Friedrich Hölderlin : 1770-1843, Institut d'allemand, 1943) et participa à une anthologie de poésie autrichienne (Poésies autrichiennes 1900-1965, Bergland, 1966).
- Olivier Bournac (1885-1931)
- Pierre Brégeault (Paris, 1897 - Bühl, 1950) : cet officier, fils d'un substitut du procureur parisien, fut cantonné dans la zone d'occupation française de Bühl (Bade-Wurtemberg) traduisit chez Aubier en 1948 le Faust de Goethe en vers français et en format bilingue, en se servant de la traduction livrée quelques années plus tôt par Henri Lichtenberger, toujours pour la maison de Fernand Aubier. Capitaine d'un régiment de cuirassiers durant la Grande Guerre, il avait signé en 1918 un recueil de poèmes de guerre, Les Heures mortes.
- Jean Bréjoux (1905 - 1984) : agrégé d'allemand (1937), Jean Bréjoux avait fait ses études à la Faculté de lettres de Bordeaux et fut, de retour de sa captivité à l'Oflag VI-D de Münster, professeur d'allemand à Bordeaux, au lycée Longchamps (aujourd'hui Montesquieu), puis au lycée Montaigne. Il traduisit La Littérature européenne et le Moyen Âge latin d'Ernst Robert Curtius. Il traduisit également du Kurt Tucholsky, des œuvres d'Oskar Panizza, participa à la traduction française de la correspondance de Nietzsche et cosigna la version française des Romantiques allemands de Ricarda Huch.
- Blaise Briod (1896-1981)
- Louis Bruder, alias Lou Bruder[12] (Haguenau, 1923 - Troyes, 2006) : Louis Bruder a passé toute sa jeunesse à Haguenau jusqu'au baccalauréat. Au lendemain de la guerre pendant laquelle il a été emprisonné au camp de Schirmeck, relâché puis engagé de force dans l'armée allemande qu'il a désertée en Italie pour entrer dans la Résistance, il se lie d'amitié avec d'importantes figures de la vie culturelle de l'époque : Maurice Roche de la revue Éléments, Georges Perros et Henri Pichette, du Théâtre national populaire, mais aussi Armel Guerne qui reprendra certaines des traductions de Louis Bruder dans sa fameuse anthologie Les Romantiques allemands (Desclée de Brouwer, 1956). Il fut lecteur chez Grasset et, durant près de 25 ans, professeur d'allemand à Neuilly. Il enseigna la diction lyrique allemande au Conservatoire national de Paris et à l’École d'art lyrique de l'Opéra de Paris. De 1962 à 1973, il fut le mari de Régine Crespin, dont il avait été d'abord le répétiteur, lorsque la cantatrice voulut conquérir Bayreuth et jouer les grands rôles wagnériens. Il suivit son épouse dans ses tournées et joua le rôle d'impresario, de conférencier mais aussi de metteur en scène d’œuvres lyriques. Certains de ses propres poèmes donnèrent lieu à des adaptations lyriques (Par le feu, Venise, 1968). En 1985, il adapta L'Ange bleu, de Heinrich Mann, en ballet lyrique. Grand connaisseur de la littérature romantique, dans le sillage d'Albert Béguin, Lou Bruder réalisa en 1977 un dossier sur le Romantisme allemand pour la revue de son ami Maurice Nadeau, La Quinzaine littéraire. Il laissa essentiellement des nouvelles traductions d’œuvres théâtrales : il retraduisit l’œuvre de Georg Büchner (Le Club français du Livre, 1955) ainsi que le récit Lenz (Payot & Rivages, 1998), mais aussi des pièces de Kleist (Catherine de Heilbronn ; Penthésilée ; Le Prince de Hombourg, Club français du Livre, 1960). La traduction du roman Rien en vue de Jens Rehn (Grasset, 1958) lui permit d'obtenir le grand prix Halpérine-Kaminsky de la traduction.
- Louis Brun (1881-?) : agrégé d'allemand (1906) et normalien, Louis Brun fut professeur dans différents lycées parisiens : au lycée Charlemagne dans les années 1920, puis aux lycées Buffon, Montaigne et enfin Michelet dans les années 1930-1940. Il soutint en 1914 une thèse principale sur la tragédie Oriantes de Friedrich Maximilian Klinger et une thèse secondaire sur la personnalité et l’œuvre de Friedrich Hebbel. Brun traduisit en français deux œuvres de Hebbel pour Aubier-Montaigne : Agnes Bernauer et Marie-Madeleine.
- Gustave Budelot (Perrogney-les-Fontaines, 1857 - Paris, 1933) : professeur de mathématiques élémentaires au collège de Pontoise à partir de 1881, puis au collège de Melun où il termina sa carrière qui avait duré de 1877 à 1924. Gustave Budelot traduisit les Aventures d'un propre-à-rien d'Eichendorff pour la collection des deux textes de Payot (1932), en collaboration avec son fils, André Budelot.
- André Budelot (Paris, 1891 - ?): Fils du professeur Gustave Budelot, André Budelot avait obtenu une licence d'allemand à la Faculté de lettres de Paris en 1911, était devenu instituteur dans le Pas-de-Calais puis délégué pour l'enseignement des lettres et de l'allemand aux collèges de Saint-Omer et de Saint-Pol dans le Pas-de-Calais. L'ouvrage de 1932 indique également qu'il était ancien enseignant de l'Alliance française
- Paul Budry (1883-1949)
- Charles Burghard (1874-?)
- Georges Burghard (Le Havre, 1866 - Paris, 16e, 1956) : un des cinq enfants de Henri (Adolphe) Burghard, un Strasbourgeois qui, en 1871, avait fui l'Alsace annexée pour devenir pasteur de l'église réformée du Havre, Georges Burghard étudia à la Faculté de lettres de Nancy, obtint le certificat d'aptitude à l'enseignement de l'allemand et enseigna l'allemand aux collèges de La Rochefoucauld et Château-Thierry. Boursier d'agrégation de la Faculté de lettres de Paris en 1892, il décrocha son concours en 1894, fut nommé au lycée du Havre. En 1899, il décrocha, en tant que jeune agrégé, une des bourses de voyage autour du monde de 15 000 francs versées par le banquier d'origine alsacienne Albert Kahn, sous l'égide de l'université de Paris. Il voyagea ainsi pendant plus d'une année dans divers pays asiatiques (Birmanie, Java, Indochine, Japon). De retour en France en 1901, il donna plusieurs conférences sur les pays d'Asie visités et enseigna dans différents établissements : au lycée du Havre jusqu'en 1904, puis aux lycées Voltaire, Saint-Louis et Condorcet (dont il fut professeur honoraire). De 1913 à sa retraite en 1931, il fut également maître d'enseignement des langues vivantes à l’École Nationale Supérieure des Mines. Georges Burghard a laissé plusieurs ouvrages scolaires : des manuels Deutsches Lesebuch, Die Meisterwerke der deutschen Literatur et Deutsches Land und Volk (Cornély, 1903-1906), un recueil de versions allemandes pour candidats aux grandes écoles (Didier, 1925) ainsi qu'une grammaire de l'allemand (Rieder, 1928). En 1933, il a également donné des versions françaises du Prince de Hombourg de Kleist ainsi que d'Iphigénie en Tauride et de La Campagne de France de Goethe dans la collection des classiques pour tous de Hatier.
- Henri Buriot-Darsiles[13] (Luxeuil-les-Bains, 1875- Montilly, 1944) : Fils d'un instituteur de Haute-Saône et d'une mère originaire de la Meuse, Henri Buriot effectua ses études supérieures en classes préparatoires au lycée Louis-le-Grand, où il rencontre Jérôme Tharaud et Charles Péguy. Passage par les universités de Halle et de Munich. Agrégé d'allemand (1900). Nommé professeur d'allemand au lycée Banville de Moulins et professeur d'italien au lycée de filles (il avait appris l'italien tout seul, en lisant Dante et en traduisant Carducci et Croce). Il fit toute sa carrière à Moulins. Outre ses activités de pédagogue et d'écrivain (plusieurs ouvrages portant sur le Bourbonnais), il traduisit de l'allemand et de l'italien de 1910 à 1931 : il signa une version française des Souffrances du jeune Werther de Goethe pour la collection bilingue d'Aubier-Montaigne (1931) et traduisit plusieurs ouvrages de Benedetto Croce. Soupçonné d'accointances avec la Kommandantur de Moulins durant l'Occupation, il fut exécuté sommairement par les maquisards.

## C
- Marcel Camus[14] (Sommerance, 1893-1960) : Marcel Camus était, comme son homonyme, le cinéaste Marcel Camus, Ardennais. Reçu en 1913 à l’École Normale Supérieure de Saint-Cloud, Marcel Camus voit ses études interrompues par la Première Guerre, durant laquelle il est fait prisonnier et parvient à s'évader. De retour à Saint-Cloud jusqu'en 1919, il passe le professorat des Écoles normales et intègre en 1920 l’École normale de Strasbourg. En 1927, il est nommé professeur à l’École normale de Versailles, puis à celle de Paris. En 1938, il obtient l'agrégation d'allemand. Durant la Seconde Guerre, il exerce la fonction d'officier-interprète. En 1941, il est nommé au lycée Hoche de Versailles où il exercera jusqu'à sa retraite. Marcel Camus succéda également en 1940 au germaniste Joseph Denis à la direction de l'Office National des Universités et Écoles Françaises (ONUEF), un organisme (1910-1980) chargé de veiller au rayonnement de l'enseignement français et de promouvoir les échanges d'enseignants, de lecteurs et d'étudiants entre établissements français et étrangers. Marcel Camus laisse une traduction de Henri d'Ofterdingen de Novalis (Aubier-Montaigne, 1942).
- A. Canaux
- Jean Carrive[15] (Sainte-Foy-la-Grande, 1905-1963) : issu d'une vieille famille protestante du Béarn (Sauveterre), fils d'Adolphe Carrive (1873-1951), professeur agrégé d'histoire au lycée de Bordeaux, Jean Carrive fit ses études au lycée de Bordeaux où il eut pour camarade Pierre Picon. En 1923, à l'occasion d'une fugue à Paris, le jeune anticonformiste rencontra le groupe surréaliste d'André Breton auquel il s'associa jusqu'en 1928, date à laquelle il tourna le dos au mouvement. Il figure comme cosignataire de quelques manifestes et pamphlets surréalistes. Fasciné par le monde germanique et le romantisme allemand, Jean Carrive effectue au début des années 1930 un séjour en Allemagne au cours duquel il rencontre Charlotte Berendt, fille d'un grand architecte de Breslau (Silésie), juif converti au protestantisme. Installés dans le manoir de la Girarde, à proximité de Sainte Foy-la-Grande, Jean et Charlotte se marient en 1934. En 1935, Jean Carrive obtient un poste d'assistant auxiliaire de français à Göttingen. Lorsque la perspective d'une prolongation du poste à la Faculté de Francfort échoue (malgré la recommandation du recteur de l'académie de Bordeaux, du germaniste Robert Pitrou et d'André François-Poncet), le couple rentre en France et, à partir de 1938, commence à traduire à quatre mains certains courts récits de Franz Kafka. Leurs traductions et notes sur Kafka paraîtront dans quelques revues entre 1938 et 1945 (Cahiers du Sud, L'Arbalète) et seront reprises dans l'édition Kafka de Gallimard réalisée entre 1946 et 1950. Mais ces travaux seront largement éclipsés par ceux d'Alexandre Vialatte, traducteur « historique » de l'écrivain pragois. Par sa fréquentation des milieux littéraires, Jean Carrive eut des contacts avec Pierre Bertaux, Pierre Leyris et Pierre Klossowski (dont la mère, Baladine Klossowska, fut hébergée à la Girarde durant la guerre), mais aussi avec les cercles personnalistes, l'écrivain catholique Daniel-Rops, Jean Cayrol, les frères Gaëtan et Pierre Picon, Denis de Rougemont, etc.
- Pierre (Firmin) Caujolle (1879-1943): fils d'un courtier en vins à Toulouse, agrégé d'allemand (1913), Pierre Caujolle enseigna dans les lycées de Mont-de-Marsan puis au lycée de Bordeaux. Il fut professeur de khâgne et critique musical. Il prit sa retraite en 1939. Ouvert à la collaboration sous l'Occupation à Bordeaux, il traduisit en 1942 Le Grand Voyage de Hans Friedrich Blunck pour Gallimard. Caujolle décéda d'une crise cardiaque en 1943, à Bordeaux.
- Yves de Chateaubriant
- Henry (Jean) Chauchoy (Boulogne-sur-Mer, 1908 - Amiens, 1998) : agrégé d'allemand (1936), Henry Chauchoy enseigna l'allemand quelques années, participa aux échanges scolaires et camps de vacances franco-allemands et collabora à la Ligue d'Études Germaniques (LEG), sous l'égide de la SDN. De la fin des années 1930 au lendemain de la Seconde Guerre, Henry Chauchoy eut une activité de traducteur et d'éditeur scolaire. Avec Maurice Bouchez, il coordonna pour E. Belin la collection d'auteurs germaniques "Deutsche Kultur und Literatur" (une collection rivale d'Aubier-Montaigne, présentant pour sa part une anthologie en langue originale avec présentation et annotations d'universitaires spécialistes de l'auteur) dans laquelle furent publiées, des années 1930 aux années 1950, des œuvres de grands classiques (Goethe et Schiller, Lessing, Eichendorff, Brentano, Chamisso, Kleist, La Motte-Fouqué, C.F. Meyer, Hebbel, W. Hauff, mais également Rilke ou T. Mann). Henry Chauchois se chargea de la présentation d'œuvres de littérature jeunesse (C. Spitteler, Die Mädchenfeinde, 1942 ; Ludwig Thoma, Lausbubengeschichte, 1946) et de deux ouvrages du romancier suisse Gottfried Keller (Romeo und Julia auf dem Dorf et Das Fähnlein des sieben Aufrechten, 1947). En 1942, Aubier-Montaigne publia dans sa collection bilingue des classiques étrangers sa traduction du Bailli de Greifensee de Keller, tandis que Stock faisait paraître la même année sa traduction de Une enfance de Hans Carossa. Au lendemain de la Seconde Guerre, Henry Chauchoy, comme d'autres germanistes français (Angelloz, Grappin, Susini, Banuls, Rovan, Lusset, etc.), fit partie du gouvernement militaire français occupant certains secteurs de l'Allemagne ou de l'Autriche. Dans ce cadre, il devint délégué du district Hesse-Rhénanie, occupa la fonction de représentant du commissaire français de Mayence et de directeur de l'Institut français de Mayence et eut en charge les affaires culturelles de la Rhénanie-Palatinat. Il s'efforça ainsi dans les années d’œuvrer pour la réconciliation et le rétablissement des liens culturels entre l'Allemagne et la France (il s'engagea pour la reconstruction de l'université de Mayence, fut un des initiateurs de la Deutsch-Französische Gesellschaft de Mayence, etc.). Devenu inspecteur de l'académie de Dijon à la fin des années 1950, il favorisa la mise en place d'un partenariat culturel franco-allemand entre le Rhénanie-Palatinat et la Bourgogne. Et lorsqu'il devint inspecteur de l'académie de Lille en résidence à Amiens (jusqu'à sa retraite en 1973), il continua de promouvoir l'entente entre les peuples et les programmes d'échanges culturels, en fondant notamment le Centre de liaison et d'échanges internationaux d’Amiens.
- Hélène Chaudoir (Vienne, 1879 - Budapest, 1950): née Helene (Marianne Joseph) Gottlieb dans la capitale autrichienne, fille d'un conseiller impérial fonctionnaire à la Chambre du Commerce de Vienne, elle épousa en premières noces, en 1901, un ingénieur, Leo Lindner, qui, en 1922, fut retrouvé mort suicidé à Francfort dans l'express Vienne-Ostende. En 1924, elle épousa l'industriel métallurgiste Édouard (Gustave François) Chaudoir (1866-1945, né à Vienne de père belge et de mère alsacienne). Elle traduisit principalement vers le français, mais aussi vers l'allemand. Elle fut la traductrice de romancières et romanciers populaires pour Stock et Gallimard, dans les années 1930 : Vicki Baum (avec le fameux Lac aux Dames), Jakob Wassermann, Gina Kaus. Elle traduisit également vers le français les Autrichiens Felix Salten et René Fülop-Miller.
- Jeanne Choplet (Balan, 1883 - Fleurigny, 1946): Fille d'un père professeur au collège de Sedan, Jeanne Fizaine fut élève de Charles Andler en Sorbonne et eut pour camarade de promotion Geneviève Bianquis. Elle s'intéressa à la place des femmes dans la société patriarcale et aux figures de femmes émancipées, notamment à l'auteure Ida von Hahn-Hahn et à son oeuvre Der Rechte. Elle épousa en 1922 l'industriel ardennais Jean-Baptiste Choplet (1880-?). Geneviève Bianquis l'enrôla pour traduire le roman de Thomas Mann "Altesse royale" (1909) pour l'éditeur Kra, puis, faute de parution chez Kra, pour Delagrave (1931).
- Jean Chuzeville (1886-1962) [16] : l'érudit Jean Chuzeville (qui signait également Jean Chuzewille), personnalité profondément catholique qui faillit être prêtre, voyagea dans le monde dès l'âge de vingt ans et apprit lors de ses pérégrinations plusieurs langues étrangères. Il fut un grand connaisseur de la littérature française (il accomplit une édition des œuvres de Gérard de Nerval et d'Alfred de Vigny) et un passeur des littératures étrangères vers l'espace francophone. Il avait vécu six ans en Russie en qualité de précepteur et tint de 1913 à la fin des années 1920 la chronique "Lettres russes", parfois également les "Lettres italiennes", au 'Mercure de France' et à la Revue hebdomadaire. On le retrouve également correspondant de l'Excelsior de Mexico en 1922. Polyglotte (il connaissait, outre le russe, l'italien, l'espagnol, l'allemand, ainsi que le grec, l'arabe, le persan), Chuzeville fut un traducteur prolifique (une cinquantaine d'ouvrages traduits toutes langues confondues) et même l'un des plus importants traducteurs de russe dans l'entre-deux-guerres. Dans le domaine russe, il traduisit notamment les écrits de Merejkovski et de Remizov, des œuvres de Tolstoï (Journal intime), Dostoïevski (Crime et châtiment, Les Possédés, Confession de Stavroguine, Le Journal d'un écrivain), Pouchkine et Gogol, et livra une anthologie de la poésie russe contemporaine (1914 et 1925). Dans le domaine italien, Chuzeville traduisit en 1939 Vie d'un homme d'Ungaretti (qu'il rencontra), signa en 1921 une anthologie de la poésie italienne (des origines à l'époque contemporaine) et donna pour Gallimard des versions françaises de plusieurs ouvrages consacrés aux artistes de la Renaissance italienne. Dans le domaine germanique, il se fit le traducteur d'E.T.A. Hoffmann, de Gertrud von Le Fort, de Rainer Maria Rilke (en revues), mais aussi de Beethoven, dont il traduisit la correspondance intégrale, et de Goethe (Conversations de Goethe avec Eckermann, 1930). Chrétien fasciné par la mystique, Chuzeville publia également chez Grasset une anthologie des mystiques espagnols et des mystiques allemands. Il était également poète : ses poèmes, publiés dans diverses revues (La Phalange de Jean Royère, puis un peu plus tard par le Mercure de France et la Revue hebdomadaire), furent rassemblés par l'auteur en 1944 sous le titre Le Voyageur et son âme : Sentiers vers l'invisible (1920-1942) (Mercure de France). Jean Chuzeville traduisit par ailleurs L’État corporatif de Mussolini ainsi qu'une Histoire du mouvement fasciste de Gioacchino Volpe, lui-même proche du fascisme. Il rédigea également quelques essais anticommunistes et des analyses politiques (Rome et l'Internationale : Une prédiction de Dostoïevski, 1927). Dans son journal, le critique littéraire Robert Levesque, ami de Gide, décrit Jean Chuzeville à 50 ans comme un célibataire catholique à l'affût d'aventures, un homme de taille moyenne, pas encore chauve, avec une courte moustache, un peu voûté, la voix précieuse. Il rapporte également des propos de Chuzeville sur le choix de son métier : "Chuzeville, dans un récent séjour en Grèce, apprit le grec moderne et se remit au grec ancien, qu'il lit avec un plaisir extrême, car il y trouve une petite difficulté. En général il lit tout à livre ouvert (lit peu en français toutefois, car, n'y trouvant aucun effort, son esprit divague...). 'J'ai pu avoir jadis, me dit-il, un certain regret de me consacrer aux traductions, de ne pas faire une œuvre plus personnelle... aujourd'hui ce regret est mort, surtout lorsque je pense aux œuvres admirables dont il ne reste rien : nous n'avons nulle trace de la littérature égyptienne, les tragédies d'Eschyle... À quoi bon? Quelle vanité!'"
- Germaine Claretie[17] (1896-1982) : fille de Léo Claretie et d'Henriette Raynouard, Germaine Claretie devint la belle-fille du ministère des Finances Joseph Caillaux lorsque sa mère se remaria en 1911. Germaine Claretie grandit dans les milieux littéraires bourgeois parisiens : son père était normalien, journaliste au Figaro et romancier, son grand-oncle, Jules Claretie, critique, romancier et auteur dramatique, et elle épousa en 1920 Georges Saulgeot, ancien directeur de la revue Lutétia, directeur de l'Agence française d'Informations littéraires, artistiques et théâtrales, puis chef de cabinet au Ministère de la Justice et conseiller du commerce extérieur de la France. La vie de Germaine Claretie fut bouleversée en 1914 par l'acte désespéré de sa mère, l'assassinat du directeur du Figaro Gaston Calmette. En 1926, Germaine Claretie fut également la directrice littéraire d'un bimensuel d'avant-garde à tendance socialiste, La République (son mari en fut le directeur politique). Germaine Claretie, qui eut pour témoin de mariage le germaniste socialiste Victor Basch, traduisit exclusivement de l'allemand : plusieurs ouvrages du philosophe anthroposophe Rudolf Steiner, mais également le Journal intime, suivi des Hymnes à la nuit et de fragments inédits de Novalis (traduction en collaboration avec la violoniste Suzanne Chaigneau>, Stock, 1927). Elle se spécialisa toutefois surtout dans des ouvrages à caractère plus technique ou documentaire et traduisit jusqu'à la fin des années 1970.
- Suzanne Clauser (alias Dominique Auclères) (1898-1981)
- Charly Clerc
- Elie-André Clot (Lyon, 1859 - Lyon, 1925) : marchand de musique à Lyon et fin lettré de province, Elie-André Clot  signa en 1911 des traductions-imitations-réinterprétations poétiques, notamment à partir d’œuvres de Heinrich Heine (Le Retour, La Mer du Nord) et du Faust de Nikolaus Lenau. Il recréa également des œuvres du répertoire italien.
- André Cœuroy, de son vrai nom Jean Belime (1891-1976) : élève de Max Reger à Leipzig, agrégé d'allemand (1919), ce musicologue, historien de la musique et critique français, grand connaisseur de la musique romantique, mais également du jazz, est le cofondateur de la Revue musicale (1920). Collaborateur des revues Ère nouvelle et Gringoire dans les années 1920 et 1930. Directeur de la section musicale de la Société des Nations (1929-1939). Traducteur de Heinrich Heine et La Motte Fouqué, de Goethe (dont Les Souffrances du jeune Werther), de Fontane (Effi Briest), de Mörike, de F. Sieburg (pour Grasset, durant l'Occupation), de Max Frisch (Mein Name sei Gantenbein, pour Gallimard, 1966). Traduction de monographies sur les compositeurs (Beethoven, Debussy, etc.) ou chefs d'orchestre (mémoires de Bruno Walter, par ex.). Il traduisit également plus ponctuellement de l'anglais et de l'italien.
- Alexandre Cohen
- Maurice Colleville[18] (Gravigny, 1894-1989) : Fils d’un minotier de l’Eure, Maurice Colleville effectua ses études au lycée d’Evreux (1905-1912), puis une Première supérieure au lycée Lakanal de Sceaux (1912-1914). Il fut en 1919 élève au Centre d'études militaire de Strasbourg avant d'intégrer l’École normale supérieure la même année. En 1921, il se classa deuxième à l'agrégation d'allemand et rejoignit un poste de professeur d'allemand au lycée de Cherbourg (1921-1932). De 1932 à 1936, il exerça comme professeur au lycée Henri-IV, occupant en parallèle - à partir de 1934 - la fonction de chargé de conférences à l’Institut d’études germaniques et à la Faculté des lettres de Caen. Il soutint en 1936 sa thèse principale sur la Renaissance du lyrisme dans la poésie allemande au XVIIIe siècle et sa thèse complémentaire sur les chansons allemandes de croisade. De 1936 à 1948, il fut professeur de langue et littérature allemandes à l’université de Lyon, puis recteur de l’académie de Rennes à la Libération (1946-1947). De 1948 à sa retraite en 1965, il fut professeur (puis à partir de 1966 professeur honoraire) en Sorbonne. Il dirigea l’Institut d’Études Germaniques de 1956 à 1964 et participa à refonder, notamment avec Fernand Mossé, la revue Études germaniques dans laquelle il publia un certain nombre d'articles de sa plume, sur des auteurs et des sujets très variés. Il fut le premier à traduire en français les romans picaresques de Grimmelshausen (La Vagabonde Courage, 1923, et Les Aventures de Simplicius Simpliccissimus, 1925, aux éditions d'art de la Renaissance du Livre, dont Pierre Mac Orlan était alors le directeur de collection) et accomplit avec le germaniste Ernest Tonnelat une traduction du Nibelungenlied (1944, Aubier-Montaigne).
- Pierre du Colombier[19] (Coulommiers, 1889 - 1975), pseudonyme de Pierre Poinçon de la Blanchardière : héritier d'une vieille famille d'officiers issue de Dol de Bretagne, les Poinçon de la Blanchardière, Pierre de la Blanchardière fit ses études au collège privé Stanislas de Paris, puis, après avoir passé quelques mois à Saint-Cyr, renonça par manque d'affinités à la carrière des armes. Il entra à l’Institut national agronomique, puis dans le corps des Eaux et Forêts afin de mener des expériences de chimie organique. Après la Première Guerre, il devient ingénieur conseil, puis plus tard directeur technique d'un cabinet de brevets d'invention en matière de chimie et d'industrie dans lequel il restera près de quarante années. Sous le pseudonyme de Pierre du Colombier, tiré du nom de parents éloignés, il publie de 1927 à la fin des années 1960, parallèlement à son travail, nombre d'ouvrages consacrés à l'histoire de l'art. Il est également un des retraducteurs de Goethe : il donna une version française de Dichtung und Wahrheit (A la Cité des Livres, 1930-31, retirage en 1941 par Aubier), de Hermann et Dorothée (A la Cité des livres, 1930-1931), d'Iphigénie en Tauride (Gallimard, 1943) et des Affinités électives (Gallimard, 1954).
- Auguste Cornu (Beaune, 1888 - Berlin, 1981)
- Alain Coulon
- Jean-Louis Curtis (1917-1995)

## D
- Jean-Paul de Dadelsen (1913-1957)
- Jean Dahel[20] (1895-), pseudonyme de Désiré David : cet ancien lieutenant qui avait combattu lors de la Première Guerre se rapprocha de l'aventurière Laure Dissard dans les années 1920 et devint, avec la complicité de sa sœur aînée, un habile chevalier d'industrie : après avoir dépouillé une femme riche de 100 000 francs de bijoux en 1921, il multiplia les arnaques, se faisant passer pour un gros industriel ou un chef de cabinet ministériel, opérant dans les trains de luxe, liant conversation avec certaines voyageuses, veuves ou femmes divorcées très riches, pour mieux les dépouiller. En 1925-1926, il trempa dans une affaire d'espionnage. À la suite de diverses escroqueries, David s'était réfugié en Allemagne où il fut incarcéré à la prison de Düsseldorf. Afin d'éviter l'extradition et une condamnation en France, David persuada sa compagne Mathilde Tardieu et un acolyte, Maurice Charton, employé ferroviaire du PLM, d'obtenir des renseignements et plans touchant à la Défense nationale et de les lui communiquer afin de pouvoir les livrer aux agents allemands, en contrepartie de sa libération. L'affaire fut finalement découverte et les trois espions condamnés en 1927 avant qu'ils aient le temps de se faire naturaliser Allemands. Désiré David fut de nouveau arrêté en 1932. Sous son pseudonyme de Jean Dahel, il traduisit en 1934 La Guerre notre mère d'Ernst Jünger (Albin-Michel).
- François-René Daillie (Nîmes, 1925 - Mâcon, 2012)
- Mlle Dangien
- Henri Daussy
- Robert (Albert Mary) Dauvin (Le Havre, 1912 - Rouen, 1982) : agrégé d'allemand en 1937, Robert Dauvin, fils d'un vérificateur des douanes, fut professeur d'allemand au lycée Corneille de Rouen. Il traduisit en 1944 des nouvelles de Rudolf G. Binding (Célestina et autres nouvelles, Rouen, Defontaine).
- Claude David[21] (Reims, 1913 - Paris, 1999), de son vrai nom Claude Cahen : Claude David passa par le lycée Henri IV où il eut pour professeur le philosophe Emile Chartier, puis par l’École normale supérieure. En 1934-1935, il effectue deux séjours dans les pays germaniques, respectivement en Allemagne (Berlin) et en Autriche (Vienne), et obtient sa licence de lettres. Il décroche l'agrégation d'allemand en 1937 puis est nommé au lycée de Reims (1938-39). Dès 1940, Claude David, d'origine juive, est victime des persécutions de la milice de Vichy et de la Gestapo. Il échappe de justesse à une rafle et trouve provisoirement un emploi dans une école confessionnelle chrétienne près de Valence. Dénoncé par un élève, il restera caché dans la campagne aux environs de Valence jusqu'à la Libération. Réintégré dans l'enseignement secondaire en 1944, il exerce successivement aux lycées de Chartres (1944-45) et Saint-Germain-en-Laye (1945-46). En 1948, Claude Cahen adopte officiellement le patronyme David. Au terme de six années en qualité de chargé d'enseignement (1946-52), Claude David soutient sa thèse sur le poète Stefan George et devient maître de conférences, puis professeur sans chaire. De 1954 à 1957, il est maître de conférences à la Faculté de lettres de Lille, puis à l'institut d'allemand du Grand-Palais (Sorbonne) où il occupera le poste de professeur de langue et littérature allemandes jusqu'en 1984. Auteur de nombreux ouvrages sur la littérature germanique, directeur de l'édition des œuvres complètes de Kafka et des œuvres en prose de Rilke à la Pléiade, Claude David signa la préface et l'apparat critique de nombre de traductions et fut lui-même le traducteur de Curtius, Kafka et Rilke.
- Daniel Decourdemanche (1910-1942), pseudonyme de Jacques Decour.
- Michel Deguy (Paris, 1930-)
- Joseph Delage (1869-1943) : Né à Angles sur l'Anglin dans la Vienne, fils d'un clerc de notaire et d'une receveuse des Postes de l'Indre, Joseph Delage eut d'abord une carrière d'enseignant de français en Allemagne, dans diverses institutions, en particulier des 'höhere Mädchenschulen', à Berlin et surtout Leipzig et Dresde. À son mariage avec une native de La Roche Posay en 1891, il exerçait déjà la fonction de professeur de français à Dresde. De 1895 à 1914, il est chargé, à Dresde, des cours de français à l'attention des futurs instituteurs, des fils de l'aristocratie et de la haute bourgeoisie saxonne à l'École Mochmann et des jeunes militaires de l'École des Cadets. De retour en France durant la Première Guerre, il enseigne à l'École Bossuet de Brive-la-Gaillarde. En 1919, il rejoint la Cour de Saxe pour reprendre l'enseignement du français et sert également de traducteur au service de presse de l'État-Major de l'Armée française du Rhin. Il collabore dès lors à de nombreuses revues en Rhénanie et en Alsace : en 1919-1920 au Rhin illustré (Mayence), de 1920 à 1930 à la Revue rhénane / Rheinische Blätter (Mayence / Strasbourg), une revue destinée à l'élite intellectuelle de France et d'Allemagne dont il fut le directeur et l'administrateur (le traducteur et rédacteur Alexandre Vialatte travailla là sous la direction de celui qu'il nommait son "vénéré patron"), à partir de 1930 à divers périodiques alsaciens (Dernières nouvelles de Strasbourg, L'Alsace française, La Vie en Alsace, etc.). Il s'installe dans les années 1930 à Strasbourg, dans le quartier de Meinau, puis rue des Francs Bourgeois. On le connaît aujourd'hui pour les dernières années de sa carrière, non seulement pour son engagement en faveur du rapprochement franco-allemand dans le cadre des revues précitées, mais également comme traducteur: de Thomas Mann (Les Confessions du chevalier d'industrie Felix Krull, paru chez Kra et dans les  Nouvelles littéraires en 1929), de Hermann Hesse (Siddharta, Grasset, 1925), de Hölderlin (Hyperion, Attinger, 1931), d'Ernst Glaeser (Classe 22, Attinger, 1930 ; La Paix, Rieder, 1931), de Clara Viebig, de Bruno Frank, des mémoires de la comtesse de Kielmannsegge (Mémoires d'une amie inconnue de Napoléon). Officier de l'Instruction publique, il reçut en outre la légion d'Honneur en 1930.
- Fernand (Clément, Vital) Delmas [22] (Mayenne, 1884 - Le Vésinet, 1968) : Fils d'un employé et d'une receveuse des Postes, Fernand Delmas passa son baccalauréat au lycée de Laval. Licencié ès lettres, il fut professeur au collège de Tarascon en 1912-1913. Il servit d'interprète au dépôt de prisonniers de guerre de Chartres durant la Grande Guerre. Il fut par la suite professeur d'allemand dans différentes villes (dont Morlaix en 1917 et Le Havre). Il s'installa au Vésinet lorsqu'il fut nommé au lycée Condorcet. Il obtint tardivement l'agrégation d'allemand. Il est le père du journaliste et critique de cinéma Jean Delmas. Fernand Delmas signa des versions françaises de Hermann Hesse (Narcisse et Goldmund, Calmann-Lévy, 1948 ; Peter Camenzind, Calmann-Lévy, 1950), d'essais de Thomas Mann (Noblesse de l'esprit, Albin Michel, 1960), de Stefan Zweig (Balzac, Albin Michel, 1950), d'Anna Seghers (La Septième Croix, Gallimard, 1947) et d'Emil Strauss. Il cacha par ailleurs le fils d'Anna Seghers durant l'été 1940, alors que les Seghers étaient activement recherchés.
- Michel-François Demet (Trappes, 1938 - Paris, 2003) : licencié de la Sorbonne puis agrégé d'allemand, Michel Demet fut maître-assistant, puis maître de conférences à Paris IV. Il signa avec l'universitaire et traducteur Bernard Lortholary un fameux Guide de la version allemande (Armand Colin, 1975). Il dirigea également la collection germanique chez Fayard. Traducteur prolifique pour plusieurs grands éditeurs, il signa des versions françaises d’œuvres d'E.T.A. Hoffmann, Theodor Fontane, Joseph Roth, Thomas Bernhard, Elias Canetti, Klaus Mann, Peter Härtling, Christoph Meckel, etc.
- Maurice Denis (1898-?) : agrégé d'allemand en 1929, il fut le chroniqueur de la rubrique théâtrale de la Revue germanique.
- Jacqueline des Gouttes[23], (Peseux, 1904-1988), née Jacqueline Burnier : titulaire d'une licence de lettres modernes de l'université de Genève (1929), elle écrit des nouvelles pour des journaux suisses, travaille pour le théâtre et la radio. En 1933, elle épouse l'avocat suisse René des Gouttes. Elle est également la première traductrice du fameux Joueur d'échecs de Stefan Zweig (Neuchâtel, Delachaux et Niestlé, 1944).
- Georges (Henri Lazare) Devaussanvin (1852-1920) : Georges Devaussanvin obtint en 1876 le certificat d'aptitude à l'enseignement de l'allemand, qu'il enseigna au collège d'Auxerre. Boursier d'agrégation de l'université de Paris, il obtint son concours en 1886 et devint dès lors professeur d'allemand au collège Chaptal de Paris. En 1896, il traduisit avec Maurice Rémon deux pièces de Sudermann pour Calmann-Lévy (Le Souhait et Le Moulin silencieux).
- Raymond Dhaleine (Vesoul, 1899 - Saint-Germain-en-Laye, 1980) : fils de Léon Dhaleine (Louvergny, 1870-), agrégé d'anglais (1895) originaire des Ardennes, auteur d'une thèse principale sur Tennyson et d'une complémentaire sur Nathaniel Hawthorne ainsi que d'un travail lexicographique, professeur dans différents lycées (Tulle, Bar-le-Duc, Nevers, Vesoul, Clermont-Ferrand, Laon, Charleville, Saint-Quentin), Raymond Dhaleine fut élève de l’École normale supérieure (promotion 1919), agrégé d'allemand (1923). Il enseigna d'abord dans les lycées de Reims, Dijon et Saint-Germain-en-Laye avant d'intégrer en 1937 le lycée Condorcet. Il enseigna enfin en Première Supérieure au lycée Louis-le-Grand et fut également maître de conférences à l'ENS Fontenay. En 1959, il termina sa carrière comme inspecteur général de' l'enseignement français à l'étranger, puis comme inspecteur général honoraire d'allemand (retraite en 1969). De la fin des années 1920 à 1966, Dhaleine a participé à la rédaction d'un certain nombre d'ouvrages à vocation pédagogique pour les éditions Didier et Hachette. Il laissa principalement des traductions (toutes parues chez Aubier-Montaigne), d’œuvres de Mörike (Le Voyage de Mozart à Prague, 1931 ; Poésies, 1944), de Schiller (Les Brigands, 1942), de Storm (L'Homme au cheval blanc, 1945) et de Hebbel (Les Nibelungen, 1949).
- Charles Dobzynski (Varsovie, 1929 - Paris, 2014)
- Pierre (Mathias) Doll[24] (Colmar, 1893 - Paris, 1964) : Né d'un père ancien négociant, Pierre Doll fit ses études au Gymnase classique de Colmar et passa l'Abitur en 1910. Le français n'était parlé que dans le cercle familial. En 1910, il entra en Première Supérieure au Lycée Louis-le-Grand, puis en 1912 fut reçu à l’École Normale Supérieure de la rue d'Ulm. Ses études furent brusquement interrompues par la Grande guerre, durant laquelle, en 1915, il perdit un bras ainsi qu'un frère. Agrégé d’allemand en 1919, il enseigna au lycée de Belfort (1919), à l’École Navale (1919-23), au lycée de Chambéry (1923-36), au lycée Michelet (1936-41), à l’École supérieure d'aéronautique, au lycée Saint-Louis (1941-54), à l’École des Mines et à Polytechnique. Il termina sa carrière en qualité d'Inspecteur Général de l’Instruction publique (1956-1964). Il avait également soutenu en 1932 une thèse de doctorat sur Adalbert Stifter (Faculté de lettres de Paris). Il traduisit, pour Aubier-Montaigne, le Götz von Berlichingen de Goethe (1932) et contribua à la collection pédagogique de Hachette en 1925 (avec une présentation de Werther, Italienische Reise et Torquato Tasso de Goethe).
- Rainer Dorland
- Claude Ducellier (Paris 9e, 25-03-1884 - Paris 8e, 12-01-1950) : fils du Parisien Claude Marc Maurice Ducellier (1852-1931), administrateur de sociétés, négociant puis banquier, et de Marie (Esther) Bochshorn, Claude (Marc Edouard Joachim) Ducellier descend par sa mère de négociants juifs orientaux venus de Cracovie: son grand-père maternel, Joachim Bochshorn (fils de Leibel Boxhorn et Meschy Falck), était négociant à Paris, épousa en 1875 une Française (Adèle Canard) et décéda en 1903 à son domicile de la place Clichy. Claude Ducellier obtint à la Faculté de Lettres de Paris une licence ès lettres (langues vivantes allemand-anglais) au cours de laquelle il eut pour professeurs  Ernest Lichtenberger et Charles Andler et fréquenta durant ses études, en 1901 et 1905, l'université de Heidelberg où il eut comme enseignants Kuno Fischer et Henry Thode. Il fut par la suite attaché de banque, remisier et directeur de la Banque Générale du Nord dans les années 1920. Il épousa à Bruxelles en 1910 Jeanne Marie Louise de Brabander, fille d'un secrétaire de la banque Société Générale de Bruxelles. Durant la Première Guerre mondiale, alors qu'il possède le grade de sous-lieutenant d'un bataillon de chasseurs alpins, il est blessé et fait prisonnier en 1917 et enfermé, comme Charles de Gaulle, à la forteresse IX d'Ingolstadt en Bavière. Cette prison, la plus dure de toute l'Allemagne, rassemblait les soldats récalcitrants (les "fortes têtes") montrant une propension à l'évasion (Ducellier devait devenir plus tard le vice-président de l'Union nationale des évadés de guerre). Durant sa captivité, il donne des conférences sur la poésie lyrique à ses 200 compagnons de captivité. Il fut par la suite employé en travail obligatoire à l'usine BASF de Ludwigshafen. Durant la Seconde Guerre, il est capitaine de réserve à l’État-major de la 2e armée et travaille au 2e bureau comme officier du chiffre et traducteur pour le général Charles Huntziger. Très tôt attiré par la carrière des lettres, Ducellier, jeune soldat stationnant en Normandie, rencontra André Gide à Cuverville en 1904 et démarcha en 1907 le critique littéraire Jean Ernest-Charles, qui ne lui laissa néanmoins aucun espoir. Près de quarante années plus tard, il renoua avec la création littéraire en traduisant les Sonnets à Orphée de Rilke: après avoir (vainement, car cette œuvre de Rilke est jugée peu en prise avec l'air du temps et l'éditeur de Rilke, Insel, a déjà vendu les droits de traduction exclusifs aux éditeurs Aubier et Emile-Paul frères) tenté à l'automne 1943 de placer son manuscrit à Gallimard et dans la maison de Pierre Seghers, avec le soutien de Pierre Emmanuel et de Geneviève Bianquis, il fait paraître sa traduction avec gloses à compte d'auteur en 1945 (tirage limité hors commerce), sur ses fonds propres et avec le soutien du polytechnicien Gabriel Dessus. Il obtient en 1946 le grand prix de poésie de la Société des Gens de Lettres (prix Jacques-Normand) pour son recueil Essor (Librairie Gedalge). En 1947, Ducellier accomplit d'autres traductions d'œuvres de Rilke et est présenté comme le successeur de Maurice Betz récemment disparu à la supervision de la traduction de l'œuvre complète de Rainer Maria Rilke chez Emile-Paul Frères. Le projet tourna court à la suite de la disparition brutale de Ducellier en 1950. En 1948, Ducellier publia chez Emile-Paul frères des Poèmes de Hugo von Hofmannsthal, dont il avait réalisé la traduction durant l'Occupation. Ces deux traductions furent préfacées par son amie l'universitaire Geneviève Bianquis.
- Marcel Dunan (1885-1978)
- Jean Duren (Luxembourg, 1882-) / Jan Duren / Jean Durand, pseudonyme de Jeanne Duren[25] : auteure et journaliste issue d'une famille bourgeoise de Luxembourg. Études secondaires à Nancy, puis passage par Paris (1914) puis par la Suisse (1915-1916). Collaboration avec des périodiques luxembourgeois, belges et français, dans lesquels elle publia de nombreux essais et contes. Traductrice de l'allemand : trois contes d'Hoffmann (Lausanne, Librairie française, 1916) ;Barbara ou la piété, de Franz Werfel, éditions Fayard (1933); projet d'introduire en France et de traduire l'œuvre d'Annette Kolb, en 1931. Également traductrice de quelques ouvrages de l'anglais pour Payot.

## E
- Henry Egmont (Paris, 1810 - Strasbourg, 1863)
- Auguste Ehrard[26]  (Fegersheim, 1861 - Reims, 1933) : fils d'un instituteur de Fegersheim (Bas-Rhin), (Marie Joseph) Augustin Ehrhard fit ses études à Angers avant d'intégrer le collège Stanislas à Paris. Il entra en 1880 à l’École Normale Supérieure et obtint une bourse pour un séjour d'études à Berlin en 1883-1884. Il est reçu agrégé d'allemand en 1884. Cette même année, il est nommé maître de conférences à la Faculté de lettres de Bordeaux et devient le plus jeune chargé de conférences, à 23 ans. De 1886 à 1888, il est chargé de conférences à la Faculté de Grenoble. En 1888, il soutint en Sorbonne sa thèse principale sur la réception de Molière en Allemagne (Les comédies de Molière en Allemagne : le théâtre et la critique), ainsi qu'une thèse secondaire sur le substrat latin dans le vocabulaire des langues germaniques. Intéressé par les questions de théâtre et d'opéra, il laissa plusieurs ouvrages et contributions sur Ibsen, Grillparzer, Wagner, etc. Chargé de cours (à partir de 1888), puis, de 1891 à 1903, professeur de langue et littérature allemandes à la Faculté de Clermont-Ferrand (il fut par ailleurs adjoint au maire de Clermont de 1900 à 1903), il termina en 1931 sa carrière à la Faculté de lettres de Lyon en qualité de premier professeur de langue et littérature allemandes de l'université de Lyon (où il habitait, comble des coïncidences, rue Molière). Il enseigna également à l’École du Service de santé des armées de Lyon. Il s'engagea durant la Première guerre et au lendemain de celle-ci dans diverses institutions municipales lyonnaises : ainsi la Commission de contrôle des hôpitaux municipaux et d'autres œuvres de guerre en faveur des blessés, mutilés et exilés de guerre. Auguste Ehrhard donna aux éditions Aubier-Montaigne des traductions d’œuvres de Grillparzer (Sappho, 1929 ; Ottokar, 1931)  et Schiller (Guillaume Tell, 1933).
- Stephan Epstein (Basse Autriche, 1866-)
- Baron Eduard Karl von Etthofen (Vienne, 1884 - 1975) : aventurier, pilote d'aérostat, militaire, homme d'affaires et diplomate originaire d'une famille aristocratique autrichienne, il vécut en Suisse, fut attaché au Vatican et chasseur de fauves en Afrique. Il épousa une Allemande, Brigitta Ravene, fille d'un notable berlinois installé à Potsdam, consul général de Suède. Docteur en droit (1918), Eduard von Etthofen fut aussi, pour la maison Emile-Paul frères, le traducteur de Gustav Meyrink, en collaboration avec Marguerite Perrenoud (Le Golem, 1929 ; Le Visage vert, 1932).

## F
- (Jeanne) Louise Faisans-Maury (Paris, 1889 - Neuilly, 1940) : fille du médecin réputé de l'Hôtel-Dieu (Henri) Léon Faisans (1851-1922) et de Jeanne Champion (petite-fille d'Edmé Champion), mais aussi nièce du sénateur des Pyrénées-Atlantiques Henri Faisans, Louise Faisans, issue d'une grande famille bourgeoise d'ascendance paloise installée dans un somptueux immeuble parisien de la rue de la Boétie, épouse en premières noces (1910) le chimiste français Louis-Camille Maillard, dont elle divorce en 1913. En 1919, elle épouse Lucien Maury (1872-1953), grand ami de Gide et éminent spécialiste de la littérature scandinave qu'il contribua à diffuser en France. Elle est la première traductrice du fameux roman pour la jeunesse Émile et les Détectives, d'Erich Kästner (Stock, 1931), version reprise successivement par plusieurs éditeurs jusqu'à aujourd'hui. Pour Stock, elle traduisit également un petit roman de Franz Werfel, Le Passé ressuscité (titre original : Der Abituriententag), paru en 1930, ainsi que plusieurs ouvrages du Britannique Maurice Baring.
- Henri Ferrare[27] (Böningen, 1905-1952), de son vrai nom Henri (Auguste) Zbinden : né dans le canton de Berne, fils d'un médecin genevois spécialiste des maladies nerveuses et d'une mère d'origine italienne, Henri Zbinden passa son enfance et sa jeunesse avec sa mère (divorcée) à Genève où il fréquenta le Collège Calvin, avant d'entamer des études de droit à l'université de Genève. Calviniste, il se convertit au catholicisme en 1925 et adopte en 1926 le pseudonyme de Henri Ferrare afin de signer ses poèmes. En 1928, il entreprit avec sa compagne, la pianiste et cantatrice Adrienne Sartoris, un voyage à Paris afin de retrouver les amis poètes et écrivains avec lesquels il avait lié connaissance : Charles-Albert Cingria, Max Jacob, Aloys Bataillard, Louis Salou, Jacques Maritain, Gilbert Trolliet, etc. En 1929, après six mois infructueux passés dans la capitale française, Henri Zbinden revint en Suisse et apprit en 1929 qu'il était atteint d'une sclérose en plaques. La lutte contre la maladie devint dès lors une des thématiques de sa poétologie. Après avoir prêté son serment d'avocat en 1930, il devient en 1933 fonctionnaire au registre foncier, emploi dont il sera licencié à cause de sa maladie en 1943. De 1935 à 1946, parallèlement à sa propre activité poétique, Henri Zbinden officie en qualité de critique littéraire et artistique dans Nova et Vetera, revue catholique pour la Suisse Romande (il fut notamment un des commentateurs de l’œuvre de Paul Claudel). Très lié à Max Jacob, converti lui aussi au catholicisme et retiré dans l’abbaye bénédictine de Saint Benoît sur Loire, il apprend la mort de ce dernier au camp de Drancy en 1944. Henri Ferrare traduisit le Livre d'Heures de Rainer Maria Rilke (La Vie monastique, en 1938 ; Le Livre du pèlerinage et Le Livre de la pauvreté et de la mort, 1939, en collaboration avec Simone Grengg-Porion).
- Gaston Floquet
- Lucienne Foucrault (- 1959) : secrétaire de Bernard Grasset (dont elle aurait également été la maîtresse) à partir de 1931, elle rencontra à cette occasion Rainer Biemel, lui-même proche de l'éditeur. En décembre 1950, Rainer Biemel proposa à Robert Esmenard le titre de Hans Fallada Le Buveur, qui fut aussitôt acheté par Albin Michel. La traduction en fut confiée à Rainer Biemel, qui, occupé à Desclée de Brouwer, ne put cependant s'acquitter de la totalité du travail et travailla de concert avec Lucienne Foucrault sur ce roman finalement paru en juin 1952. Rainer Biemel lui ouvrit également les portes de Desclée de Brouwer, dont il fut le directeur à partir de 1953. Elle traduit ainsi un roman d'Elisabeth Langgässer, Les Argonautes de Brandebourg, en 1958, ainsi que quelques ouvrages à dimension religieuse. En 1951, elle traduit pour Corrêa l'ouvrage Secret et violence, de l'écrivain communiste Georg K. Glaser. Elle succomba à un cancer en 1959.
- Louis-André Fouret[28] (Lavangeot, Jura, 1891-1956) : fils d'un instituteur du Jura, Louis-André Fouret fit toutes ses études secondaires au collège de Dole. Il intégra l’École normale supérieure en 1912 et décrocha l'agrégation d'allemand en 1919. Il enseigna alors au lycée de Troyes, puis en Première supérieure au lycée Poincaré de Nancy dans les années 1920, puis fut nommé en 1928 à Paris, aux lycées Buffon et Michelet, puis à Lakanal où il enseigne dans la classe de préparation à l’École Normale Supérieure. En juillet 1937, il succède à Gaston Raphaël comme professeur titulaire de l'unique chaire parisienne d'allemand en Première supérieure et devient cette même année inspecteur général de l'Instruction publique. Engagé dans la promotion et la pédagogie des langues vivantes dans la France des années 1930, cet auteur de conférences et ouvrages pédagogiques du Supérieur fut élu au Conseil supérieur de l’Instruction publique. En 1931, Fouret donna une version française du roman La Louve de l'écrivain allemand Frank Thiess (Aubier-Montaigne).

## G
- André (Charles Félicien) Gailliard (St Étienne, 1905 - Sartrouville, 1977)[29] : fils d'un professeur du lycée Gambetta de St Étienne, André Gailliard fréquenta le Lycée du Parc à Lyon, puis l'université de Lyon, de Strasbourg et de Tübingen. Admissible à l'ENS et licencié en allemand, il embrassa la carrière de diplomate. Il fut attaché de consulat à Stuttgart (1929) et à Danzig (1931-1939), puis vice-consul (1939) et consul (1944-1945) à Zagreb. De 1946 à sa retraite en 1970, il fut successivement consul en Pologne (à Poznań, en 1946, puis à Varsovie, en 1947-1948), puis consul général à Hambourg (1949-1950), conseiller d'ambassade à Oslo (1950-1952), consul général à Édimbourg et Glasgow (1953-59), à Rabat (1959-62), à Tananarive (1963-65) et remplit différentes missions à la fin de sa carrière dans le cadre de la Coopération. Pour les éditions Stock, André Gailliard traduisit le récit Mario et le magicien de Thomas Mann et le roman d'Erich Kästner Fabian : Histoire d'un moraliste (cette dernière traduction fut d'ailleurs éreintée à sa parution par le critique et connaisseur des traductions André Thérive dans Le Temps, retirée du marché par Stock et confiée à un correcteur avant d'être republiée).
- Camille Gandilhon Gens d'Armes (Murat, 1871 - Bordeaux, 1948)
- Maurice de Gandillac
- Pierre Garnier (Amiens, 1928-2014)
- Lorand Gaspar (Târgu Mureş, 1925 - Paris, 2019)
- Théophile Gautier (fils) (1836-1904)
- Paul Genty (Sidi Bel Abbès, 1869 -) : correspondant de guerre au journal économique L'Information durant la Première Guerre mondiale, Paul Genty devint en 1920-1921 correspondant à Berlin pour Le Matin et pour l'Agence Radio, puis, dans les années 1930, pour le journal L'Excelsior. Il livra dans ce cadre plusieurs articles sur la vie politique allemande. Paul Genty traduisit de l'allemand et de l'anglais. Il traduisit ainsi des ouvrages historiques, des biographies et des essais sur la politique et géopolitique européenne pour Payot, Gallimard et Albin Michel dans les années 1930. Lecteur chez Albin-Michel dans l'entre-deux-guerres, il donna des versions françaises d'auteurs populaires: Jakob Wassermann (La vie de Stanley, 1933 ; Joseph Kerkhoven, 1936) et Hans Fallada (Loup parmi les loups, 1939 ; Nous avions un enfant, 1941). Il cotraduisit, avec Marguerite Gay, Tar, de l'Américain Sherwood Anderson (Stock, 1931). Il vécut vers la fin de sa vie au Cannet.
- André Gide (1869-1951)
- Ferdinand Gidon (1874-1944) : docteur en médecine et en sciences naturelles, chercheur en radiologie, chef des travaux d’Histoire naturelle à l’École de médecine et de pharmacie de Caen. Professeur de médecine à l’université de Caen et en tant que tel auteur de nombreux ouvrages médicaux. Époux de Blanche Netter, la traductrice historique de Joseph Roth en français, il a également une activité de traducteur de l'allemand notable (ouvrages médicaux, mais également quelques œuvres littéraires pour Payot, dont les Contes de Grimm, 1941, et Romeo et Juliette de G Keller, 1942).
- Marguerite Gobat (Delémont, 1870 - Evilard, 1937)
- Georges-Arthur Goldschmidt (Reinbek, 1928-)
- Yvan Goll (1891-1950)
- Pierre Grappin (1915-1997)
- Maurice Gravier (1912-1992)
- F. Grenier : lieutenant colonel d'infanterie, détenant le brevet d’État-major. Il traduisit Orages d'acier : Souvenirs du front de France d'Ernst Jünger (Payot, 1930).
- Béatrice Gross-Morel (Riedisheim, 1922 - Mulhouse, 1998) :  Béatrice Gross rencontra vraisemblablement à Lyon, durant la Seconde Guerre, l'éditeur résistant Robert Morel, qu'elle épousa à Avignon en 1946. Le mariage dura très peu de temps, Robert Morel ayant rencontré en 1949 Odette Ducarre. En 1947, elle traduisit pour les éditions de Pierre-André Benoît et sa collection "Les livres du dimanche" un ouvrage de Reinhold Schneider (L'Espoir du désespoir) et un autre d'Ernst Jünger, Dans la salle d'attente. Cette même année, elle traduisit également pour la très éphémère revue "Vent debout".
- Bernard Groethuysen (1880-1946)
- Armel Guerne (1911-1980)
- Jean-Gabriel Guidau: J. G. Guidau se distingue dans les années 1930 comme traducteur de Jakob Wassermann aux éditions Plon, avec les romans L'Affaire Maurizius (1930) et Etzel Andergast (1932). Il traduit également des ouvrages à caractère historique et documentaire: Napoléon de F.M. Kircheisen (1934, Plon) et Les Jésuites et le secret de leur puissance de René Fülöp-Miller (1933, Plon). La Princesse Mathilde de Joachim Kuhn (Plon, 1935) lui permet de décrocher en 1936 le prix Langlois de l'Académie française.
- René Guignard (1904-1991) : normalien (promotion de 1922), René Guignard obtint l'agrégation d'allemand en 1926, la même année que Robert Minder, Eugène Susini et Max Rouché. Il soutint en 1932 sa thèse sur Clemens Brentano à la Faculté de lettres de Paris et établit une chronologie critique des poésies de Brentano. Il fut, à partir des années 1930 jusqu'à la fin des années 1950 professeur de langue et littérature allemandes à la Faculté de lettres d'Alger avant de rejoindre l'université de Rennes (il prit sa retraite et fut nommé professeur honoraire en 1963). R. Guignard a laissé une monographie sur Achim von Arnim (1937), plusieurs anthologies annotées de Brentano parues chez Belin dans les années 1940 et plusieurs traductions parues chez Aubier-Montaigne (Le mécréant de Soana, de G. Hauptmann, 1933 ; Isabelle d'Égypte d'Arnim, 1950 ; Contes fantastiques de Tieck, 1957).
- Henri Guilbeaux (1884-1938)
- Germaine (Suzanne Rose) Guillemot-Magitot (Paris 7, 13.11.1881- Paris 15, 24.11.1970): issue d'une famille juive, fille d'Emile (Félix Louis) Magitot (1833-1897), membre de l'Académie de médecine et fondateur de la stomatologie en France, et de Madeleine (Louise Émilie) Weill, Germaine Magitot épousa en premières noces (1904) le médecin Marcel Labbé et en secondes noces (1907) l'industriel Marcel-Aubin Guillemot, administrateur des établissements de tuilerie et de soufflage de verre Emile Müller à Ivry sur Seine. Le couple habita 4 rue Gustave-Flaubert, dans le 17e arrondissement parisien. Le frère de Germaine, André Magitot (1877-1958), ophtalmologue, était lié par sa femme à la famille d'industriels juifs Javal qui furent spoliés durant l'Occupation. Germaine Guillemot-Magitot traduisit depuis l'allemand, pour Calmann-Lévy (du Bruno Brehm, en 1936) et les éditions Tauchnitz sous l'Occupation (Adalbert Stifter et Peter Stühlen, en 1942), mais aussi de l'anglais, pour Albin-Michel (A.J. Cronin) et pour les éditions de l'Amitié chez Rageot (littérature jeunesse, notamment la série "Hirondelles et Amazones" de la collection Heures joyeuses). Dans les années 1950-1960, elle signa pour les éditions de l'Amitié des biographies de compositeurs (Bach, Chopin, Lully, Berlioz, Beethoven, Haydn, Schubert) destinées au jeune public.
- Norbert Guterman

## H
- Florence Halévy (1877-1957): Née Florence Noufflard à Bagno di Ripoli près de Florence, elle épousa en 1901 l'historien Elie Halévy, fils de Ludovic Halévy. Elle donna en 1924 une version française de La Vocation théâtrale de Wilhelm Meister de Johann Wolfgang von Goethe (Grasset).
- Robert d'Harcourt
- Karin Hatker : journaliste de mode employée par l'hebdomadaire wallon rexiste La Toison d'or (publié à Berlin), elle interviewa en 1944 les exilés de Sigmaringen (Louis-Ferdinand Céline, Robert le Vigan, Corinne Luchaire, etc.). Elle traduisit pour les éditions de la Toison d'or un ouvrage de Max Dauthendey Les hommes de proie (1943) ainsi qu'une sélection de poèmes et ballades d'outre-Rhin (1944). Elle signa également une version française des Raisins de la colère de John Steinbeck (sous le titre de Grappes d'amertume, éditions De Kogge, 1940).
- Alzir Hella
- Marc Henry[30] (Paris, 1873-1943), de son vrai nom Georges Achille Vaucheret : Marc Henry fut chansonnier au cabaret montmartrois du Chat noir vers 1890 avant de s'installer en 1896 à Munich, en pleine sécession artistique. À Munich, Marc Henry donne pour subsister des cours de français et fait des conférences sur la littérature française. Peu à peu il se met à fréquenter les milieux littéraires munichois, en particulier les écrivains Max Halbe et Frank Wedekind. À partir de 1898, il rencontre nombre d'auteurs et poètes qui se réunissent dans les salons de la rédaction de la Revue franco-allemande, revue pacifiste littéraire et politique que Marc Henry dirige, de concert avec Leo Greiner, à partir de 1899. En 1901, il fonde, avec Leo Greiner, Otto Falckenberg et Marya Delvard (de son vrai nom Maria Joséphine Billière) (1874-1965), un cabaret d'artistes inspiré des établissements parisiens, le "Elf Scharfrichter". L’œuvre de Wedekind est inscrit au programme des soirées. Marc Henry y intervient comme conférencier et récitant. En 1905, après la dissolution des Onze Bourreaux (1904), Henry fonda avec sa compagne Marya Delvard un nouveau cabaret, cette fois-ci à Vienne, le "Cabaret Nachtlicht", qui ne survécut cependant pas à un scandale et à un procès retentissant (ivre, Marc Henry avait en effet agressé un soir Karl Kraus, qui s'était un peu trop approché de Marya Delvard). En 1907, Marc Henry prit fugitivement la direction du fameux cabaret viennois Fledermaus. De retour en France en 1916, après une tournée en Allemagne avec Marya Delvard, Marc-Henry obtient par l'intermédiaire de son ami Apollinaire un emploi de chroniqueur théâtral à L'Europe nouvelle. Marc-Henry laissa des traductions françaises d’œuvres de Carl Sternheim accomplies en 1925-26 pour Kra / Le Sagittaire, mais aussi de Hanns Heinz Ewers.
- Raymond Henry :  Raymond Henry suivit dans les années 1920 les activités de l'armée française d'occupation de la Rhénanie, dont il fit probablement partie, et s'employa par la suite comme journaliste, observateur attentif de l'évolution de l'Allemagne et du Reich dans l'entre-deux-guerres.  Il fut responsable de la rubrique de politique extérieure dans la Revue politique et parlementaire, livra des articles et essais sur la politique européenne et les leaders politiques à différents journaux dans les années 1930-1940 (Le Figaro, Revue d'Allemagne / Deutsch-französische Rundschau, L'Avenir, L'Européen, etc.). Il se spécialisa dans la question allemande, interrogea des figures politiques et fut un collaborateur d'André François-Poncet à la Société d’études et d'Informations économiques. Il traduisit de l'allemand des ouvrages de nature essentiellement historique sur la guerre, le Troisième Reich, par exemple La guerre des gaz de Franz Carl Endres, Partenau de Max-René Hesse, plusieurs ouvrages du pacifiste autrichien Ludwig Bauer (dont La guerre est pour demain / Morgen wieder Krieg), les Entretiens avec Mussolini d'Emil Ludwig.  D'Emil Ludwig il traduisit également Le monde tel que je l'ai vu (Albin-Michel, 1932), La conquête morale de l'Allemagne (Albin-Michel, 1945), de Jakob Wassermann Les Juifs de Zirndorf, d'Anna Seghers Les morts restent jeunes, de l'Autrichien Arnold Höllriegel Die Films der Prinzessin Fantoche (Tu feras du cinéma, Albin-Michel) et Das Mädchen von Sankt Helena (La petite fille de Sainte Hélène, Albin-Michel), d'Erich Ebermayer Kampf um Odilienberg (Mont Odile, Albin-Michel, 1931), d'Emil Alphons Rheinhardt L'amoureux automne du roi Henri IV (1938). Dans les années 1950-60, il traduisit pour Albin-Michel des romans de guerre à succès de Willi Heinrich (La peau des hommes, La Table d'or, Le signe des damnés), Les pêcheurs de Lissau (Albin-Michel, 1951) de Willy Kramp, Die Entlassung. Das Ende des Chirurgen Ferdinand Sauerbruch de Jürgen Thorwald (La fin d'un grand chirurgien, Albin-Michel, 1962), Un nommé Cervantès (1947) de Bruno Frank, Hitler parle à ses généraux de Helmut Heiber (1964, Albin-Michel).
- E. Herrmann
- André-Ferdinand Hérold
- Julien Hervier (1935-) : élève de l’École normale supérieure (promotion de 1957), agrégé de lettres modernes et docteur ès lettres, Julien Hervier fut professeur à l'Institut de littérature comparée de la faculté de lettres de Poitiers. Il a traduit Martin Heidegger (cours sur Hölderlin), Nietzsche, Hermann Hesse, Ernst Jünger, Robert Walser, etc.
- Paule Hofer-Bury (Lyon, 1910-Paris, 1982) : fille de Joseph (Aloïse Marie) Bury (Belfort, 1874- Villefranche, 1952), agrégé de lettres au lycée du Puy, puis en classes préparatoires au lycée du Parc de Lyon et collaborateur de la revue French Quaterly, et d'une mère alsacienne (née Kientz), Paule Bury fit vraisemblablement ses études à Lyon et fut licenciée d'allemand de l'université. Elle épousa un Viennois, Herward (Gustav Franz) Hofer, proviseur à Vienne durant l'Anschluss, qui participa dans les années 1960 à un dictionnaire allemand-français, français-allemand chez Garnier. Traductrice de Werfel (Les Quarante Jours du Musa Dagh, Albin Michel, 1936), de Roth (Le Poids de la grâce, 1965) de Hesse (Rosshalde, 1971) et de Wiechert (La Commandante, 1962).
- Enguerrand Homps (Reims, 1884-1951) : fils d'un militaire originaire de l'Aude et d'une mère au tempérament artiste, Enguerrand Homps était poète et signa plusieurs ouvrages en vers entre 1928 et les années 1940. En 1938, il consacra un essai à un Champenois d'ascendance, Adalbert von Chamisso. En 1928, il donna une traduction en vers français d'Iphigénie en Tauride de Goethe (Lemerre).
- Marguerite (Marie Amélie Euphrasie) Huin (Dommarie-Eulmont, 1896 - Ludres, 1982): née d'un journalier et d'une brodeuse de Meurthe-et-Moselle, Marguerite Huin fut agrégée d'allemand en 1916 et exerça au collège de Remiremont, puis aux lycées de Guéret et d'Auxerre, enfin au début des années 1920 au lycée de jeunes filles de Mayence. Sous la houlette de Geneviève Bianquis, elle traduisit avec sa collègue germaniste Marguerite Marcourel, une élève de Charles Andler, le roman Buddenbrooks de Thomas Mann, paru en 1932 aux éditions Fayard.
- Robert d'Humières (1868-1915): il fut le premier traducteur et le premier metteur en scène français de la pièce Frühlings Erwachen de Frank Wedekind (théâtre des Arts, 1908). Il traduisit vraisemblablement avec l'aide de Sébastien Voirol.

## I
- Dominique Iehl (Saint-Girons, 1924 - Toulouse, 1995)[31] : après des études supérieures à l'université de Poitiers (1941-1945), D. Iehl fut lecteur à l'université de Tubingen (1946-1948), puis boursier de la Fondation Thiers (1949-1953). Agrégé d'allemand en 1948, il fut par la suite assistant en littératures comparées à la Sorbonne (1953-1957). Après être passé par l'université de Lille, il intégra l'université de Toulouse-Le Mirail en qualité de professeur de langue et littérature germaniques à la fin des années 1950. Il est un des traducteurs de Georg Heym et de Rilke en français.
- Pierre Igny
- (Eric) Pierre Isler (Frauenberg, Moselle, 17-09-1904 - Orsay, 1991): fils d'un instituteur de Moselle, Eric-Pierre Isler fut élève du lycée Henri-IV, normalien et reçu premier à l'agrégation d'allemand en 1927. Il fut professeur d'allemand à Orléans, Saint-Quentin, puis au lycée Henri-IV ainsi qu'en khâgne à Louis-le-Grand et assura une charge de cours à la Faculté des lettres de Lille. Membre du Front national universitaire et du Conseil supérieur du second degré, il fut admis à la retraite en 1969. Sa femme, (Marie) Clémentine Veber (Sarreguemines, 1907-), fut également agrégée d'allemand (promotion de 1933) et enseignante d'allemand au lycée parisien Victor-Hugo. Coauteur du fameux manuel d'allemand Bodevin / Isler (Collection Deutschland, 9 volumes, Masson), puis Deghaye / Isler. Il eut en 1927 le projet de traduire vers le français Der Tor und der Tod, drame lyrique de Hofmannsthal (parution dans la revue Le Mail en 1928), et Les Nourritures terrestres de Gide vers l'allemand. Auteur d'une étude sur les Élégies de Duino, de Rilke. Traducteur de Wang-Loun, d'Alfred Döblin (1932, Rieder).

## J
- Philippe Jaccottet (1925-)
- René Jaudon
- Alfred (Emile) Jolivet[32] (Arçay, Cher, 1885-1966) : après des études secondaires au lycée de Bourges et au lycée Lakanal de Sceaux, André Jolivet intégra l’École Normale Supérieure en 1905. Excellent latiniste et helléniste, il se tourna vers les langues germaniques et décrocha en 1909 l'agrégation d'allemand. Alfred Jolivet enseigna par la suite dans les lycées de Montpellier et Lyon, avant de devenir lecteur de français à l'université d'Oslo. Il commença dès lors à s'intéresser aux langues scandinaves. Professeur au lycée de Strasbourg en 1919, il fut maître de conférences à la faculté de lettres d'Alger à partir de 1920 et soutint en 1922 une thèse sur l'écrivain Wilhelm Heinse. Il devint en 1930 maître de conférences en langue et littérature scandinaves à la Sorbonne (puis professeur en 1937). Exégète et traducteur des littératures nordiques, il traduisit un ouvrage de l'allemand, Ardinghello et les îles bienheureuses de Wilhelm Heinse (Aubier-Montaigne, 1944).
- Théodore Joran (Soultzmatt, 1858-): auteur de plusieurs ouvrages et études portant prétendument sur le féminisme, ainsi que de plaidoyers sur la défense de la langue française, Théodore Joran est aujourd'hui connu comme un antiféministe notoire. Il fut professeur de français au Lycée militaire de Bucarest, journaliste à L'Univers, directeur de la Revue idéaliste et écrivain et dirigea l’École d'Assas, une institution universitaire libre. Théodore Joran, qui parlait l'allemand, effectua de nombreux séjours en Allemagne entre 1900 et 1914 (notamment un séjour de cure dans une ville d'eaux de la Forêt Noire) et opéra bien souvent des comparaisons entre le français et l'allemand dans ses ouvrages sur le français. Il signa également, dans le sillage de ses voyages, des articles sur l'Allemagne contemporaine dans la Revue bleue, le Mercure de France ainsi qu'un ouvrage intitulé Choses d'Allemagne (1904). En 1933, il traduisit pour Aubier-Montaigne la première autobiographie de Klaus Mann, Je suis de mon temps.
- René Jouglet (1884-1961)
- Henri Jourdan[33] (Nantes, 1901-1993) : classes préparatoires au lycée du Parc à Lyon (1918-1920), puis au lycée Louis-le-Grand (1920-21). Normalien de 1921 à 1925, agrégé de philosophie en 1926, puis lecteur de français à l'université de Heidelberg (1925-1928) et de Bonn (1930-1932). En tant que lecteur, il devient un collaborateur du philologue romaniste Ernst Robert Curtius, alors que celui-ci enseigne à Heidelberg. De 1933 à 1939, il occupe le poste de directeur du tout jeune Institut français de Berlin, créé en 1930, et a bientôt sous sa coupe le Centre d'études françaises de Cologne ainsi que l'Institut français de Vienne, dirigé par E. Susini. De 1945 à 1960, il est directeur de l'Institut français de Londres, puis, de 1960 à 1965, il dirige l'Institut français de Cologne. Il traduisit pour Grasset deux ouvrages d'Ernst Robert Curtius (1929 ; 1933). Il fut vraisemblablement le relecteur et correcteur de la version française de Fabian, de Kästner, par André Gailliard (Stock, 1932).
- Pierre Jean Jouve (1887-1976)
- Pierre Jundt (1911-1991) : Fils d'André Jundt (1877-1947), professeur d'histoire ecclésiastique, puis professeur de dogmatique luthérienne à la Faculté de Théologie protestante de Paris, et petit-fils du théologien strasbourgeois Auguste Jundt, professeur à la Faculté de théologie (Strasbourg, Paris), spécialiste de mystique et de panthéisme, Pierre Jundt fut agrégé d'allemand et professeur dans plusieurs établissements au cours de sa carrière, dont le collège de Fontainebleau, l’École alsacienne, la Faculté de théologie protestante et le lycée Janson-de-Sailly.Il participa à la vaste entreprise de traduction de l’œuvre de Luther en français pour les éditions du Cerf et Labor et Fides (Genève). Il traduisit également la Confession d'Augsbourg de Melanchthon, ainsi qu'un certain nombre de textes d'ordre religieux (de Karl Barth, notamment). Il signa également des traductions de C.F. Meyer sous la direction de l'universitaire Joseph François Angelloz, ainsi qu'une version française des fameux Appels aux Allemands de Thomas Mann (ouvrage publié par Martin Flinker en 1948).

## K
- Flora Klee-Palyi (Budapest, 1893 - Wuppertal, 1961)[34] : études d'art et de graphisme à Lausanne, Genève, Munich, Rome, Florence, Paris. Installation en 1927 à Wuppertal, avec son mari Philipp Klee. Déportation à Theresienstadt (1944-1945). Outre sa langue maternelle le hongrois, elle connaissait l'allemand, le français, l'anglais et l'italien. Avec l'aide de son mari, elle traduisit du français vers l'allemand et de l'allemand vers le français. En 1937, elle accomplit par exemple une traduction en français de l'Essai sur les marionnettes de Kleist (GLM), en collaboration avec le poète Fernand Marc (1900-1979). Elle s'engagea  pour la circulation de la poésie entre ces deux langues. En 1950, elle proposa en allemand une anthologie de la poésie française (Limes-Verlag) pour laquelle elle avait sollicité l'aide de différents poètes et traducteurs, dont Emil Barth, Karl Krolow ou Paul Celan. En 1958, elle livra une anthologie bilingue de la poésie féminine allemande (Deutsche Frauendichtung). 1959 : traduction en allemand du Bestiaire d'Apollinaire. Elle dirigea par ailleurs la section graphique d'une école des beaux-arts et arts du livre à Wuppertal. Ses recherches calligraphiques et typographiques la conduisirent à illustrer des livres de poètes (Louis Guillaume, Emil Barth, René Char, etc.).

- Pierre Klossowski
- Cécile (Jeanne) Knoertzer (-Goguel) (Wintzenheim-Logelbach, 1896 - Bourg-en-Bresse, 1978) : fille de Jules Knoertzer, fondé de pouvoir d'une filature à Logelbach (près de Colmar), et de Fanny (Amélie) Goguel, Cécile Knoertzer étudia à l'Université Ludwig Maximilian de Munich en 1918 et fut agrégée d'allemand (1923) et docteur en médecine (thèse soutenue à Lyon en 1936-37). Elle travailla comme secrétaire de rédaction à la Revue rhénane (Mayence) dirigée par Joseph Delage et publia des articles dans différentes revues (travaux sur Goethe, Hölderlin, Annette Droste-Hülshoff et la névrose d'angoisse, Emil Ludwig, puis à partir des années 1950 sur la psychanalyse, l'ethno-psychologie, etc.). Avec Joseph Delage, elle traduisit deux ouvrages d'Ernst Glaeser (Classe 22, Attinger, 1929 ; La Paix, Rieder, 1931). Une notice indique qu'elle traduisit également des nouvelles de Kleist, sans que cette traduction soit pourtant localisable (il s'agit peut-être de traductions parues dans La Revue rhénane). Elle vécut à Strasbourg (Neudorf).
- (Jean) Louis Koch (Brest, 1835-1912): Né d'un père allemand herboriste originaire de Lahr dans le grand duché de Bade et d'une mère française originaire de Fougères, Louis Koch fut agrégé d'allemand en 1867 et professeur d'allemand jusqu'à sa retraite en 1899. Dans les années 1870-80, il signa pour Hachette des éditions pédagogiques, notamment un lexique français-allemand et une version de la nouvelle Michael Kohlhaas de Heinrich von Kleist.
- Elsa Koeberlé (1881-1950)
- Eugène Koessler (Strasbourg, 1876 - 1935) [35] : Après des études au lycée de Strasbourg, Eugène Koessler, patriote qui préfère quitter l'Alsace allemande pour servir la France, devient à 20 ans répétiteur au collège d'Avesnes dans le Pas-de-Calais puis au collège de Boulogne-sur-Mer. Après une suppléance au lycée Voltaire, il obtient l'agrégation d'allemand en 1906 et enseigne jusqu'en 1911 au lycée de Caen, date à laquelle il est nommé professeur au lycée Janson-de-Sailly où il eut notamment comme élève Julien Green. Fait prisonnier en 1914, l'officier-interprète est interné de longs mois en Allemagne et envoyé vers la Suisse à la fin des hostilités. En 1919, il fait partie de la commission militaire interalliée de contrôle organisée à Berlin, sous la houlette du général Charles Nollet. Koessler accomplit une traduction de Irrungen Wirrungen de Fontane (publié en 1931 sous le titre Dédales chez Aubier-Montaigne) mais aussi de deux œuvres historiques d'Emil Ludwig.
- Albert Kohn (Paris, 1905-1989) : normalien (promotion de 1925) et agrégé d'allemand (1929), Albert Kohn enseigna l'allemand au lycée Faidherbe de Lille, puis dans des lycées parisiens, à Carnot, puis à Louis-le-Grand jusqu'en 1970. Pour le compte de Gallimard et du directeur de la collection étrangère Du monde entier, Raymond Queneau, il traduisit dès 1948 - avec l'aide de Pierre Flachat - l’œuvre de Hermann Broch (La mort de Virgile, 1955 ; Création littéraire et connaissance, 1955 ; Les somnambules, 1957 ; Le tentateur, 1981). Suivirent des traductions de Heimito von Doderer (Les chutes de Slunj, 1987), de Heinrich Mann (Le Roman d'Henri IV, 1972), de Martin Buber (Moïse, 1957), de Thomas Bernhard (Corrections, 1978 ; Le souffle, 1983 ; Le froid, 1984 ; La cave, 1985 ; L'origine, 1985 ; Un enfant, 1985) et de Hugo von Hofmannsthal (Lettre de Lord Chandos et autres essais, 1980), essentiellement publiées chez Gallimard.
- Nicolas Konert (Hollerich, Luxembourg, 1891 - Ballainvilliers, 1980)
- Suzanne (Alice) Kra (Paris, 1895-1944?): Suzanne Kra fut un des enfants du libraire-éditeur Simon Kra. Né à Francfort-sur-le Main et ancien secrétaire et fondé de pouvoir chez Rothschild, Simon Kra avait fondé en 1903 la "Librairie de l'ancien temps", spécialisée dans les livres rares et les autographes. Suzanne Kra fut la sœur de Lucien Kra (1889-1944)[36], ancien champion de diabolo (sous le nom de Jack Ark) qui, avec son père Simon, fonda en 1919 les éditions Kra-Le Sagittaire (rue Blanche)[37]. Elle était amie avec Léon-Pierre Quint,  atteint comme elle de tuberculose osseuse. Auteure d'une "transcription" en français de la Chanson d'amour et de mort du cornette Christoph Rilke parue dans la maison familiale Kra en 1927, Suzanne Kra fit, contrairement à sa sœur la libraire Hélène Kra qui se cacha sous l'Occupation, vraisemblablement partie des Kra qui trouvèrent la mort en déportation.
- Bernard Kreiss (Mulhouse, 1938- Bellerive-sur-Allier, 2019)
- Angèle Kremer-Marietti
- Dora Kris (Starokonstantinov, Ukraine, 1860 -Theresienstadt, 1942) : née dans une famille de juifs russes, les Epstein, qui émigrèrent à Vienne, Dora Kris-Epstein fut professeure de français dans la capitale autrichienne. En 1895, elle soutint à Berne une thèse de lettres : L'École descriptive aux XVIIIe et XIXe siècles. En 1933, elle traduisit avec Alexandre Vialatte le roman Verdi de Franz Werfel (éd. Attinger). Elle mourut en déportation.
- Jean Rodolphe Henry Kuckenburg (Bruxelles, 1909 - Paris 7e, 1934): fils d'une Française et de Friedrich Kuckenburg, ingénieur allemand installé à Berlin, Jean R. Kuckenburg était journaliste, correspondant parisien pour des revues allemandes (dont la Literarische Welt), et, dans les années 1930, traduisit en binôme avec Andhrée Vaillant plusieurs ouvrages de sciences humaines depuis l'allemand. Il traduisit notamment Les Réprouvés d'Ernst von Salomon.

## L
- Théodore Lacaze : interprète et capitaine de réserve, T. Lacaze traduisit dans les années 1930 plusieurs ouvrages ayant trait à la guerre. Il traduisit pour Payot, en 1932, Le Boqueteau 125 d'Ernst Jünger.
- Thierry Lacaze
- Georges Lacheteau (Paris, 1887 - Créteil, 1978): Fils d'un employé, Georges Lacheteau traduisit avec sa femme le roman L'Emprise de Jakob Wassermann ainsi qu'un ouvrage de Max Brod dans les années 1930 pour les Editions du Siècle. Il continua de traduire ponctuellement de l'allemand jusqu'au milieu des années 1960.
- Lucie Lacheteau (Dourgne, 1897 - St-Maur-des-Fossés, 1983): née Lucie (Marie Jeanne) Morand, elle épousa en 1917 Georges Lacheteau. Elle traduisit un roman de Jakob Wassermann avec son mari.
- (Gaston Sigismond) Georges La Flize (Lumbres, 1881-?) : études à l'université de Montpellier, agrégé de grammaire (1911). Fils d'un percepteur des impôts, Georges (Gaston Sigismond) La Flize fut très vraisemblablement le frère d'un autre agrégé de grammaire, Gonzalve La Flize (agrégation en 1904), professeur de rhétorique à Lakanal, puis à Henri IV. Georges la Flize fut professeur de lettres au collège de Dole, puis au lycée d'Orléans. Durant la Première Guerre, il fut muté au lycée de Toulouse puis rejoignit en 1919 le Grand Lycée d'Alger. Georges La Flize traduisit Henri le Vert de Gottfried Keller (Aubier, 1946) ainsi que plusieurs récits de Kleist (Michael Kohlhaas, Aubier, 1942 ; La Marquise d'O. et autres nouvelles, Aubier, 1943).
- Marie Lahy-Hollebecque
- Georges (Maurice Joseph Gaston) de Lalène-Laprade (Paris, 1907-1991): Il traduisit avec sa femme, Solange Gompel (1920-2009), des œuvres de l'anglais et surtout de l'allemand dans les années 1960-70, notamment Heinrich Böll, Alfred Andersch, Luise Rinser.
- Solange (comtesse) de Lalène-Laprade (Paris, 1920-2009): Issue de la famille Gompel originaire de Lorraine, elle était la petite-fille d'un des cofondateurs des magasins de nouveautés Aux Dames de France. Elle s'engagea sous l'Occupation dans le réseau de renseignement Centurie. Elle cosigna avec son mari Georges de Lalène-Laprade des traductions de Heinrich Böll, Alfred Andersch, Luise Rinser, notamment pour les éditions du Seuil.
- Louis Laloy (1874-1944) : traducteur des Écrits juifs de Heinrich Heine (Rieder, 1926).
- Jean Lambert (germaniste) (1914-1999)
- Germain Landier, pseudonyme de Bernard GROETHUYSEN et Barbara CHURCH.
- Pierre de Lanux (1887-1955)
- René (Pierre Désiré) Lasne (Bolbec, 1897 - Paris, 1980) : Fils de Désiré Lasne, propriétaire à Bolbec d'un atelier d'imprimerie, et de Laure (Victorine) Gouast, peintre à ses heures perdues, René Lasne fit ses études au lycée Corneille de Rouen, où il eut comme professeur Félix Bertaux, replié dans la ville normande durant la Première Guerre. La guerre l'empêche de tenter le concours de l’École Normale Supérieure, il est appelé et rejoint l’École militaire de Saint-Maixent. Titulaire d'une licence de lettres classiques (Pierre Bertaux se souvient dans ses Mémoires interrompus de l'aide que Lasne lui apporta en langue et littérature grecques), René Lasne signa quelques critiques à la Dépêche de Rouen (il consacre en 1920 un article à Gide) et enseigna, avant d'obtenir l'agrégation de lettres (1924), les lettres et la grammaire au collège de Soissons (1920). Il rejoignit le lycée Condorcet dans les années 1930, enseigna également le français au Collège Sadiki de Tunis où il tint plusieurs conférences (l'une sur Gide, une autre sur Goethe). Durant l'Occupation, il écrivit dans le journal collaborationniste d'Alphonse de Châteaubriant La Gerbe ainsi que dans les Cahiers franco-allemands, et fut délégué général du Ministère de l’Éducation nationale au sein de la Délégation Générale du Gouvernement français dans les Territoires Occupés (DGTO). Il fut également le responsable parisien des questions culturelles au Centre d'éducation et d'information des Français travaillant en Allemagne (1944), tandis que le germaniste et traducteur André Meyer assurait cette tâche depuis l'Allemagne. Lasne fut, avec le romaniste autrichien Georg Rabuse, le cosignataire de l'Anthologie de la poésie allemande parue en 1943 chez Stock (sous l'égide de Karl Epting), complétée et republiée en format bilingue au lendemain de la guerre. Outre les traductions poétiques qu'il livra pour son anthologie, Lasne traduisit sous son vrai nom, au début des années 1950, des œuvres de Gerhart Hauptmann ainsi qu'une œuvre pour la jeunesse d'Erich Kästner. René Lasne était également peintre, comme son frère Jean Lasne disparu sur le front en 1940. Lasne adopta cependant le nom d'artiste de René Gouast, qu'il conserva majoritairement du lendemain de la Seconde Guerre mondiale à sa mort en 1980. Chez Stock, il fit paraître sous le nom de René Gouast une anthologie de la poésie latine, pendant de l'anthologie de la poésie grecque de Robert Brasillach (publiée à titre posthume, chez Stock). René Lasne-Gouast repose à Thury-en-Valois (Oise), où il avait acheté en 1955 une maison pour en faire son atelier d'artiste.
- Madeleine Laval (1912-2002)
- Auguste (Joseph Nicolas) Lavallé, dit Louis de Hessem (Fontenoille / Florenville, Belgique, 1858-) : écrivain belge qui correspondit avec Émile Zola et fréquenta Médan. Fils d'un brigadier des douanes de Saint-Mard (Virton), il quitta la Wallonie pour s'installer dans la région parisienne, à Argenteuil, où il fut, parallèlement à ses activités littéraires, commerçant et cabaretier. Il prit le pseudonyme de Louis de Hessem et traduisit entre 1884 et 1916 des ouvrages de l'anglais, de l'allemand, du danois, du lituanien, de l'italien et du russe. Il fut un des traducteurs de Ibsen H.C. Andersen et de Tolstoï, mais également, dans le domaine germanique, de Wilhelm Hauff, de Berthold Auerbach, de L. von Sacher-Masoch ou de Karl Emil Franzos. Auguste Lavallé est également auteur de nombreux textes notamment l'Oeuvre de la chair, nouvelles ardennaises conservées à la bibliothèque de l'Institut de France et en cours de réédition par Jennifer Lavallé.
- Renée-Jules Lechat (Courtrai, 1878 - ?): Fille de l'industriel du Loiret Jules Lechat (1855-1897), qui s'installa à Gand et fit fortune dans les courroies constituées de plusieurs plis de toile coton imprégnés de caoutchouc, Berthe Blanche Julie Lechat épousa en 1897 l'ingénieur des Arts et Manufactures, industriel et collectionneur d'art Henry-Jean Laroche (1866-1935), périgourdin d'origine. Férue d'art et de littérature, elle tint salon à son domicile du 15e arrondissement parisien dans les années 1920-30. Son fils, l'industriel Jacques Laroche (1904-1976), à la tête des établissements Laroche-Lechat, fut marié de façon éphémère à Lydie Sarraut, fille du ministre Albert Sarraut. Trésorière du Groupe Collaboration dans les années noires, elle signa sous l'Occupation plusieurs traductions de l'allemand, pour l'édition (notamment les éditions Balzac, inféodées à l'Occupant) et la presse collaborationniste (La Gerbe, Comoedia, Panorama européen): des récits de Werner Bergengruen, Rudolf G. Binding et Paul Alverdes, des nouvelles de Hermann Gerstner, des romans de Werner Bergengruen et Werner Beumelburg.
- Juliette (Henriette Marie) Leclère (Versailles, 1878 - Maisons-Laffitte, 1956) : Fille d'un militaire et d'une Mosellane, Juliette Leclère épousa en 1913 en secondes noces l'écrivain et journaliste Jean Vignaud (1875-1960). Elle signa des romans populaires dans les années 1910-1930 sous le pseudonyme de Juliette Bruno-Ruby. Pour Calmann-Lévy, elle signa également une traduction française du roman Le Tigre bleu d'Alfred Döblin (1948).
- Joël Lefebvre (1926-2007)
- Jacques Legrand (Paris, 1922-2014)
- Jacques Leguèbe (Lille, 1909 - Paris, 1986), présent sous le pseudonyme de Jacques Legray : après avoir intégré l’École militaire de St Cyr et suivi une carrière militaire, Jacques Leguèbe, grand voyageur, se consacra à partir de 1944 à la carrière diplomatique. Depuis son premier livre paru en 1946, il développa une œuvre propre sous le pseudonyme de Jacques Legray (il reçut notamment le Prix de l'Académie Française pour le roman Du sein des flammes, 1951) et traduisit dans les années 1950-1960 quelques ouvrages populaires de l'anglais et de l'allemand.
- Yves Le Lay
- Laurence Lentin, née Laurence Cohen (Viroflay, 1920 - 2013)
- (Louis) Ernest Lepointe (Tarzy, 1871-1961) : Fils d'un préposé des douanes, il effectua sas études à Lille, fut élève de l'École Normale Supérieure d'enseignement primaire de Saint-Cloud et agrégé d'allemand en 1900. Il épousa en 1898 une Allemande de Heidelberg, Emma Herrigel. Après avoir été professeur d'allemand dans différents postes (dont l'école normale primaire de Laon et le lycée d'Orléans), il fut inspecteur d'académie à Saint-Brieuc (aux alentours de 1908), puis inspecteur général de l'Éducation Nationale à Chartres. Il collabora avec son collègue Félix Bertaux à différents ouvrages (manuels, grammaire), outre le fameux dictionnaire Bertaux-Lepointe bien connu des germanistes (certaines entrées en relation avec ce dictionnaire portent d'ailleurs l'indication fautive : "Emile-L. Lepointe", pour "Ernst Louis Lepointe"), dont le premier volume (allemand vers le français) parut en 1941. En 1948, Bertaux et Lepointe traduisirent le roman Les enfants Jeromine d'E. Wiechert, pour Calmann-Lévy. En 1912, Lepointe avait également traduit la correspondance de Carlyle et Emerson pour Armand Colin.
- (Fernand) Ralph Lepointe (Orléans, 1904 - Aix-en-Provence, 1970) : Fils de Louis Ernest Lepointe et d'Emma Herrigel (1878-1946) (sœur du philosophe Eugen Herrigel), une professeure de français de Heidelberg, Ralph Lepointe naquit le 18 juin 1904 au domicile familial, rue de Joie à Orléans. Son père, agrégé d'allemand, remplaçait depuis 1901 le professeur Ernest Lévy au lycée d'Orléans. Ralph Lepointe embrassa la carrière de juriste : il prêta son serment d'avocat à la Cour d'appel d'Orléans en 1929, fut avoué au tribunal de Besançon dans le Doubs dans les années 1930, juge au tribunal de première instance de Château-Chinon (1936-1938), puis à Lesparre-Médoc dans les années 1940 et devint au lendemain de la Seconde Guerre mondiale juge d'instruction au tribunal de grande instance de Bayonne, puis président du tribunal de première instance de cette même ville (1956). Président du tribunal de grande instance de Cherbourg en 1960, il est finalement nommé en 1963 conseiller à la Cour d'appel d'Aix-en-Provence. En 1936, il avait soutenu à la Faculté de Droit de Paris une thèse intitulée Le vagabondage des mineurs et, frappé par la recrudescence des mineurs passant en justice dans l'entre-deux-guerres, s'était spécialisé dans le droit des enfants. Cousin et parrain de Boris Vian, Ralph Lepointe s'était réfugié et établi durant l'Occupation à Capbreton (Landes) où il tentait de faciliter et d'organiser la vie des réfugiés (et notamment des Vian). Sans doute sur la recommandation de Félix Bertaux, il était devenu dans les années 1920 un des traducteurs de Heinrich et Klaus Mann, à qui il consacra occasionnellement des articles. Il traduisit ainsi en 1927 le roman Mère Marie de H. Mann pour Kra, puis Alexandre : Roman de l'utopie, de K. Mann pour Stock (1931), sans compter des nouvelles de H. Mann dont la traduction fut publiée dans diverses revues vers la fin des années 1920 (Kobes dans Le Rouge et le Noir, par exemple, ou Die Tote - L'Ombre - dans la Revue des vivants). Plusieurs traductions de pages inédites de H. Mann et A. Döblin dans Les romanciers allemands, sous la direction d'Edmond Jaloux, Denoël & Steele, 1932.
- Robert Leroux[38] (Limoges, 1885 - Strasbourg, 1961) : fils de l'érudit et historien local Alfred Leroux, Robert Leroux fit de brillantes études secondaires au lycée de Limoges et fréquenta les universités de Poitiers et Paris, sous la houlette de Charles Andler, Victor Basch et Henri Lichtenberger. Il effectua également des séjours d'études à Berlin et Bonn. Agrégé d'allemand en 1911, il enseigna aux lycées de Laon (1911), de Rochefort-sur-Mer (1912-1919) et Strasbourg, à partir de 1919. En 1925, il est nommé chargé de cours en suppléance de Jean-Edouard Spenlé à la Faculté des lettres de Strasbourg, puis maître de conférences en 1927. Il soutint en 1932, à Strasbourg, sa thèse principale sur Karl Theodor Dalbert et sa thèse secondaire sur Wilhelm von Humboldt et fut professeur sans chaire dès 1933. Nommé professeur titulaire à Strasbourg en 1936 (jusqu'à l'honorariat en 1954), il dirige le Centre d'études germaniques de l'Université de Strasbourg de 1947 à 1950 et préside la Société des études germaniques. Robert Leroux rédigea plusieurs essais et ouvrages sur Wilhelm von Humboldt, Schiller et Goethe. Les éditions Aubier-Montaigne publièrent deux traductions de Schiller signées de sa plume : les Lettres sur l'éducation esthétique de l'homme (1943) et Poésie naïve et poésie sentimentale (1947).
- Adna (Ester) Lévy (Strasbourg, 1891 -) : élève de Charles Andler et de Henri Lichtenberger à la Faculté de lettres de Paris, elle obtint l'agrégation d'allemand  en 1920 et commença par enseigner au lycée de jeunes filles de Lons-le-Saunier. Membre de la Société des amis de Wilhelm Raabe, elle traduisit dans les années 1920 quelques œuvres de cet auteur : la nouvelle Fleurs de lilas (1929, Revue française de Prague), mais surtout la fameuse Chronique de la rue aux moineaux (éditions Aubier-Montaigne, 1931). Elle se nomma par la suite Adna Liévin et enseigna dans différents lycées parisiens : Edgar Quinet (jusqu'en 1936, où elle fut la collègue de Blanche Gidon, traductrice de Joseph Roth), puis Lamartine (à partir de 1937) où elle termina manifestement sa carrière dans les années 1960.
- Maria Ley-Deutsch / Ley-Piscator (Vienne, 1899 - New York, 1999) : cette danseuse de formation émigra en France en 1933, étudia à la Sorbonne et rencontra à Paris le metteur en scène Erwin Piscator, qu'elle épousa en 1937. Exil aux États-Unis en 1939, où elle poursuivit avec son mari des activités de mise en scène et d'ateliers de théâtre. En 1937 parut sa traduction en français de l'Essai sur Victor Hugo de Hugo von Hofmannsthal (Genève, Droz).
- Henri Lichtenberger (1864-1941)
- Émilie Litauer (1902, Leningrad - ?)
- Hippolyte (Henri Félix) Loiseau (Valenciennes, 1868 - Hossegor, 1942) : fils d'un garde du génie de souche jurassienne, Loiseau fut élève au lycée de Valenciennes de 1878 à 1885, puis intégra le lycée Henri-IV. Boursier d'agrégation de la Faculté de Paris, il décrocha l'agrégation d'allemand en 1893 et fut nommé professeur d'allemand au lycée de Toulouse en 1894. Il épousa une des filles de Gustave Kontz, professeur agrégé d'allemand au lycée de Toulouse. En 1898, il entre comme chargé de cours à la Faculté de lettres de Toulouse. Il sera nommé maître de conférences à Toulouse en 1911, puis professeur en 1919. Il accède à l'honorariat en 1937. Spécialiste de Goethe et de Schiller, auxquels il consacre plusieurs essais et articles (ainsi que ses deux thèses, vouées à Goethe et soutenues à Paris en 1910), Loiseau traduit nombre d'œuvres de Goethe et de Schiller pour la collection des classiques étrangers des éditions Fernand Aubier : La Campagne de France (1933), Torquato Tasso (1930), Iphigénie en Tauride (1931), Hermann et Dorothée (1932), Marie Stuart (1941), La Fiancée de Messine (1942). Il donna également une version française de la tragédie de Grillparzer Les vagues de la mer et de l'amour (Aubier, 1942), ainsi que plusieurs anthologies pédagogiques pour les éditeurs Didier, Hachette et Belin.
- Elisabeth Loisel
- Jean Longepierre
- Jean Longeville : pseudonyme sous lequel Yvan Goll traduisit dans les années 1940 des ouvrages d'Emil Ludwig et de Stefan Zweig.
- Roger Loriot
- Albert (Bertrand) Lortholary (Limoges, 1899 - Paris, 1975) : fils d'un employé de commerce, agrégé de lettres (1924), comme son jeune frère Fernand, et polyglotte, Albert Lortholary fut professeur de lettres tour à tour au lycée de Limoges, Châteauroux, puis de Tunis et d'Alger dans les années 1930. Il rejoignit par la suite le lycée Hoche de Versailles et soutint en 1948 une thèse de l'Université de Paris sur Les Philosophes français et la Russie (imprimée en 1951 sous le titre Le mirage russe en France au XVIIIe siècle). Il laissa une traduction en français de l'auteur russe Nikolai Semenovich Leskov, ainsi qu'une version française de L'étrange histoire de Peter Schlemihl de Chamisso (Payot, 1932). Il traduisit avec Blanche Netter-Gidon les Mémoires de Heinrich Heine (Payot, 1931). Il était le père de l'universitaire et traducteur Bernard Lortholary.
- Bernard Lortholary (Talence, 1936-)
- Alfred de Lostalot (Paris, 1837 - Asnières-sur-Seine, 1909)
- Jean-Baptiste Lucidarme : abbé professeur d'allemand à Dunkerque, puis d'allemand commercial au collège de Roubaix. Il laissa des florilèges, un sur Schiller (1911 et 1921), un autre sur les contes allemands (1898), un autre enfin sur la ballade allemande (1923). Il adapta la pièce Marie Stuart de Schiller (1930).
- Emile Lutz

## M
- Robert de Mackiels (1880-1965)
- Maurice Maeterlinck (1862-1949)
- Raoul (Henri) Maillard : R. Maillard fut rédacteur des services étrangers au journal Le Matin. Il avait peut-être un lien de parenté avec Maurice Maillard (1885-1960), entré au Matin en 1919, sous-directeur du quotidien en 1933, puis directeur général entre 1937 et 1940, secrétaire général de la Fédération nationale des journaux français et président de la Commission technique du Syndicat patronal de la presse parisienne et de la Commission paritaire des marchands de journaux. Raoul-Henri Maillard joua un rôle dans la Résistance durant la Seconde Guerre mondiale. Il traduisit en 1931, avec son collègue du Matin Christian Sauerwein, directeur du service artistique du journal, le roman Der Weg zurück d'Erich Maria Remarque et donna en 1938 une version française de Un pacte avec Hitler : le drame autrichien, 1936-1938 de Martin Fuchs, diplomate et attaché de presse à l'ambassade d'Autriche à Paris.
- Jean (Marie Julien) Malaplate[39] (Perpignan, 1923 - Antony, 2019) : fils d'un fonctionnaire des Pyrénées orientales, Jean Malaplate fit ses études aux lycées Saint-Louis et Louis-le-Grand, avant d'obtenir une licence d'allemand à la Faculté de lettres de Paris et d'intégrer l’École libre des sciences politiques. Il fut également diplômé du Centre d'études germaniques de Strasbourg. En 1942, il exerça comme traducteur temporaire au ministère des Finances. À la Libération, il fut attaché au haut commissariat de la République française en Allemagne, puis intégra l'ENA en 1951. Il embrassa par la suite la carrière de haut fonctionnaire. Son poste d'administrateur civil au ministère d’Économie et des Finances l'amena sur différents postes dans différents pays (Algérie, Allemagne, États-Unis, Liban, Égypte). De 1986 à sa retraite en 1989, il fut conseiller financier à Berne pour la Suisse, l'Autriche et la Yougoslavie. Jean Malaplate est traducteur de l'anglais (Shakespeare, Lord Byron), du latin et de l'allemand : il a donné une version française des deux Faust, des Ballades de Goethe, d’œuvres de Hermann Hesse, de Jean Paul et de Martin Buber.
- Malraux, Clara (1897-1982), née Goldschmidt. Traductrice de Luise Rinser.
- Henri Mansvic : auteur de romans sentimentaux du début des années 1920 à 1950, Henri Mansvic avait commencé en écriture par des traductions de l'anglais et de l'allemand. Il traduisit Walter Scott en 1911 pour Flammarion (Ivanhoé et La jolie fille de Perth). Traducteur de l'allemand, il livra en 1910 une anthologie en français des œuvres théâtrales de Lessing, en 1913 un florilège de contes de Grimm chez Flammarion et en 1920 une traduction du Livre des Chants de Heinrich Heine pour les Classiques Garnier. Il signa en outre un manuel de conversation allemande (Albin Michel, 1940).
- Gilberte Marchegay (Paris, 1908 - 1995): Née Gilberte (Caroline Yvonne) Marchegay, d'un père ingénieur agricole protestant issu d'une branche vendéenne installée à Lyon, elle épousa en 1933, en premières noces, l'explorateur charentais Louis Audouin-Dubreuil, dont elle eut trois filles. Sous son nom d'épouse de Gilberte Audouin-Dubreuil, elle signa dans la fin des années 1940 des traductions-adaptations pour l'éditeur parisien Trémois. Après avoir divorcé de son premier mari, elle épouse en 1950 Jean Japy, mais continuera de traduire sous son nom de jeune fille de Marchegay. Traductrice de l'anglais, elle signa aussi des traductions de l'allemand vers le français: l'autobiographie d'Alma Mahler-Werfel Ma Vie, un roman posthume de Franz Werfel (L'étoile de ceux qui ne sont pas nés), un roman de Jakob Wassermann (Christian Wahnschaffe, Plon, 1955) ainsi que Ma Bibliothèque perdue de Walter Mehring. Elle traduisit également nombre d'ouvrages populaires de Heinz Günter Konsalik. Elle fut également l'auteur d'une saga populaire sous le pseudonyme de Caroline Gay.
- Marguerite (Joséphine Elisabeth) Marcourel (Agde, 1884 -): fille d'un professeur de classe primaire au collège d'Agde, Marguerite Marcourel fut en 1908 boursière d'allemand de l'université de Clermont-Ferrand et effectua son mémoire de diplôme d'études supérieures sur la femme de lettres Fanny Lewald. Professeure d'allemand au collège, puis au lycée de jeunes filles d'Avignon, Marguerite Marcourel traduisit avec Geneviève Bianquis et Marguerite Huin le roman Buddenbrooks de Thomas Mann.
- Louise Marsiac: pseudonyme de Louise (Noemie) Silberahn, elle traduisit dans les années 1960 des œuvres de Willi Heinrich pour Albin-Michel.
- Jacques Martin (1912-1995)
- Henry Massoul (1872-1958)
- Geneviève Maury (1886-1956)
- Aline de Saint-Hubert (1874-1947)
- André (Louis Georges) Meyer
- Jules (Alexis) Milliot-Madéran (Bordeaux, 1876-1948) : au lendemain de son baccalauréat, Jules Milliot-Madéran exerça, parallèlement à ses études à l'université de Bordeaux, la fonction de répétiteur dans différents établissements du sud-ouest : collège de Libourne, lycée d'Agen, lycée de Bordeaux. Grâce à une bourse d'agrégation, il put préparer l'agrégation d'allemand à Bordeaux et l'obtint en 1904. Il enseigna successivement dans les lycées de Chambéry, Rouen et Poitiers. Il fut mobilisé comme officier-interprète durant la Première Guerre, au lendemain de laquelle il fut nommé professeur à Louis-le-Grand (1920). Il devint ensuite proviseur du lycée de Vendôme. De 1929 à 1937, il enseigna à Janson-de-Sailly. En 1909, il proposa un choix de poésies de Heinrich Heine, traduites en vers français (Société d'imprimerie et de librairie).
- Lucien Mérat[40] (Charny-le-Bachot, 1891-1957) : agrégé d'allemand en 1914, Lucien Mérat enseigna au lycée Condorcet. Il eut dans les années 1930 une position importante dans les syndicats d'enseignants, en particulier dans la Fédération générale de l'Enseignement dont il fut secrétaire. Par la suite, ce militant socialiste fut secrétaire du SPES puis du SNES. Il signa plusieurs articles dans des revues d'enseignement. Il donna en 1934 une version française de la pièce Hermann et Dorothée de Goethe (Société universitaire d’éditions et de librairie).
- Raphaël Miranda[41] (Salonique, 1897-1976) : écrivain, sous le pseudonyme d'Armand Pierhal. Il vécut à Lausanne et abandonna à vingt ans des études techniques pour se consacrer à la musique et intégrer le conservatoire de Genève. Il devint à Paris le secrétaire de Jacques Rivière durant la dernière année de sa vie, puis, de 1925 à 1942, le secrétaire du peintre et écrivain Jacques-Emile Blanche. Il mena parallèlement à ces activités une carrière de critique littéraire, musical et artistique (dans La Revue de Genève, Le Figaro, Les Nouvelles littéraires, La Croix, Temps présent, etc.), d'écrivain (il signa plusieurs romans et essais), de directeur de collection (en 1946, il créa chez Robert Laffont la collection de littérature étrangère Pavillons) et de traducteur. Il traduisit de l'italien, de l'espagnol, de l'anglais, mais aussi de l'allemand : pour Plon et Stock essentiellement, il donna des versions françaises de livres à caractère technique (sur les sports d'hiver notamment), d'ouvrages critiques (le Marcel Proust d'Ernst Robert Curtius, par exemple, paru en 1928) ou historiques (plusieurs livres de mémoires sur la guerre et essais sur le national-socialisme publiés dans les années 1930, des extraits du journal de Robert et Clara Schumann) et d’œuvres littéraires (Jeunesse sans dieu et Soldat du Reich, d'Ödön von Horváth, Plon, 1939 ; La Mort à Rome, de Wolfgang Koeppen, Albin-Michel, 1962). Il traduisit également en traduction-relais vers le japonais.
- Marie Mirande
- Léon Mis[42] (Belesta, 1873- Lavelanet, 1964) : Léon Mis fit ses études au collège de Saint-Girons (1884-87), puis au lycée de Foix. Après son baccalauréat, il intégra la classe de rhétorique supérieure au lycée de Foix (1891-93). Boursier de licence de la Faculté de lettres de Toulouse, il obtint sa licence de langues vivantes en 1896. De 1897 à 1899, il fut boursier d'agrégation de la faculté de Nancy et obtint un certificat d’aptitude aux fonctions de bibliothécaire dans les bibliothèques universitaires en 1897. Étudiant à la Faculté de lettres de Lille de 1899 à 1906, il décroche l'agrégation d'allemand (1906) et devient enseignant d'allemand au lycée de Lille en 1907. En 1908, il est nommé chargé de conférences d'allemand à la Faculté de lettres de Lille, puis, en 1926, maître de conférences. En 1921, il avait soutenu à Lille sa thèse sur Otto Ludwig. En 1930, il est professeur titulaire de la chaire de langue et littérature allemandes à Lille. Il prit sa retraite en 1941. Directeur de la Revue germanique de son collègue Félix Piquet, Léon Mis laissa plusieurs anthologies pédagogiques parues chez Belin (dont plusieurs œuvres de Goethe, Schiller, Ludwig et Hebbel) et plusieurs traductions chez Aubier-Montaigne : de Goethe et Schiller (Ballades, 1943), Johann Joachim Winckelmann (Réflexions sur l'imitation des œuvres grecques en peinture et en sculpture, 1954), Conrad Ferdinand Meyer (Le Saint, 1943), Otto Ludwig (Entre ciel et terre, 1941 ; La Heiteretei et sa contre-partie De Charybde en Scylla, 1944 ; Les Macchabées, 1945), Gottfried Keller (Sept légendes, 1943).
- Michèle Misan
- Jacques Molitor (Merscheid, 1868-) : Né au Luxembourg dans un quartier de la ville de Putscheid, Jacques Molitor, fils de menuisier, fut enseignant au collège Sainte-Barbe à partir de 1897 et prit part à la Société de propagation des langues étrangères. Quelques années plus tard, il décrocha l'agrégation d'allemand (1905) qui lui ouvrit la voie vers différents lycées : celui de Rochefort-sur-Mer, puis le lycée Faidherbe de Lille. À partir de 1912, il fut inspecteur d'académie à Privas (Ardèche), puis plus tard à Lons-le-Saunier (Jura-Besançon) et  à Amiens (Somme). Il fut admis à la retraite en 1933. Jacques Molitor est resté dans l'Histoire comme un des traducteurs de l’œuvre de Karl Marx pour l'éditeur Alfred Costes. Outre des traductions d'ouvrages portant sur les doctrines économiques et politiques socialistes et communistes, Jacques Molitor a traduit le Discours à la nation allemande de Fichte (Costes, 1923), puis, en 1942, La destination de l'homme du même auteur (Aubier, 1942). En 1942, Aubier publia sa version française des Traités et Sermons de Maître Eckhart et Hatier sa traduction du Faust I de Goethe (collection des Classiques pour tous). Le nom de Jules Molitor fut vraisemblablement une erreur de l'Histoire...
- Auguste Monnier (1871-1917)
- André Moret (1900-1973)
- Paul Morisse (1866-1946) : libraire à Poitiers et poète à ses heures, ami de jeunesse d'Alfred Vallette (avec lequel il travailla dans Le Scapin) et secrétaire de rédaction au Mercure de France (où il fut secondé par Paul Léautaud), Paul Morisse fréquenta Montparnasse et les milieux symbolistes, et, après avoir abandonné le Mercure de France en 1919, travailla comme administrateur chez l'éditeur Georges Crès et tint en son nom la Librairie française de Zurich (Rämistrasse), outil de propagande française subventionné par le ministère français des Affaires étrangères. Paul Morisse fit à cette époque la connaissance de Rainer Maria Rilke, à qui il procurait des ouvrages en français et dont il devint l'ami et le conseiller littéraire, mais également celle de Stefan Zweig, dont il traduisit un ouvrage pour le Mercure de France (Émile Verhaeren : sa vie, son œuvre, traduction en collaboration avec Henri Chervet, 1910). Il traduisit également Henri d'Ofterdingen de Novalis avec Georges Polti (1908) ainsi que quelques fragments de Goethe (Satyros, suivi de quatre élégies romaines et du Journal, 1907). On lui doit également une version française de Der römische Brunnen de Conrad Ferdinand Meyer (1925). Il finit sa vie libraire avenue de Breteuil, à l'enseigne de Saint François Xavier.
- Zoya Motchane[43] (Saint-Pétersbourg, 1900 - Paris, 1990): cette Russe, fille d'Aaron Arcadius Silberstein, avocat au barreau de Saint-Pétersbourg, et d'une Russe d'Odessa, Adèle Margoulieff, sœur de la médecin Rose Margoul(i)eff (ou Morgoulieff, selon une orthographie erronée), était par alliance la nièce de l'archéologue Salomon Reinach. Son père fut un des exécuteurs testamentaires de l'archéologue. Sa famille avait fui en 1917 la révolution bolchevique en Russie et était passée par Berlin. Zohia Silberstein fut l'épouse de l'industriel et mathématicien Léon Motchane (né  à Saint Petersbourg de parents pour moitié Russes, pour moitié Suisses, et naturalisé français dans les années 1930, après être passé par Lausanne, Berlin et Paris). Zoya Motchane travailla dans la seconde moitié des années 1920 pour l'Institut International de Coopération intellectuelle, créé en 1924 et placé sous la direction de Julien Luchaire. Dans la section "Relations artistiques" de l'IICI, elle rédigea notamment en 1928 un rapport sur le rôle de la femme française dans les carrières scientifiques, destiné à l'Exposition internationale de la Presse (Cologne, mai 1928). Elle travailla également pour l'Office international des musées, sous l'égide de la SDN. Elle fut en 1925 attachée à la section des relations artistiques du périodique L'Illustration. En 1933, elle traduisit pour Gallimard le fameux roman Berlin Alexanderplatz, de Döblin, qu'elle rencontra peut-être dans la maison de son oncle Salomon Reinach, en même temps que d'autres célébrités de l'époque (Thomas Mann notamment).
- Edouard Mousset : journaliste, traducteur de l'allemand et du néerlandais pour les éditions belges de la Toison d'or, Edouard Mousset signa en 1943 une version française des Scènes d'un propre-à-rien d'Eichendorff, mais aussi d'une sélection de contes de Wilhelm Hauff. Il fut à partir des années 1950 directeur du Centre Belge de Documentation Musicale (CeBeDem).
- Maurice Muller-Strauss
- Maurice (Louis Joseph) Mutterer (1870-1958) : docteur en médecine de Mulhouse, il consacra plusieurs articles à l'Alsace, mais aussi à Goethe. Il donna en 1930 une traduction intégrale du Voyage en Italie de Goethe (éd. Champion).

## N
- Denise Nast
- Jeanne Naujac (1909-2001) : élève du germaniste Joseph-François Angelloz et agrégée d’allemand (1940) en poste au lycée Camille Sée de Paris. Elle traduisit pour Aubier-Montaigne le Voyage en Italie de Goethe, paru en 1961, et forgea en 1978 le projet - finalement avorté - de traduire pour la collection bilingue  plusieurs nouvelles de Goethe (Märchen, Saint-Joseph, L'homme de cinquante ans, Nicht zu weit, Novelle). Elle traduisit surtout à quatre mains avec Louise Servicen, pour Grasset : plusieurs ouvrages de Thomas Mann - L’Artiste et la société (1973), Les Exigences du jour (1976), Les Maîtres (1979), Considérations d’un apolitique (1975) - et un ouvrage d'Ernst Jünger (Rivarol et autres essais, 1974).
- Denise Naville (1896-1979)
- Emmy de Nemethy (1865?-1929?)[44]: nièce du poète Anastasius Grün, comtesse autrichienne de vieille noblesse hongroise, elle écrivait sous le pseudonyme de Jean de Néthy. Installée très jeune à Paris, elle fréquente les salons et le monde des lettres, correspond avec Barbey d'Aurevilly, les frères Goncourt, Sarah Bernhardt, etc. En 1892, elle s'attache à promouvoir en France le Zarathoustra de Friedrich Nietzsche (à défaut d'obtenir le droit de le traduire) et se profile  comme traductrice de L’Éveil du printemps de Frank Wedekind, qu'elle rencontre à Paris en 1893. En 1892, elle traduit dans La Nouvelle Revue la nouvelle Komtesse Muschi de l'auteure autrichienne Marie von Ebner-Eschenbach et en 1905 donne dans la revue La Plume une traduction de l'acte IV de Napoléon ou les cent jours de Christian Dietrich Grabbe, mais ses velléités de traduction de l'allemand tournent court : sa version française de Frühlings Erwachen sera finalement rejetée par l'éditeur Albert Langen qui lui propose de s'intéresser au théâtre scandinave, alors en plein essor. En 1892, Emmy de Nemethy rencontre ainsi Ole Hansson et August Strindberg à Berlin : elle deviendra dès lors une promotrice acharnée du théâtre scandinave qu'elle traduit pour diverses revues (Revue des Revues, Revue blanche, Mercure de France, etc.) et pour l'éditeur Albert Langen, alors qu'elle ne maîtrise aucune langue scandinave.
- Blanche Netter-Gidon (Sainte-Marie-aux-Mines, 1883 - Hyères, 1974) : née dans une famille juive alsacienne d'un père instituteur révoqué en 1871 pour avoir refusé de faire désormais l'école en allemand, Blanche Netter passa sa jeunesse à Rouen. Elle épousa en 1911 Ferdinand Gidon. Après avoir obtenu son certificat d'aptitude à l'enseignement de l'allemand, elle enseigna dans plusieurs collèges et lycées de jeunes filles (dont le lycée Quinet de Paris où elle arriva en 1928). À partir de 1928, elle effectua plusieurs traductions de l'allemand pour la maison Payot (notamment des contes d'E.T.A. Hoffmann et les Mémoires de Heinrich Heine). En 1932, Blanche Gidon rencontra par le biais de la traductrice d'origine polonaise Maryla Reifenberg (l'épouse du journaliste de la FAZ Benno Reifenberg) l'écrivain Joseph Roth et assuma en 1933 la traduction en français de son fameux roman sur l'Autriche-Hongrie La Marche de Radetzky (Plon). Malgré des relations conflictuelles entre l'auteur et sa traductrice concernant la qualité de sa traduction de La Marche de Radetzky, Blanche Gidon demeura une correspondante de Roth jusqu'à sa mort en 1939 à Paris. En 1937, Grasset publia sa traduction du Roman des cent jours, puis, trois ans plus tard, Gabriel Marcel, le directeur de la collection étrangère de Plon (Feux Croisés), publia La Crypte des Capucins, suite de La Marche de Radetzky. Outre plusieurs nouvelles de l'écrivain autrichien placées dans des revues, en particulier Les Nouvelles littéraires, elle réussit à faire publier sa traduction des Fausses mesures au Bateau Ivre (1946) et celle de Notre assassin chez Robert Laffont (1947). Autres traductions : Joseph Breitbach, Le Liftier amoureux : récits (Gallimard, 1948) ; Manes Sperber, Et le buisson devint cendre (Calmann-Lévy, 1949), Plus profond que l'abîme (Calmann-Lévy, 1950), Qu'une larme dans l'océan (Calmann-Lévy, 1952), La baie perdue (Calmann-Lévy, 1953) ; Arnold Zweig, La Hache de Wandsbeck (Calmann-Lévy, 1950) ; Hermann Kesten, Ferdinand et Isabelle (Calmann-Lévy, 1952), Les Enfants de Guernica (Calmann-Lévy, 1954) ; Heinrich Böll, Les Enfants des morts (Le Seuil, 1955).
- Jean-Odon Niox Chateau : capitaine dans l'armée et docteur en droit et sciences économiques de l'Université de Paris (1923). Traducteur d'un certain nombre d'ouvrages économiques et historiques parus en allemand (Souvenirs de guerre, de Ludendorff ; Économie sociologique, de Schwiedland ; La Nouvelle Économie, de Rathenau, etc.). Traducteur d'ouvrages de Leo Perutz pour Albin Michel : À la dérive (1930), Le Marquis de Bolibar (1931).

## P
- André Panas
- Suzanne (Andrée Gabrielle Charlotte) Paquelin (Paris, 1879 - Château-Thierry, 1953) : fille du médecin Claude-André Paquelin (Avignon, 1837- Paris, 1905), inventeur du thermo-cautère (1890-1894), Suzanne Paquelin donna en 1903 une version en prose (mais suivant de près la syntaxe de l'original) de Faust I, puis en 1909 une version en prose de Faust II de Goethe (Lemerre). Sa traduction de la seconde partie de Faust fut reprise en 1942 dans Théâtre complet de Goethe (bibliothèque de la Pléiade, Gallimard).
- Pierre Pargal
- Henri Parisot (éditeur)
- Juliette Pary[45] (Odessa, 6-8-1903- Vevey, octobre 1950), pseudonyme de Julia Gourfinkel. Julia Gourfinkel naquit dans une famille de l'intelligentsia juive russe. Son père, un médecin qui avait exercé à Saint-Pétersbourg avant de s'installer à Odessa, sur la mer Noire, était très épris de littérature et initia très tôt, avec sa femme, une des premières femmes universitaires de Russie, ses filles aux arts, à la littérature ainsi qu'aux langues. La mère en particulier désirait voir ses filles s'orienter vers la traduction. Julia, comme sa grande sœur, Nina Gourfinkel, apprirent donc très jeunes plusieurs langues (le français, l'allemand, l'anglais, l'italien, en plus du russe et du yiddish). La jeune Julia eut d'abord une gouvernante française (une ancienne religieuse), qui lui donna le goût de la langue française, puis une gouvernante allemande. À dix ans, elle dévorait déjà Goethe, Schiller, Heine et Pouchkine. Elle apprit même l'alphabet latin avant le cyrillique. Les Gourfinkel tenaient par ailleurs salon et recevaient universitaires russes et écrivains (comme Alexis Nikolaïevitch Tolstoï ou Ivan Bounine). Lorsque la Révolution de 1917 éclate (les sœurs aînées de Juliette Pary, dont Nina, sont alors à l'université à Saint-Pétersbourg), la famille Gourfinkel est peu à peu ruinée par la guerre civile entre Rouges et Blancs et les perpétuels changements de gouvernement. Nina Gourfinkel émigre alors à Paris dans les années 1920, suivie sans doute de sa jeune sœur Julia. Les deux sœurs vivent de travaux d'écriture et de traduction : Nina traduit du russe, Julia, qui, pour signifier sa volonté d'une carrière littéraire dans la capitale française, prend le nom de Juliette Pary, traduira de l'allemand et de l'anglais dès le début des années 1930 : elle traduit le fameux Loup des Steppes de Hermann Hesse (Renaissance du Livre, 1931), La guérison par l'esprit de Stefan Zweig (en collaboration avec Alzir Hella, Stock, 1932), plusieurs romans d'Agatha Christie (pour la Librairie des Champs-Élysées), dont elle restera une traductrice récurrente. Elle publie elle-même quelques romans reportages (ainsi, en 1938, Mes 126 gosses, reportage sur une colonie de vacances prolétarienne qu'elle dirigea durant l'été 1935, au temps du Front populaire) et romans policiers, ainsi qu'un recueil de poèmes en allemand, An die Deutschen (1946), publiés à Paris sous le pseudonyme de Julia Renner. Sa carrière d'écrivain, de traductrice et de journaliste (pour l'hebdomadaire Vendredi et des périodiques populaires comme Marianne ou l'hebdomadaire sentimental Confidences) fut cependant largement éclipsée par la brillante trajectoire de sa sœur Nina Gourfinkel. Elle fut par ailleurs à partir de 1931 l'épouse de l'écrivain, pédagogue et traducteur juif Isaac Pougatch[46] (1897-1988) qui, avec l'aide de sa femme, dirigea clandestinement en 1941-42 une ferme-école à Charry (Tarn-et-Garonne) combinant travail de la terre et cercle d'études judaïques[47] destiné à accueillir les jeunes gens libérés des camps. Juliette Pary, qui prit part aux activités pédagogiques de son mari et dirigea des fermes-écoles d'enfants juifs, s'engagea en faveur des mouvements pour la jeunesse laïques et proches du Front populaire.

Juliette Pary donna en 1935 une interview aux Nouvelles littéraires, artistiques et scientifiques : "Juliette Pary, qui est Russe, parle très vite, un français impeccable -- aussi impeccable que celui qu'elle écrit -- mais en roulant les r comme pour s'amuser à se moquer d'elle-même. Et elle rit. 'J'ai commencé toute petite, vraiment minuscule. Tout ce que je griffonnais était en français, même quand j'étais en Russie, parce que j'étais élevée par une gouvernante française. Je tenais mon journal... Plus tard, adolescente, j'ai eu l'idée qu'il serait intéressant d'écrire toute la vérité. Je cherchais ça dans les livres, sans le trouver. Alors je formai le projet d'écrire un livre qui s'appellerait Confessions d'une femme et j'ai vécu longtemps avec ce projet-là... Toutes les femmes écrivent une confession, un livre-journal, à part celles qui ont découvert que le monde existe et qu'il est plus digne d'intérêt que sa petite vie à soi. Je peux bien le dire puisque j'ai failli écrire un livre sur-féminin, sur-littéraire... Maintenant, heureusement, ce stade est dépassé. Je sais que c'est beaucoup plus grand d'écrire sur le monde que sur soi-même... Savez-vous quel est le compliment qui m'a fait le plus plaisir?  Eh bien, quand on m'a dit que Les Hommes sont pressés n'est pas un livre féminin!' L'histoire de ses débuts? Une bien bonne histoire qu'elle raconte en l'entrecoupant d'éclats de rires : 'J'étais traductrice. Je viens, un jour, dans un bureau porter une traduction. Je vois une revue très chic sur la table. Je trouve un modèle de Lanvin, une robe épatante, et je pense : "Je pourrais faire ça, en organdi." On me prête la revue, à condition que je la rendrai le lendemain. Je l'emporte. Je vois le nom sur la couverture : Ambassades et consulats et que ça coûtait 20 francs ! Figurez-vous que je la laisse dans un bureau de poste !... Je veux l'acheter, mais elle n'est pas dans les kiosques et je dois la rapporter le lendemain! Enfin, on me donne l'adresse du directeur. J'y vais. C'est le directeur en personne qui me reçoit. Je lui demande le numéro en question. Il dit : "Et qu'est-ce qui vous intéresse donc dans ce numéro?" Vous pensez bien que je ne parle pas de la robe en organdi, je dis : "L'article de Georges Leygues" (je l'avais vu en le feuilletant). Voilà le directeur qui s'étonne et moi j'invente que je m'intéresse à la marine et le directeur s'étonne encore plus. Finalement, il m'offre de collaborer à la revue. Je n'avais jamais écrit un article. Je lui propose (sans lui dire que ce seraient mes débuts) la Jupe à travers les siècles. ça va, je m'y mets. On publie la jupe. Puis je fais des interviews. Je travaille pendant 4 ou 5 ans dans les ambassades et les consulats. Je vais demander aux ambassadeurs des choses tout à fait stupides, par exemple : ce qu'ils auraient fait s'ils n'avaient pas été ambassadeurs.' Elle rit à n'en plus finir et, redevenue sérieuse : 'Avec ces interviews j'ai beaucoup appris.' Je voudrais bien suivre la courbe, des Ambassadeurs aux Hommes sont pressés... Juliette Pary devient grave. 'La façon dont nous nous exprimons dépend de notre conception du monde. La plupart des livres de femmes sont absolument égocentriques parce qu'elles ignorent le monde. Quand ma conception du monde a changé, ma façon de m'exprimer devait changer aussi. C'est pourquoi j'ai écrit ce livre après avoir longtemps rêvé d'une confession poussée jusqu'aux limites de la franchise.' (Janine Bouissounouse, "Femmes écrivains : Leurs débuts", Nouvelles littéraires, artistiques et scientifiques, 21 décembre 1935)
- Magdeleine Paz
- Jean-Victor Pellerin (1889-1970) : auteur de théâtre et codirecteur d'une anthologie des poètes suédois, Jean-Victor Pellerin signa en 1913 dans sa jeunesse une traduction en vers français de cinquante lieder de Heinrich Heine.
- Maurice Pellisson (1850-1915) : ancien élève de l'École Normale Supérieure, agrégé de lettres (1874), puis professeur de rhétorique au lycée d'Angoulême et à Janson-de-Sailly (1874-1887), docteur ès lettres de l'université de Paris (1895), Maurice Pellisson collabora à plusieurs revues de littérature et de pédagogie. Auteur de nombreux ouvrages sur les lettres françaises (essais, monographies, éditions préfacées et annotées). M. Pellisson devint inspecteur d'académie à Mende (1888-1890), puis à Périgueux (1890-1897). Il termina sa carrière détaché au musée pédagogique et à l'Inspection générale des bibliothèques. Il traduisit plusieurs ouvrages poétiques de Heinrich Heine : Chansons et poèmes (Hachette, 1910), Romancero et poésies diverses (Hachette, 1911), Atta Troll et Allemagne, un conte d'hiver (Hachette, 1912).
- Marguerite Perrenoud
- Armand Petitjean (1913-2003).
- Jean (Pierre) Peyraube (Ambérieu, 1887-) : né d'un père originaire de Lunel, sous-chef de dépôt à Ambérieu, Jean Peyraube fit ses études supérieures à la Faculté de lettres de Clermont-Ferrand, présenta un mémoire consacré à Wilhelm Raabe pour l'obtention du diplôme supérieur d'études d'allemand et étudia par la suite, vers 1915, à la Sorbonne. Il obtint l'agrégation d'allemand en 1912. Professeur au lycée de Nancy vers 1919, il devint dans les années 1920 inspecteur d'académie dans le Cantal (Aurillac), puis enseignant d'allemand aux lycées Buffon (à partir de 1925) et Carnot (années 1930), ainsi qu'à l’École polytechnique. Il mourut avant 1940. Son fils, Jacques Peyraube, fut également agrégé d'allemand (1941), soutint en 1943, à la Faculté de lettres de Paris, une thèse intitulée L'Idée d'humanité chez Herder et fut lui aussi professeur au lycée Carnot. Jean Peyraube traduisit notamment La Mort de Wallenstein de Schiller pour Aubier-Montaigne (1934) et donna plusieurs anthologies pédagogiques chez Hatier (choix de contes de Grimm ; extraits de La Pucelle d'Orléans de Schiller). Dans les années 1950, son fils Jacques Peyraube édita avec Raymond Dhaleine des manuels de langue et littérature allemandes et traduisit en français Jours disparus de Theodor Fontane.
- René Philipon (1870-1936) : il accomplit en collaboration avec la traductrice Alix Bodenheimer une transcription française en prose de la pièce Jedermann ou le Jeu de la mort de l'homme riche de Hofmannsthal (Corrêa, 1932).
- Armand Pierhal (1897-1976): né Raphaël Miranda en Grèce à Thessalonique, Armand Pierhal grandit à Lausanne où il étudia les sciences techniques. A 20 ans, il se consacra à la musique et à la critique musicale. Il devint tour à tour secrétaire de Jacques Rivière à la NRF puis du peintre et écrivain Jacques-Emile Blanche. Homme de lettres catholiques, il travaille comme critique musical, critique d'art dans la presse papier (La Croix notamment) et à la radio, et traduit de l'anglais, de l'allemand, de l'italien et de l'espagnol. Il signe en 1933-34 pour Stock la version française des best-sellers Die Kathrin wird Soldat d'Adrienne Thomas et Manuela ou Jeunes filles en uniforme de Christa Winsloe, de Histoire du bolchévisme d'Arthur Rosenberg, de L'Histoire du national-socialisme et La Jeunesse de Hitler de Konrad Heiden pour l'éditeur Grasset, des Soldats du marais sous la schlague des nazis de Wolfgang Langhoff, de Soldat du Reich (Plon, 1940) et de Jeunesse sans dieu (Plon, 1939) d'Ödön von Horváth, Marcel Proust (La Revue Nouvelle, 1928) d' Ernst Robert Curtius. Sous l'Occupation, il modifie le patronyme de sa femme luxembourgeoise, Marie Miranda, pour signer sous le nom de Marie Mirande la traduction française de Thérèse Etienne (Albin-Michel, 1942) de John Knittel et celle de Musique équestre (Albin-Michel, 1943) de Ludwig Tügel. Au lendemain de la Seconde Guerre, Armand Pierhal signe plusieurs essais et romans et ne traduit plus essentiellement que de l'anglais et de l'italien (sa version française de Der Tod in Rom de Wolfgang Koeppen en 1962 fait exception).
- Félix Piquet[48] (Dombras, 1855 - 1942) : fils d'un cultivateur originaire de Bréhéville dans la Meuse, Félix Piquet fut élève à l’École de Cluny et obtint en 1878 son brevet de Cluny (certificat d'aptitude à l'enseignement secondaire spécial). En 1880, il décrocha son certificat d'aptitude à l'enseignement de l'allemand, puis fut élève à l'université de Berlin de 1880 à 1882. Après un bref passage au collège de Lunéville, il rejoint le collège de Verdun (1882-1884). Agrégé d'allemand en 1884, il obtient une licence ès lettres à la Faculté des lettres de Nancy en 1891. De 1884 à 1898, Félix Piquet enseigne l'allemand au lycée de Besançon. En 1898, il soutient en Sorbonne sa thèse sur Hartmann von Aue : il est aussitôt recruté en qualité de chargé de cours à l'université de Lille, où il fut professeur de langue et littérature allemandes de 1901 à sa retraite en 1925. Félix Piquet fut également le directeur de la fameuse Revue germanique de 1909 à 1936. Outre de nombreux écrits académiques, il laissa une traduction du Nibelungenlied (La Renaissance du livre, 1930). Félix Piquet était l'oncle de Félix Bertaux.
- Robert Pitrou[49] (Paris, 1879 - Bordeaux, 1963) : Petit-fils d'un instituteur privé des Batignolles marié à une Allemande et fils d'un professeur censeur à l’École Monge, puis directeur d'une institution scolaire privée, Robert Pitrou, descendant d'une famille paysanne issue du Vexin, effectua sa scolarité à l’École Monge (avant que celle-ci ne devienne le lycée public Carnot, en 1890), puis fréquenta les lycées Condorcet et Henri IV. En 1895-1896, il effectua une année au Gymnasium d'Offenburg (Bade-Wurtemberg), à quelques kilomètres de Strasbourg. Il obtint en 1900 sa licence de lettres à la Sorbonne où il eut pour maîtres Charles Andler et Henri Lichtenberger et devint en 1904-1905 lecteur de français à l'université allemande de Greifswald - séjour qui lui permit un premier contact avec l'Allemagne du Nord (notamment avec Husum) et sa littérature. En 1908, il décrocha l'agrégation d'allemand et se maria un an plus tard à Suzanne Mathis, mélomane et germanophile, fille d'un Alsacien enseignant d'allemand à Polytechnique ayant fui son fief d'Herbitzheim en 1870 afin de ne pas effectuer son service militaire sous les drapeaux allemands. Pianiste à ses heures, Suzanne Mathis savait parfaitement l'allemand. L'agrégation en poche, Robert Pitrou enseigna tour à tour à l'École supérieure de Commerce de Paris, dans les lycées de Sceaux, Carcassonne et Le Mans. Il fut par la suite professeur d'allemand au lycée Malherbe de Caen et chargé de cours à la faculté de lettres de cette ville. Fervent mélomane et violoniste, il travailla sur le musicien Robert Schumann. En 1919, il soutint à Caen une thèse entamée en 1909, poursuivie en 1913-1914, puis interrompue par la guerre : ce doctorat était consacré au style dans les nouvelles de Theodor Storm, écrivain emblématique de l'Allemagne du Nord, et donna lieu à une volumineuse monographie de référence publiée chez Alcan en 1920 (La Vie et l’œuvre de Theodor Storm, 800 pages). Ce travail l'avait amené à faire un séjour à Husum à la veille de la Première Guerre : il rencontra là-bas le fils et la fille de Storm (Ernst et Gertrud) ainsi que diverses personnes qui avaient connu l'écrivain de son vivant. De 1923 à sa retraite en 1949, Robert Pitrou occupa la chaire de professeur de langue et littérature germaniques à la faculté de lettres de Bordeaux, où il s'établit. Pressenti pour rejoindre la Sorbonne dans les années 1930, il renonça, notamment en raison de son handicap auditif. Cherchant à propager la culture germanique, il tint des conférences publiques à la Faculté de lettres de Bordeaux, notamment sur Goethe (en 1932, à l'occasion du centième anniversaire de sa mort) et sur l'Allemagne hitlérienne (en 1934), et fit venir en 1936 Geneviève Bianquis afin d'évoquer le souvenir de Hölderlin (la Revue philomathique de Bordeaux et du Sud-Ouest se fit l'écho de ces interventions). Inquiété à la Libération pour avoir parfois reçu des visites, durant l'Occupation, de lettrés en poste dans l'armée allemande et avoir rédigé plusieurs chroniques dans l'hebdomadaire compromis La Gerbe, il assista à une véritable levée de boucliers des habitants du quartier populaire Saint-Michel (la famille Pitrou résidait rue des Ayres) qui certifièrent la probité du germaniste. De 1940 à 1955, ce notable réservé et cultivé, ami du poète Francis Jammes, fonda au sein de la faculté des lettres située cours Victor-Hugo des leçons de musique publiques : secondé par l'orchestre de chambre de Bordeaux du chef Lucien Mora, il initia ainsi les Bordelais à l'histoire de la musique au travers de conférences illustrées, dans l'esprit des leçons du grand Alfred Cortot. Il rédigea à partir de 1925 plusieurs monographies consacrées à des compositeurs allemands : Schumann, Schubert et Mozart pour les éditeurs Henri Laurens et Emile-Paul frères dans l'entre-deux-guerres, puis les musiciens romantiques, Bach, Clara Schumann, l'opéra italien, etc. chez Albin-Michel. En 1938, sans doute poussé par l'éditeur Albin-Michel désireux d'apporter sa contribution au dixième anniversaire de la mort du poète, Pitrou donna également une monographie consacrée à Rainer Maria Rilke et aux thèmes de son œuvre. En 1929, Robert Pitrou avait secondé l'éditeur Fernand Aubier et le germaniste Henri Lichtenberger dans le lancement de la collection bilingue des classiques étrangers des éditions Montaigne. Lui qui avait traduit pour Stock, un an plus tôt, L'Homme au cheval gris de Theodor Storm devint chez Aubier le traducteur pour ainsi dire attitré de l'écrivain de Husum : entre 1929 et 1954, il traduisit ainsi plusieurs ouvrages de Storm en format bilingue - outre une version française de deux illustres pièces du répertoire allemand, Don Carlos de Schiller (1934) et Nathan le sage de Lessing (1939). Plus accessoirement, Robert Pitrou signa (pour Stock notamment) des traductions de Rudolf Kassner, Otto Rahn, Ernst Bertram, ainsi qu'une version française d'un ouvrage consacré au fondateur de l'homéopathie, Samuel Hahnemann. Sa carrière de germaniste l'amena à publier différents articles (essentiellement consacrés à Storm), dans des revues de spécialistes (Revue germanique, Revue d'Allemagne), mais aussi dans des périodiques populaires (Les Nouvelles littéraires, la Revue belge ou Europe par exemple). Il correspondit au demeurant avec des figures de son temps, notamment Stefan Zweig, la princesse Marie de Tour et Taxis, etc.
- Claudie Planet (Paris, 1926-): de son vrai nom Claudie Nordmann, membre d'une famille juive de fins lettrés, Claudie Planet (le pseudonyme vient d'un petit village de Haute-Savoie) fut journaliste pour divers revues (dont Europe) et journaux (dont Sud-Ouest, au lendemain de la Seconde Guerre). Claudie Planet traduisit dans les années 1950 quelques ouvrages de l'allemand, dont un roman de Luise Rinser. Son frère, le résistant Léon-Maurice Nordmann, membre du réseau du Musée de l'Homme, fut exécuté au fort du mont Valérien.
- Henri Plard (Dijon, 1920 - Bruxelles, 2004)
- Clara Katharina Pollaczek (Vienne, 1875 - 1951), née Loeb : Clara Loeb fut l'épouse de l'industriel Otto Pollaczek, qui mourut en 1908. Elle rencontra en 1905 Arthur Schnitzler, dont elle devint la compagne de 1923, deux ans après son divorce d'Olga Gussmann, à la mort de l'auteur en 1931. Elle-même auteur de petites nouvelles et d'essais pour le journal Die Presse, elle traduisit en 1924-1925 la nouvelle monologuée Mademoiselle Else, malgré les réticences initiales de Schnitzler à confier son ouvrage à une traductrice dont le français n'était pas la langue maternelle[50]. La "Rohübersetzung" de Pollaczek fut achetée par Delamain et Boutelleau en 1926, révisée par l'éditeur et publiée cette même année en France, avec succès (rééditions en 1929 et 1932). Le nom de la traductrice n'apparaît que dans l'édition de 1932.
- Georges Polti (Providence, Rhode Island, 1867 - Boucicaut, 1946) : critique et théoricien de théâtre, il traduisit avec Paul Morisse, ami de jeunesse d'Alfred Vallette et secrétaire de rédaction au Mercure de France, Henri d'Ofterdingen de Novalis (Société du Mercure de France, 1908).
- Angèle Madeleine Ponchont (Paris, 25-10-1885 - Le Mans, 9-2-1969) : fille de l'instituteur parisien Victorien Ponchont et de Pauline Françoise Stolz, elle est élève au lycée Molière (16e arrondissement), puis exerce comme institutrice libre, en prenant part parallèlement aux cours de l'Hôtel de Ville, sous la houlette de Ch. Schweitzer et de sa Société pour la propagation des langues étrangères en France. Obtention en 1906 d'une bourse de séjour en Allemagne, par la Société de propagation des langues étrangères et le Conseil général de la Seine. Agrégée d'allemand (1908), dans la promotion de G. Bianquis. Professeur au lycée de jeunes filles de Grenoble à partir de 1909, puis au Mans à partir de 1919. Passionnée de montagne et membre du Club alpin, auteure d'un recueil de poèmes sur la montagne (S'ils avaient fait de la montagne, 1964). Traduction : Poèmes d'Outre-Rhin. Traduits en vers français., anthologie préfacée par Henri Lichtenberger, Paris, Didier, 1939.
- François Ponthier (Le Havre, 1913 ou 1920 ?-) : auteur de romans populaires dans les années 1950 à 1970, le romancier François Ponthier, qui voyagea beaucoup une partie de sa vie, traduisit plusieurs ouvrages de l'allemand, dont plusieurs récits et reportages de guerre ou récits d'aventures, mais également le Napoleon de Friedrich Sieburg (1957) et le journal de voyage Die Stimmen von Marrakesch d'Elias Canetti (1980).
- Claude Porcell (Béziers, 1946 - 2008)
- Camille Prieur
- Jacques-Gabriel Prod'homme (1871-1956)

## R
- René Radrizzani (Bâle, 1930-)
- Huguette Radrizzani (née Duvoisin) (Neuchâtel, 1933-)
- Gaston Raphaël (1877-1950) : Gaston Raphaël intégra l’École normale supérieure où ce dreyfusard fut condisciple de Charles Péguy et collaborateur des Cahiers de la Quinzaine. Il fut reçu agrégé d'allemand en 1901 et enseigna d'abord à Troyes et Rouen. De 1907 à 1929, il enseigna l'allemand au lycée Lakanal de Sceaux, avant de succéder à Adrien Godart et rejoindre successivement les lycées Louis-le-Grand, Condorcet et Henri-IV. Il soutint en 1919 une thèse principale sur l'écriture d'Otto Ludwig ainsi qu'une thèse secondaire sur Walter Rathenau. Outre plusieurs études sur la politique et l'économie allemandes, il donna une version française de Le Vieux forestier d'Otto Ludwig aux éditions Aubier-Montaigne (1929). À la retraite dans l'enseignement secondaire en 1937, il put continuer d'enseigner en Sorbonne et succomba à des problèmes cardiaques en 1950, sans avoir pris de véritable retraite.
- Charles Reber, (Carouge, 1897-1962)[51] : élève du Collège Calvin à Genève, Charles Reber s'engagea très tôt au sein de la Fédération suisse des étudiants socialistes, puis milita pour le rollandisme, l'internationalisme et le pacifisme pendant la Première Guerre (sa correspondance avec Romain Rolland a été déposée à la Bibliothèque de Genève). Il rencontra dans ce cadre le journaliste Jules Humbert-Droz, le jeune militant rollandiste Jean de Saint Prix (1896-1919) (qui, parlant de Reber à Romain Rolland dans une lettre de janvier 1919, évoque « ce jeune homme tout blond qui vous aime tant, avec une telle reconnaissance, d'une manière si touchante »), Jean-Richard Bloch, Charles Baudouin et Yvan Goll. Poète à ses heures mais révolté, Reber reprit de manière éphémère en 1918 la direction de la revue pacifiste Le Carmel de Charles Baudouin. En janvier 1919, il partit s'installer à Paris où il commença une licence de philosophie à la Sorbonne, sans grande satisfaction. Il choisit finalement la voie du journalisme pour divers périodiques suisses et français : Le Courrier de Genève, Les Nouvelles littéraires, Monde, Ce Soir, Paris-Soir, La Lumière, Excelsior, Vendredi, Dimanche illustré, L’œuvre, L'Humanité, Vient de paraître, etc. Il effectua dans les années 1920 et 1930 plusieurs séjours en Allemagne et en Autriche et, revenu à Clamart, où il s'installa avec sa femme, Marguerite Wagner (1893-?), une Autrichienne de Vienne, et sa fille, s'occupa de l'actualité du monde germanique et des questions sociales pour les journaux précités. En 1925-1926, il livra dans les populaires Nouvelles littéraires des chroniques régulières consacrées à la vie et à la littérature allemandes, contribuant, de concert avec son collègue Marcel Brion, expert en littératures étrangères, à faire connaître Walter Hasenclever et surtout Joseph Roth. Pour la petite maison d'édition de l'homme politique Georges Valois (Librairie Valois), il traduisit plusieurs ouvrages de l'allemand vers le français, dans les collections Combattants européens (dirigée par José Germain) et Romans de la vie nouvelle. Il signa ainsi en 1930 une version française de La Révolte (Die Rebellion) de Joseph Roth, puis, un an plus tard, la première traduction française de Job, roman d'un simple juif. Il traduisit également Les Pauvres de Heinrich Mann pour l'éditeur Kra. Il est également l'auteur de plusieurs livres de nature historique. Charles Reber obtint en 1937 la nationalité française.
- Maurice Regnaut (Soncourt-sur-Marne, 1928 - Corbeil-Essonnes, 2006)
- Julien Reinach (1892-1962) : fils de Theodore Reinach, savant pluridisciplinaire, Julien Reinach embrassa la carrière de juriste et entra au Conseil d'État en 1920. Il devint Conseiller d'État en 1940. Ce polyglotte érudit fut le traducteur de Quelqu'un : Le jeu de la mort du riche (Jedermann), pièce de Hugo von Hofmannsthal (traduction en vers français de 1939, éditions de Cluny).
- Lucienne Reiss (Paris, 1908?-): traductrice de "La Vie de Christophe Colomb" de Jakob Wassermann (NRF, 1930), elle fit sans doute partie des Juifs envoyés en déportation dans les années 1940.
- Maurice Rémon (Paris, 1861- Mérignac, 1945)[52] : Agrégé de lettres (1884), puis professeur en lycée à Evreux, Tours, Versailles, puis finalement au lycée Carnot de Paris où il termina sa carrière d'enseignant de 1898 à 1927. En contact avec les milieux artistiques (son père, Alphonse Henri Rémon, fut artiste peintre), Maurice Rémon noua rapidement des liens avec le monde du théâtre parisien : Aurélien Lugné-Poë, Tristan Bernard, Coquelin aîné, Sarah Bernhardt, Jean Giraudoux, etc. Il deviendra le beau-père du dramaturge Édouard Bourdet. Il n'est donc pas étonnant que ses premières traductions (de l'allemand) aient relevé du genre théâtral : en 1896, il traduit Le Souhait de Hermann Sudermann, qu'il rencontra d'ailleurs en 1912 à l'occasion d'un voyage à Berlin. Entre 1896 et 1910, il traduisit près de huit pièces de Sudermann, avec l'aide de collaborateurs, notamment la traductrice d'origine alsacienne Noémi Valentin-Landmann (1857-1931). À partir de 1912, Maurice Rémon travailla sur l’œuvre d'Arthur Schnitzler, avec la traduction de La Ronde, Les derniers masques et La femme au poignard (1912), Anatole et La Compagne (1913), Littérature (1914) [collaborations avec Noémi Valentin, Wilhelm Bauer (1854-1923) et Maurice Vaucaire (1863-1918)]. À partir de 1928, Maurice Rémon, devenu un traducteur tant prolifique que populaire, s'attacha à traduire le récit Le Retour de Casanova de Schnitzler, puis, en 1929, Le juif Süss de Lion Feuchtwanger, suivi des deux premiers tomes de sa trilogie Josephus (La Guerre des Juifs et Les Oppermann, en 1933-1934, pour Albin Michel). Sa production de traducteur s'étendra dès lors de la littérature populaire (qu'il s'agisse d'ouvrages de Vicki Baum, Jakob Wassermann ou W. Meyer-Förster ou tout simplement de romans policiers) aux grands noms des littératures allemande (Wedekind, Hauptmann, Arnold Zweig, Willi Bredel), autrichienne (Bahr), anglaise (O. Wilde) et américaine (A.J. Cronin, Dos Passos, Sinclair Lewis, J.F. Cooper, etc.). Polyglotte éclairé, Maurice Rémon traduisit très occasionnellement des pièces en russe (Tchekhov), suédois (Strindberg), voire espagnol. Habitué des villégiatures à Royan, Maurice Rémon s'installa à partir de 1933 à Mérignac, où il termina son existence. Ses papiers se trouvent aujourd'hui aux Archives de Paris.
- Denise (Virginie) Riboni (6/8/1896, Genève, Plainpalais-?) : fille d'un Italien (Pietro Giuseppe Tomason, dit Joseph) et d'une Suisse allemande (Caroline Scherrer), Denise Riboni, qui fit ses études à l'Ecole secondaire et supérieure de Jeunes filles de Genève et vécut Avenue de Miremont, suivit une formation de sténodactylographe et était dans les années 1960 fonctionnaire à Genève. Elle signa pour plusieurs revues (Revue de Genève, Revue d'Allemagne, Suisse contemporaine) différents comptes rendus et essais consacrés à l’œuvre de Hermann Hesse, dont elle contribua à la réception dans l'espace français. Elle traduisit en 1927 Demian : Histoire de la jeunesse d'Emile Sinclair, l'ouvrage fut repris dans la collection étrangère de Stock en 1930 et préfacé par Félix Bertaux. En 1932, elle se profila comme traductrice de Narcisse et Goldmund auprès de l'éditeur Stock: le rapport de lecture fut toutefois négatif. Elle signa quelques articles sur Goethe et Nietzsche pour Suisse contemporaine et traduisit également de l'italien.
- Etha (Augusta Magdalena) Rickmers (Bad Essen, 1886 - Paris, 1943) : fille de l'armateur de Bremerhaven Peter Rickmers, elle épousa l'avocat et éditeur charentais Maurice Delamain (1883-1974), propriétaire de Stock avec Jacques Chardonne de 1921 à 1961. Pour Stock, elle traduisit Trois hommes dans la neige d'Erich Kästner (1937). Un navire fut baptisé de son nom en 1890 (Etha Rickmers IV).
- Simone Rihouet-Coroze (Paris, 1892 - 1982)
- Nicole et Michael Riome: pseudonyme de Nicole et Michael Bornhausen. Traducteurs de "La honte des fils" ("Anfrage" ; Gallimard, 1963) de l'écrivain Christian Geissler.
- André Robert[53] (1902-) : élève de l'École Normale Supérieure (promotion de 1921, avec Robert Minder), agrégé d'allemand (1925), André Robert devint lecteur à l'université de Vienne à partir de 1929, puis professeur à l'université de Vienne. Après l'Anschluss, il assura l'interim dans la gestion de l'Institut français de Vienne, repris par Eugène Susini en 1939. Il soutint en 1932 une thèse sur l'idée nationale en Autriche (publiée chez Alcan). De retour en France après la Seconde Guerre, il fit toute sa carrière de germaniste à l'université de Grenoble. Il traduisit et présenta deux pièces de Kleist pour la collection bilingue d'Aubier-Montaigne (Le Prince de Hombourg, 1930 ; La Bataille d'Arminius, 1931).
- Marthe Robert (Paris, 1914 - 1996)
- Armand Robin (1912-1961)
- Juliette de Rochay[54] (Sermaize-sur-Saulx, 1840-1898), de son vrai nom (Marie-)Juliette Charoy : Femme de lettres catholique, Juliette Charoy étudia dans sa jeunesse la peinture, notamment auprès de Paul Flandrin. Mais sa véritable passion devint rapidement la littérature. Elle commença par écrire sous différents pseudonymes dans une revue fondée par l'Œuvre St Michel (une librairie catholique), l'Indicateur des bons livres. De 1881 à 1893, elle tint en qualité de chroniqueuse littéraire la « revue des romans nouveaux » dans la Revue du monde catholique. Elle avait effectué un voyage en Allemagne et parlait allemand. En 1881, elle contacta pour la première fois l'auteur de romans populaires pour la jeunesse Karl May, afin d'obtenir les droits de traduction de son cycle de romans sur l'Orient. À partir de cette date, elle adapta et traduisit plusieurs ouvrages de May qui parurent en feuilletons dans le quotidien monarchiste et catholique français Le Monde (le premier récit publié dans Le Monde, en novembre 1881, fut Une Aventure en Tunisie). Elle entretint également une correspondance avec l'auteur, dont elle se servait pour rédiger les préfaces à ses traductions. Ces (nombreuses[55]) traductions en feuilletons seraient tombées dans l'oubli si la maison d'édition catholique Alfred Mame et fils, de Tours, n'avait décidé en 1884 de racheter les droits et de publier sous forme de livres les romans de May, qui, du fait de leur popularité auprès du public français, furent à maintes reprises réimprimés jusqu'au lendemain de la Seconde Guerre mondiale, dans la version de Juliette de Rochay. Juliette Charoy traduisit et adapta (« imita ») quelques autres livres de l'allemand et signa quelques ouvrages de son propre nom (dont un écrit sur le féminisme, publié à titre posthume).
- (François) Joseph Rohmer : agrégé d'allemand (1881), Joseph Rohmer, vraisemblablement de souche alsacienne ou lorraine, fut professeur d'allemand au collège de Dunkerque, puis à partir de 1881 au lycée d'Angers et intégra finalement le lycée Faidherbe de Lille vers 1890 et jusqu'à sa retraite en 1911. Rohmer donna chez Hatier plusieurs traductions avec appareil didactique de Guillaume Tell de Schiller, Hermann et Dorothée et Faust de Goethe.
- Hilda Rosner : juive, Hilda Rosner fut chargée durant la Seconde Guerre par Paul de Man, alors lecteur aux éditions de la Toison d'Or à Bruxelles, de traduire sous le pseudonyme de H. Rensor le recueil de nouvelles Le Jardin sans saisons de Max Dauthendey (éditions de la Toison d'or, 1944).
- Lucien Roth[56] (Strasbourg, 1885- 1962) : en 1889, ses parents quittent l'Alsace pour Clermont-Ferrand. Il devient professeur d'allemand en 1907 et occupe différents postes à Ambert, Aurillac et Avignon. De 1929 à sa retraite en 1945, il est enseignant au lycée Mignet d'Aix-en-Provence. Proche de Romain Rolland et de Léon Émery, militant syndicaliste et pacifiste proche de la Ligue Internationale des Combattants de la Paix (LICP) et de la Ligue des Droits de l'Homme, Lucien Roth collabora à plusieurs revues pacifistes. Pour la librairie de l’École émancipée, Lucien Roth traduisit et adapta des œuvres populaires d'Otto Ernst (L'Enfance d'Asmus Semper, 1923), de Peter Rosegger (Récits de l'école et de la forêt, 1930), de Kleist (L'Histoire de Michael Kohlhaas, 1932) et de Rudolf Erich Raspe (Les Merveilleuses et Véridiques Aventures du noble seigneur de Münchhausen, 1929).
- Max Roth[57]
- Max (Alexandre) Rouché[58] (Merville, 1902 - Pau, 1985) : fils d'un commissaire de police du Nord de la France, Max Rouché passa son baccalauréat à Lyon et intégra les classes préparatoires du Lycée du Parc (1920-1921). En 1922, il est reçu au concours d'entrée de l’École Normale Supérieure. Rouché envisage plusieurs orientations (Saint-Cyr, études de philosophie ou de lettres), mais choisit finalement l'allemand, probablement par défaut. Après une licence d'allemand entre les facultés de Paris et Strasbourg, il obtient l'agrégation en 1926.Il enseigne par la suite aux lycées de Laon (1927-1930), d'Oran (1930-1935) et de Pau (1935-1936), qui deviendra sa ville d'élection.Il enseigne par la suite deux années à l'Institut français de Berlin et effectue là-bas ses recherches doctorales sur Herder. De retour à Pau de 1938 à 1942, où il enseigne au lycée, il soutient en 1940 sa thèse principale et sa thèse complémentaire sur Herder (La Philosophie de l'Histoire de Herder et Herder précurseur de Darwin : Histoire d'un mythe), publiées respectivement par la Faculté de Lettres de Strasbourg et par les Belles Lettres. En 1942, alors que Geneviève Bianquis est, sous l'Occupation, destituée de sa chaire de professeur, Max Rouché devient maître de conférences de langue et littérature allemandes à l'Université de Dijon. En 1945-46, il est ensuite nommé professeur à la faculté de lettres de Bordeaux où il restera jusqu'à sa retraite en 1970. Dans les années 1940, Rouché proposa en traduction quelques ouvrages à la collection bilingue d'Aubier-Montaigne : le Journal de mon voyage en l'an 1769 et Une autre philosophie de l'histoire de Herder, Initiation à la vie bienheureuse de Fichte. En 1952, il préfaça la traduction du Discours à la nation allemande de Fichte accomplie par son camarade de promotion à l'ENS V. Jankélévitch. Et en 1962, il traduisit toujours pour Aubier les Idées pour la philosophie de l'histoire de l'humanité de Herder.
- Gustave Roud (1897-1976)
- Isaac-Julien Rouge[59] (Lausanne, 1866 - Paris, 1952) : né d'un père libraire à Lausanne et d'une mère originaire de Heilbronn, Julien Rouge est donc suisse d'origine (naturalisé français en 1896). Préparation de l'agrégation d'allemand à Paris sous la direction d'Ernest Lichtenberger et Charles Andler, pères de la germanistique française. Reçu à l'agrégation en 1892, la même année que F. Baldensperger. Poste au lycée de Nîmes de 1892 à 1897, où il aura comme élève le futur germaniste Edmond Vermeil. En 1897, il devient titulaire de la première chaire de littérature allemande à la faculté de lettres de Bordeaux, poste qu'il quittera en 1908 pour devenir maître de conférences de langue et littérature allemandes en Sorbonne. Thèse principale sur Friedrich Schlegel (1904), thèse complémentaire sur Lucinde, de F. Schlegel. Il a consacré des ouvrages et articles à Goethe et Schiller, Kleist, Lessing, Wackenroder et à F. Schlegel. Traductions pour Aubier-Montaigne dans les années 1930-1940 : Wallenstein de Schiller, Ondine de La Motte Fouqué, Discours sur la religion, de Schleiermacher.
- Ludovic (François, Antonin) Roustan (Salles-la-Source, 1863 - Vouziers, 1946): Né d'un père instituteur alors en poste dans l'Aveyron, Ludovic Roustan fut boursier d'agrégation à la Faculté de lettres de Nancy et agrégé d'allemand en 1888 (rang 2), Ludovic Roustan fut professeur au lycée de Montpellier, à celui de Toulouse, de Clermont-Ferrand, avant de rejoindre le lycée Hoche de Versailles (jusqu'à sa retraite en 1928). Il soutint une thèse à caractère biographique intitulée Lenau et son temps (1898), signa, dans la collection des Pages choisies des grands écrivains (Armand Colin), un volume Pages choisies de H. Heine (1899) et des "Pages choisies de F. Schiller" (1904). Il est également connu pour une Anthologie de la littérature allemande des origines au XXe siècle (Delagrave, 1909). Il fut un collaborateur de la "Revue critique d'histoire et de littérature" dans le cadre de laquelle il livra plusieurs comptes rendus critiques.
- Robert Rovini (Nice, 1926-1968)
- Jean Ruby
- Jean Ruffet (Périgueux, 1931 - Paris, 2008)

## S
- François Sabatier-Ungher (1818-1891)
- Jean-Pierre Samson (Paris, 1894 - Zurich, 1964)
- Christian (Rodolphe) Sauerwein[60] (Lorient, 1900 - Paris, 1975) : Fils du militaire Charles Sauerwein et descendant d'une famille de Sankt Goarshausen (Rhénanie). Études à Paris (École alsacienne ; Lycée Louis-le-Grand). Engagé volontaire en 1917 : après la Première guerre, le jeune caporal fait partie des forces d'occupation en Allemagne. Emploi de 1922 à 1939 au Matin, comme directeur du service artistique. Capitaine en 1939, il commande un régiment d'infanterie sur le front sarrois durant la Seconde Guerre. À la Libération, il entre chez Havas et devient directeur (1945-1965) d'une agence, la Sarrag, à Sarrebruck. Auteur de romans policiers et de pièces populaires sous le pseudonyme de Charles Dornac. Avec la collaboration de Raoul-Henri Maillard, il traduisit en 1931 le roman Après (Der Weg zurück) d'E.M. Remarque. Un roman de Jean Ricard et Charles Dornac, Malabar... La lumière vivante, paraît en feuilleton dans le journal Le Matin à partir du 25 novembre 1935[61].
- Alice Sauerwein (1865-1932)
- Jules Sauerwein (1880-1967)
- Henri (Gustave Adrien) Saugrain (1880-1967) : né d’un père instituteur public au Plessis (Manche), Henri Saugrain obtint en 1908 son certificat d’aptitude à l’enseignement de l’allemand, puis, cinq années plus tard, l'agrégation d'allemand. Après avoir enseigné à Vienne dans un collège, il fut muté au lycée de Cherbourg, puis au lycée Ampère de Lyon dans les années 1920. Il préfaça, annota et traduisit Le voyage dans le Harz de Heinrich Heine (Hatier, 1932).
- Louis (Léon) Sauzin (4.4.1893, La Roche-sur-Yon - Espédaillac, 24.7.1974) : fils de René Joseph Sauzin, instituteur enseignant à l’École normale de Gap puis La Roche-sur-Yon, descendant lui-même d'une génération de maîtres d'école originaires de Manche, et de Marie Elise Cuinet, institutrice à l'École Normale de La Roche-sur-Yon, Louis Sauzin, issu d'une famille catholique libérale, eut pour professeur de philosophie René Le Senne. Il perdit un poumon en 1917, conséquence de la Première Guerre. Dans le milieu des années 1920, il enseigna l'allemand dans les Hautes-Alpes, où il épousa sa première femme, institutrice à Embrun. Il obtint l'agrégation d'allemand en 1927. Nommé professeur d'allemand au lycée de Toulouse, il soutint en 1934 ses deux thèses sur Rühle von Lilienstern et Adam Müller. En 1937, il fut nommé maître de conférences à la Faculté de lettres de Rennes, puis, en 1941, professeur de langue et littérature germaniques dans cette même université, dont il devint par la suite le doyen honoraire (à partir de 1963). À la Libération, Louis Sauzin fit du Gouvernement militaire de la Zone française d'occupation en Allemagne, à Baden-Baden, où il eut à traiter le cas de Martin Heidegger. Louis Sauzin traduisit les Propos de table de Martin Luther (1932, Aubier-Montaigne), le Romancero de Heinrich Heine (1956, Aubier-Montaigne), mais également des ouvrages du philosophe Wilhelm Dilthey (1942 et 1946, PUF).
- René (Gaston Alfred) Scherdlin (Paris, 1883 - Paris, 1958): fils du Strasbourgeois Eugène (Daniel) Scherdlin (1831-1900), agrégé d'allemand (1873), professeur à Strasbourg jusqu'en 1872, puis à Louis-le-Grand et au lycée Charlemagne et maître de conférences à l'École Polytechnique à Paris, et de Mathilde (Louise) Krieger, René Scherdlin enseigna les lettres et l'allemand (notamment à Eu et Colmar) et traduisit en 1934 pour les éditions Montaigne Ekkehard de Joseph Victor von Scheffel ainsi qu'un manuel d'éducation sexuelle (Hirschfeld / Bohm), puis en 1940 Malfaçons dans la maison de Dieu de Wilhelm Everhard.
- Raymond (Jean) Schiltz (Souilly, Meuse, 1902 - Paris, 1984) : normalien (promotion de Pierre Brossolette, 1922), agrégé de lettres (1925), R. Schiltz s'était engagé très jeune pour le pacifisme et le rapprochement franco-allemand. Il fut en 1927 pensionnaire de la fondation Thiers, dans la perspective de préparer une thèse en littératures comparées. De 1929 à 1938, il fut professeur à l'Institut français de Vienne et lecteur de français à l'université de Vienne (à la suite du germaniste André Robert). Il devint par la suite proviseur de différents lycées, à Châteauroux (1939-1948), Grenoble (1948-1955), puis au lycée Louis-le-Grand de Paris (1955-1968). Il termina sa carrière comme inspecteur général de l'Instruction publique. Il tint des cours et prononça des conférences sur plusieurs figures de la littérature française : Rousseau, Proust, Montherlant, Valéry, Gide, Giraudoux (avec lequel il correspondit), Malraux, etc. Il s'intéressa à Heinrich Heine et donna en 1930 une version française des Französische Zustände de Heine (De la France, éditions Aubier-Montaigne).
- Olivier Séchan (Montpellier, 1911 - Paris, 2006)
- Geneviève Sellier-Leclercq [62] (Paris, 1885-1971): pseudonyme de Geneviève (Mathilde) Séligmann-Lui, traductrice de l'anglais-américain (Joseph Conrad, E. Ferber, Cronin) et de l'allemand (Hans Fallada, Max Brod, Konsalik, Knittel, Andres), elle naquit d'un père ingénieur polytechnicien et d'une mère secrétaire générale de la Fraternité franco-américaine à Paris dans une famille de la bourgeoisie intellectuelle juive. Elle était la sœur aînée de l'illustratrice et artiste peintre Maggie Salcedo (Marguerite Séligmann-Lui). Les deux sœurs apprirent dès le plus jeune âge l'allemand et l'anglais qu'elles parleront couramment. Son père Gustave traduisit des textes techniques de l'anglais vers le français. Elle s'engagea par ailleurs auprès du service social de la Croix-Rouge dans l'entre-deux-guerres.
- Danielle Semeur (Mihaileni, 1910 - Lyon, 2003) : née Debora Marie Danielle Sechter dans une commune de l'actuelle Roumanie, à une trentaine de kilomètres au sud de Czernowitz, naturalisée française en 1933, elle travailla au rectorat de Paris. Elle traduisit La Jeunesse d'Henri IV de Heinrich Mann (éd. P. Tisné, 1938).
- Christian Sénéchal (1886-1938)
- Alfred Eugène Sernin
- Geneviève Serreau (1915-1981)
- Georges Servant : assistant à la Bibliothèque Nationale à Paris, Georges Servant fonda dans les années 1920 la maison d'édition d'ouvrages de bibliophilie "La Lampe d'argile" dans le cadre de laquelle il traduisit et publia le Conte nocturne Le Majorat d'E.T.A. Hoffmann.
- Louise Servicen (1896-1975)
- Charles Sigwalt (Muttersholtz, 1853 - Vanves, 1931) : cet Alsacien, fils de Jean-Paul Sigwalt, charpentier à Muttersholtz, petite bourgade à quelques kilomètres de Sélestat, avait été reçu agrégé en 1878 et enseigna l'allemand d'abord au lycée de Bourg-en-Bresse, puis au lycée Condorcet, enfin au lycée Michelet de Vanves et à l’École normale supérieure d'enseignement primaire de Saint-Cloud, où il eut Félix Bertaux pour élève. Élu en 1896 au Conseil de l'Instruction publique en qualité de représentant des professeurs agrégés de langues vivantes, il fit partie jusqu'en 1901 du conseil d'administration de la Société pour la propagation des langues étrangères en France et fut en 1902 le premier président de la Société des professeurs de langues vivantes (devenue aujourd'hui l'APLV) et s'engagea auprès du ministère de l'Instruction publique en faveur de la propagation et de la réforme de l'enseignement des langues vivantes en France (il fut ainsi le rapporteur de plusieurs réformes sur les méthodes et programmes et prit part à un certain nombre de débats, notamment sur la méthode directe). Dans cette optique, il rédigea, à l'usage des jeunes professeurs et de leurs élèves, plusieurs manuels d'apprentissage (pour Hachette et Garnier), une grammaire de l'allemand (Garnier, 1891) ainsi qu'un essai regroupant quelques articles et propositions sur l'enseignement des langues vivantes (1906), et s'occupa d'une revue pédagogique fondée par Hachette avant la Première Guerre : Deutsche Zeitung für die französische Jugend. En 1886, il donna chez Garnier une version française de Jeanne d'Arc de Schiller (Garnier) et en 1925, il traduisit avec son élève Félix Bertaux la nouvelle de Thomas Mann La Mort à Venise (Kra). Charles Sigwalt, le pédagogue, est manifestement confondu dans les ouvrages actuels avec un homonyme qui fut juriste de formation, docteur en droit, avocat et exerça dans les années 1920 des fonctions de juge dans différentes colonies (Guadeloupe, La Réunion, Tahiti).
- Antonina Silberstein, ou Antonina Vallentin-Luchaire (1893-1957)
- Charles Silvestre (Tulle, 1889 - Bellac, 1948): romancier, il donna avec le germaniste André Meyer une traduction de nouvelles d'Ernst Wiechert, parues chez Stock en 1946.
- Henri (Joseph Marie) Simondet (Paris, 1888 - 1961) : né d'un père originaire du Puy-de-Dôme, directeur au contentieux à Paris, Henri Simondet fit ses études à la Faculté de lettres de Paris. Il obtint l'agrégation d'allemand en 1914. Professeur délégué au lycée Henri-IV, puis enseignant au collège Stanislas, au lycée Louis-le-Grand et enfin à l'Institut catholique de Paris et à l’École libre des sciences politiques (à partir de 1931). Simondet fut un militant important du PDP (Parti démocrate populaire) et, à partir de la fin des années 1920, responsable du Secrétariat international des partis démocratiques d'inspiration chrétienne (SIPDIC), organisme fondé à Paris en 1925 et regroupant les partis démocrates-chrétiens européens. Sa connaissance de l'allemand et des pays de langue allemande favorisa son accession à cette position. Simondet traduisit plusieurs biographies et ouvrages d'ordre historique pour Payot dans les années 1920. En 1926, il proposa chez l'éditeur scolaire Didier une édition allemande annotée de Minna von Barnhelm de Lessing, pièce qu'il traduisit pour Aubier-Montaigne en 1932. Il est également l'auteur d'un Cours de grammaire allemande (1945).
- Pierre (Augustin Louis) Soudan (Montceau-les-Mines, 1911 - Paris, 1986): agrégé d'allemand (1939), Pierre Soudan fut proviseur du lycée Jacques Amyot de Melun. Il traduisit La Vie simple d' Ernst Wiechert, paru en 1946 aux éditions Stock.
- Albert Spaeth[63] (1899-1966).
- Jean Starobinski (Genève, 1920 - 2019)
- Paul Stephano
- Jeanne Stern (Bedous, 1908 - Berlin, 1998)
- Henri Stierlin (Alexandrie, 1928-)
- Marcel Stora[64] (Pithiviers, 1906 - Buchenwald, 1945) : Orphelin de père très jeune, Marcel Stora partit avec sa mère Marguerite Stora et une gouvernante autrichienne pour un voyage qui les mena, dans les quatre années précédant la Première Guerre, à travers la Suisse et l'Empire austro-hongrois. C'est à cette occasion que le jeune Marcel apprend l'allemand. De retour à Passy, dans le grand appartement bourgeois loué par sa mère et son beau-père, descendant de diamantaires d'Amsterdam, Marcel Stora fréquente durant la guerre le lycée Janson-de-Sailly, puis obtient quelques années plus tard une licence de droit à la Faculté de Paris. Marcel Stora hérite d'une petite fortune de son grand-père paternel, qu'il dilapide en deux ans dans les milieux bohème de Montparnasse. Il vit jusque dans les années 1930 de petits métiers et, grâce à sa bibliophilie et ses qualités littéraires, décroche finalement un emploi de traducteur chez Gallimard. Il traduit ainsi de l'allemand (notamment un roman d'Erich Maria Remarque, Les Camarades, en 1938, ainsi que deux romans d'Emil Ludwig) et de l'anglais (il traduit La méprise que Nabokov avait déjà auto-traduit de russe). Démobilisé en 1940, Marcel Stora demeura à Paris auprès de sa mère et de son beau-père. Il fut durant l'Occupation, le secrétaire d'André Baur, vice-président de l'Union générale des israélites de France, et compta au nombre des dirigeants de l'UGIF arrêtés et déportés vers les camps de la mort en 1943. Il succomba à une pleurésie à Buchenwald.
- Paul Sucher[65] (Versailles, 1886- Pouilly-sous-Charlieu, 1961) : Paul Sucher, petit-fils d'instituteur directeur d'école publique dans l'Aisne, fils d'un commerçant originaire de Colligis et d'une mère employée de commerce originaire de Seine-et-Marne, perdit tôt ses deux parents. Il mena de brillantes études au Lycée Hoche de Versailles (il décrocha un prix de français au Concours général de 1902), entra en khâgne à Louis-le-Grand en section latin-grec et rejoignit l'Ecole Normale Supérieure en 1906. Son ambition fut d'abord d'étudier le grec à l'Ecole d'Athènes et de préparer l'agrégation de lettres. "Rien ne le destinait à la carrière de germaniste", commente son collègue germaniste Maurice Boucher: "Sans parents, peut-être dans une situation familiale douloureuse, en proie à une crise intérieure dont il dut beaucoup souffrir, sans doute aussi avec cette clairvoyance et cette maîtrise de soi dont il donna souvent les preuves, il sentit qu'il fallait 'changer d'air' et (...) s'expatrier quelque temps. C'est ainsi que sur les conseils de Lucien Herr (...) il s'orienta vers l'allemand: deux semestres à Kiel, deux autres à Munich" (respectivement en 1907 et 1910). Elève de Henri Lichtenberger à la Sorbonne, il obtint, comme ses camarades normaliens Maurice Boucher et André François-Poncet, l'agrégation d'allemand en 1910 (il partagea la première place avec François-Poncet). Il rédigea diplôme d'études supérieures (D.E.S.) sur les sources du merveilleux chez E.T.A. Hoffmann, qui fut jugé digne de publication en 1912 (éd. Alcan). Sucher, qui apprit les langues étrangères et dialectes avec une grande facilité (il parlait, outre le français, l'anglais et l'allemand, apprit le russe pour traduire Pouchkine, l'italien, le grec et l'espagnol, sans compter quelques notions de turc), "aurait été un éminent professeur de faculté" (Maurice Boucher), mais préféra se consacrer à l'enseignement secondaire (à Valence puis Montpellier en 1911, puis, à partir des années 1920,  dans des lycées parisiens, le lycée Voltaire de 1922 à 1948 et le lycée Charlemagne jusqu'à sa retraite). Fait prisonnier par les Allemands en septembre 1914 à Longwy, il demeura trois ans en captivité à Rastatt en faisant croire qu'il ne parlait pas un mot d'allemand, avant d'être évacué malade vers la Suisse en 1917: "il réussit ce tour de force et de volonté de faire croire non seulement qu'il ignorait la langue allemande, mais encore qu'il était incapable de l'apprendre. Il répondait invariablement: 'nix verstan!' Car il savait qu'on le chargerait de fonctions où, au prix d'avantages pour lui-même, il aurait été contraint de prendre des décisions dont ses camarades auraient pu souffrir." (Maurice Boucher) Le  polyglotte Paul Sucher fit œuvre de traducteur pour les éditions pédagogiques Aubier-Montaigne : Scènes de la vie d'un propre-à-rien (1929) d'Eichendorff, Emilia Galotti (1940) de Lessing, plusieurs contes d'E.T.A. Hoffmann (1942, 1946, 1951), La tentation de Pescara (1953) de C.F. Meyer. Il publia également chez Hachette et Belin des anthologies annotées de la poésie de Heine et le texte annoté de Der Heilige de C.F. Meyer.

## T
- Marie Tadié (1907-1988): traductrice prolifique de l'anglais et de l'américain, membre d'honneur de la Société française des traducteurs, Marie Tadié retraduisit sous le titre Le Voleur de Ciel (Albin Michel, 1959) Der veruntreute Himmel de Franz Werfel à partir de la version américaine de l'ouvrage (The Embezzled Heaven, Viking Press, 1940).
- Jean Tardieu (1903-1995)
- Richard Thieberger[66] (Vienne, 1913 - 2003) : Juif né à Vienne, Richard Thieberger fut le fils d'une cousine de Hedwig Müller, épouse du nouvelliste autrichien Oskar Jellinek (1886-1949). Durant sa jeunesse à Vienne, il eut plusieurs fois l'occasion de rencontrer l'écrivain avec lequel il correspondit et qu'il s'occupa de promouvoir lorsqu'il devint une des figures de l'austriacisme en France. En 1934, Thieberger fut nommé assistant d'allemand au lycée de garçons de Reims et, face à la situation politique dans son pays et l'ostracisme à l'endroit des Juifs dans l'enseignement secondaire autrichien, demeura en France (il fut naturalisé français en décembre 1938). Docteur de l'université de Vienne en 1935 avec un travail dirigé par le germaniste (et spécialiste de théâtre) Robert Franz Arnold sur le radio-théâtre, les pièces et jeux radiophoniques (il publia une présentation de son travail dans l'Ouest-Éclair du 17 avril 1936), il obtint sa licence et son diplôme d'études supérieures d'allemand à la Faculté de Caen entre 1936 et 1939, où il fut élève de Joseph-François Angelloz. Il devint à cette époque lecteur d'allemand à la Faculté des lettres de Caen puis, fuyant l'occupation allemande, à la Faculté de Toulouse, auprès de Pierre Bertaux, de décembre 1940 à mars 1944. Lorsque Pierre Bertaux fut arrêté par la surveillance du territoire et incarcéré en décembre 1941, Thieberger entra dans la clandestinité. Il rejoignit à la Libération la Direction des services culturels du Haut-Commissariat de la République Française à Mayence, obtint l'agrégation en 1951 et fut détaché au Bureau de l'édition et des lettres à Mayence de 1952 à 1958. Professeur associé à l'Institut d'interprétariat de Germersheim (Mission universitaire française, Mayence) de 1958 à 1964, il rentra en France, enseigna en 1964-65 au lycée Fustel de Coulanges de Strasbourg, puis à l'université de Strasbourg où il fut maître-assistant (1965-67). En 1967, il fut appelé par le germaniste Maurice Marache en qualité de chargé d'enseignement à l'Institut d'allemand de l'université de Nice, soutint à Paris en 1968 une thèse intitulée Le genre de la nouvelle dans la littérature allemande et occupa la chaire de professeur de langue et littérature germaniques à l'université de Nice de 1970 à 1982. Figure des études autrichiennes en France, au même titre que Felix Kreissler, il développa un pôle austriaciste à NIce et fut un maillon et collaborateur importants de la revue Austriaca. Il publia sur nombre de sujets (Büchner, Kraus, Altenberg, Kafka, Hofmannsthal, Broch, Musil, Thomas Mann, Albert Camus, Döblin, etc.) et fut spécialiste du théâtre germanique. Il adapta des ouvrages d'Oskar Jellinek et Fritz Hochwälder dans la seconde moitié des années pour l'Institut National de Radiodiffusion (La naissance d'Homère, d'O. Jellinek, 1936) et Radio-Paris (Pâques à Weinsberg en 1525, de F. Hochwälder, 1939). Il publia également dans les années 1950 des versions françaises de Hochwälder, de Jellinek ainsi que de Büchner (La Mort de Danton).
- Henri Thies[67] (Paris XIV, 1892 - St-Germain-en-Laye, 1963), de son vrai nom Pierre Morgat : traducteur prolifique de l'allemand (Franz Werfel, Vicki Baum, Lion Feuchtwanger, Ernst Wiechert, H.W. Richter...), de l'anglais (Daniel Defoe, A. Christie, G. Bellairs...) et de l'américain (A.J. Cronin, D. du Maurier, J. Steinbeck, J.K. Jerome, H.G. Wells...).
- Marguerite Thiolat
- Henri Thomas (1912-1993)
- Walter (William) Thomas[68] (West Derby, 1864- 1954) : arrivé tout jeune en France, il acquit la nationalité de ce pays. Il fit sa scolarité au collège Sainte-Barbe, puis au collège de Boulogne-sur-Mer et au lycée de Tours. Il accomplit ses études supérieures à la faculté de lettres de Montpellier, puis à celle de Lyon. En 1883, il obtint le certificat d'aptitude à l'enseignement de l'anglais, puis l'agrégation d'anglais en 1884. Il enseigna alors dans différents lycées de province (Guéret, Brest, Dijon, Nancy, Lyon). En 1897 il est reçu premier à l'agrégation d'allemand. Il devient cette même année maître de conférences à l'université de Rennes puis chargé de cours d'anglais à l'université de Lille. En 1901, ce linguiste et philologue soutient en Sorbonne une des dernières thèses rédigées en latin, consacrée à Milton (De Epico apud Joannem Miltoninm Versu). Il devient par la suite professeur (puis professeur honoraire) de littérature anglaise à la Faculté des lettres de l'université de Lille, puis de Lyon (1904-1934). Il fut rappelé en activité en 1939, afin de remplacer un professeur d'anglais mobilisé, à Aix-en-Provence. Outre un certain nombre d'ouvrages sur le monde et la littérature anglo-saxons et un précis de littérature allemande (Larousse, 1913), Walter Thomas a laissé des traductions de l'anglais (Beowulf, Didier, 1919 ; Ruskin, Œuvres choisies, La Renaissance du Livre, 1925) et de l'allemand pour Aubier-Montaigne (N. Lenau, Don Juan ; F. Schiller, La Pucelle d'Orléans, deux ouvrages publiés en 1931). Walter Thomas épousa une des filles du premier président honoraire de la Cour des comptes, Gustave Liotard-Vogt. Autres distinctions : prix de littérature Marcellin Guérin de l'Académie Française (1903) ; prix Langlois de la meilleure traduction en vers ou en prose d’un ouvrage grec ou latin ou étranger (1921) ; docteur honoraire de l'université de Saint Andrews (Écosse) ; officier de l'Instruction publique ; chevalier de la Légion d'honneur (1933).
- Jean Thorel[69] (Eragny-sur-Oise, 1859 ‐ Enghien, 1916), de son vrai nom (Jules Virgile) Raymond Bouthors : fils d'un instituteur primaire. Romancier, auteur de pièces de théâtre et de recueils poétiques, il voyagea en Allemagne et commença par le journalisme : il fut ainsi le collaborateur de nombreuses revues (Revue bleue, Revue des deux mondes, Revue hebdomadaire, Le Figaro, Vogue, Rappel, etc.). Deux des créations de cet auteur prolifique ont été couronnées par l'Académie française (Devant le bonheur, 1898 ; Gillette, 1908). Il traduisit Ondine de La Motte-Fouquet (éd. E. Dentu, 1894), mais aussi un choix de Souvenirs d'un prisonnier de guerre allemand de Fontane (Perrin, 1892). Il est surtout connu comme traducteur et adaptateur des œuvres théâtrales de Gerhart Hauptmann qui furent présentées par André Antoine et Aurélien Lugné-Poë : Les Tisserands (1893), L'Assomption de Hannele Mattern (1894), Le Voiturier Henschel (1901), Pauvre fille : Rose Bernd (1905).
- Gertrud Tiktin: fille de l'érudit Heimann Hariton Tiktin, descendant d'une famille de rabbins de Tykocin , Getrud Tiktin fréquenta l'université de Berlin entre 1913 et 1916 et s'attacha, comme son père, à la philologie roumaine. Elle traduisit en tandem avec Philippe Boegner deux romans de Hans Fallada pour la Nouvelle Revue Française: Et puis après? (1933) et Le Roman du prisonnier (1939). En 1928, elle traduisit également de l'anglais vers l'allemand la nouvelle A lover's dilemma (Das Dilemma des Verliebten) de William John Locke pour la revue féminine Frauen-Fleiss.
- Ernest Tonnelat (1877-1948)
- Frédéric de Towarnicki (Vienne, Autriche, 1920 - Paris, 2008)
- Jean Triomphe[70] (Roanne, 1913-2007) : Fils d'un enseignant du lycée de Roanne, Jean Triomphe fit sa khâgne au Lycée du Parc de Lyon et fut reçu à l’École normale supérieure de la rue d'Ulm en 1934. Alors qu'il avait commencé à suivre un cours de russe pour débutants à Lyon, on encourage le jeune homme, qui connaît alors déjà bien l'allemand, à poursuivre l'apprentissage du russe à l'ENS. En 1935, il bénéficie d'une bourse d'études pour se rendre à Moscou. De retour en France, il obtient en 1937 l'agrégation de lettres (son frère Robert l'obtiendra à son tour en 1939) et son diplôme de l’École des langues orientales. Il bénéficie alors d'une bourse de la Fondation Thiers pour travailler sur une thèse consacrée au critique littéraire et penseur Vissarion Belinski. Officier de réserve durant la Seconde Guerre, il fit partie de la Résistance. Au lendemain de la guerre, il milite au sein du PCF et de l'association France-URSS. Après avoir été attaché de presse adjoint à l'ambassade de France à Moscou de 1945 à 1948, Jean Triomphe est nommé professeur de russe successivement au lycée de Lille et au lycée Pasteur de Neuilly. C'est durant ces années qu'il développe une grande activité pédagogique : mise au point d'un manuel de russe, traduction d'une grammaire du russe, participation à des dictionnaires russe-français, etc. Jean Triomphe a traduit en 1942 la correspondance entre Bettina Brentano et Goethe (Gallimard).

## V
- (Maria) Noémi Valentin (Sainte-Croix-aux-Mines, 1857 -  Berne, 1931) : Née Landmann à Sainte Croix-aux-Mines, fille de négociant, Noémi Landmann épousa le Suisse Adolphe Valentin (1845-), fils de Gabriel Valentin (professeur de physiologie et d'anatomie comparée, puis doyen de l'université de Berne) et lui-même professeur d'oto-rhino-laryngologie à l'université de Berne. Elle fit de son salon à Berne un lieu d'échange autour des cultures et littératures française et germanique et de la traduction.  Elle fut une collaboratrice littéraire régulière du Journal de Genève et de la Gazette de Lausanne. Elle traduisit plusieurs œuvres d'auteurs germaniques: de son ami Carl Spitteler, de Schnitzler, de Sudermann, d'Ernst von Wildenbruch ou de Franz Adam Beyerlein, traductions parfois effectuées avec Maurice Rémon. Il traduisit également l'autobiographie de Richard Wagner, Ma vie (1911-1912, Plon). Elle s'engagea dans le mouvement féministe suisse et oeuvra à la SAFFA, qui se tint en 1928 à Berne.
- Gabrielle Valère-Gille (Paris, 1879-?): née Gabrielle (Marie Alexandrine Adolphine) Fridberg d'un père courtier originaire de Francfort sur le Main (Alexandre Sigismond Fridberg) et d'une mère (Marie Antoinette Elisabeth Collomb) originaire de Pointe-à-Pitre, elle émigra à Anvers et Bruxelles en 1885 et épousa en 1904 Valère Joseph Jules Gilles, dit Valère Gille, conservateur à la Bibliothèque royale, poète et homme de lettres. Elle traduisit en octobre 1926, pour La Revue de France, la nouvelle de Thomas Mann Unordnung und frühes Leid de Thomas Mann sous le titre Au temps de l'inflation et s'attira par son travail les foudres de Félix Bertaux dans Les Nouvelles littéraires. Le germaniste écrivit ainsi dans le numéro du 25 juin 1927 : « Il est dommage que cette nouvelle ait été présentée aux lecteurs de la Revue de France sous le titre Au temps de l'inflation, alors qu'elle n'est pas une peinture des accidents superficiels de la crise financière, mais que, comme le titre allemand l'indique, elle découvre les désordres et précoces passions d'une adolescence violemment tirée de la sécurité bourgeoise, condamnée à pâtir, et trouvant moyen d'organiser son désordre en partie de plaisir. Et dommage surtout que la traductrice, Mme G. Valère-Gille, ait cru pouvoir s'acquitter de sa tâche avec une désinvolture que l'on admet plus aujourd'hui. Il y a trente ans, on se résignait à voir massacrer les auteurs étrangers. Depuis, nous demandons un minimum de compétence et de respect de l’œuvre en deçà duquel Mme Valère-Gille est restée, et l'on comprend la légitime indignation d'un écrivain tout en nuances lorsqu'il se voit trahi quant au sens et quant à la forme. Il serait inadmissible que Unordnung und frühes Leid ne parût pas en librairie dans une version digne de l'original. » Gabrielle Valère-Gille avait par ailleurs déjà traduit en 1926 la nouvelle Tristan de Thomas Mann, parue en prépublication dans La Revue de France en mars 1926 et éditée par Kra en 1930. Les talents de cette traductrice furent là encore sérieusement critiqués par Thomas Mann et par une de ses voix françaises, Félix Bertaux. Thomas Mann se débrouilla par ailleurs pour lui retirer le droit de traduire en français son roman Altesse royale, comme le révèle la lettre de Thomas Mann à Félix Bertaux du 7 février 1927.
- (Charles) Gaspard Vallette (Genève, 1865- Neuchâtel, 1911)[71] : Écrivain, critique et journaliste de Genève, auteur d'un ouvrage sur Jean-Jacques Rousseau à Genève (1911). Il découvrit et fit connaître les premières œuvres de Ramuz. Au tournant du siècle, Vallette collaborait comme critique littéraire à de nombreuses revues, suisses pour la plupart d'entre elles : La Suisse, La Gazette de Lausanne, La Bibliothèque universelle, La Patrie suisse et La Semaine littéraire. Traducteur de la nouvelle Sterben (Mourir), de Schnitzler, pour l'éditeur parisien Perrin (1896).
- André Vandevoorde : professeur d'allemand au lycée de Louviers, André Vandevoorde traduisit pour Plon en 1967, la seconde moitié du vaste roman Seul dans Berlin (Jeder stirbt für sich allein) de Hans Fallada. Il s'adressa également à Albin Michel afin de traduire Don Quichotte de Poméranie de Hans Fallada, mais la traduction avait déjà été attribuée à une traductrice maison, Denise van Moppès. Il signa par ailleurs un ouvrage sur l'enseignement de l'allemand.
- Denise Van Moppes[72] (Paris, 9e, 1902 - Paris, 1968), présente sous le pseudonyme Denise V. Ayme durant la Seconde Guerre mondiale : Fille du bijoutier-horloger Levie Van Moppes (né à Amsterdam dans une famille de diamantaires juifs) et de Laure Mathilde May, sœur de la future artiste peintre Simone van Moppès et cousine de l'illustrateur caricaturiste Maurice Van Moppès, Denise van Moppès se fit d'abord un nom comme romancière dès la fin des années 1920, avec Dormeuse (1928) et Mercredi (1932) parus chez Grasset. Elle entama une carrière de traductrice de l'allemand et de l'anglais à partir des années 1930. Une de ses premières traductions fut manifestement la nouvelle, à l'époque perçue comme sulfureuse, Sang réservé (1931, Grasset) de Thomas Mann : le nom de la traductrice fut longtemps tu et l'on crut même que l'auteur lui-même avait assuré le travail de mise en français. Alors que les années 1930 sont marquées par un relatif équilibre entre domaine germanique (avec Mozart d'Annette Kolb, Albin Michel 1938 ; Walther Rathenau, de Harry Kessler, Grasset, 1933 ; La Jeunesse en Russie soviétique de Klaus Mehnert, Grasset, 1933 ; Douloureuse Arcadie, de l'essayiste Peter de Mendelssohn, Stock, 1935 ; Roosevelt, d'Emil Ludwig, Plon, 1938) et domaine anglo-américain (Tensions diplomatiques, de Harold Nicolson, Grasset, 1934 ; Les pilotes de l'Europe, de John Gunther, Grasset, 1936 ; Rebecca, de Daphne Du Maurier, Albin Michel, 1939 ; Un testament espagnol, d'Arthur Koestler, Albin Michel, 1939) - en plus d'une traduction du hongrois (peut-être effectuée en relais) du roman populaire La Rue du chat-qui-pêche de Jolán Földes (Albin Michel, 1937), les décennies suivantes voient une nette spécialisation de Denise van Moppès dans le domaine anglo-saxon. Elle devient ainsi la traductrice française de la romancière britannique Daphne du Maurier chez Albin Michel, donna, sous le pseudonyme de Denise V. Ayme, la première version française de Pour qui sonne le glas d'Ernest Hemingway (Heinemann & Zsolnay, 1944) ainsi que plusieurs traductions de romans d'Henry James (Les Européens, Confiance, Albin Michel). Sa traduction de Pleure, Ô pays bien-aimé (Albin Michel, 1950) de l'écrivain sud-africain Alan Paton lui valut en 1951 le prix de traduction Denyse Clairouin. Elle continua de traduire beaucoup plus ponctuellement des ouvrages de l'allemand : Grec cherche Grecque de Dürrenmatt (Albin Michel, 1966) ; Don Quichotte de Poméranie, de Fallada (Albin Michel, 1967) ; Le passé nu, d'Ernst Erich Noth (Plon, 1965), etc. Victime d'un accident, elle disparut brutalement en 1968.
- Maurice Vaucaire (1863-1918)
- Pierre Velut[73] (1912-1952) : normalien et agrégé d'allemand (1934), Pierre Velut fut professeur au lycée Buffon à Paris et assistant à la Faculté des lettres. Cet ancien militant de l'Action Française fut secrétaire-adjoint de la Fédération générale de l'Enseignement de Ludovic Zoretti. Durant l'Occupation, il fut un ultra-collaborationniste, cherchant à s'engager dans les rangs des Waffen-SS. Il adhéra au parti franciste puis, jugeant le gouvernement de Vichy trop mou, se rapprocha du Rassemblement national populaire de son condisciple de l'ENS Marcel Déat. Il appelle à une collaboration plus poussée avec l'Allemagne dans les journaux collaborationnistes (Le Franciste, La Gerbe, L'Atelier) et, en juillet 1942, met sur pied un camp de vacances destiné à la jeunesse franco-allemande. Il est invité à de nombreuses conférences à l'Institut allemand de Paris et en Allemagne. En 1943, il donna chez Aubier-Montaigne une version française de La Vie de Fixlein de Jean Paul.
- Alexandre Vialatte (1901-1971)
- Pierre (Siegfried) Villain[74] (Charlottenburg, 1919 - Paris, 1987) : descendant d'une famille huguenote ayant rejoint Berlin après la révocation de l'édit de Nantes, Pierre Villain (Peter Siegfried Villain) émigra en France en 1933 afin de fuir le nazisme, en compagnie de sa femme, Renata Vascoboinic, une juive roumaine. Pierre Villain s'engagea dans la Légion étrangère, tandis que sa femme et son fils passèrent la guerre caché chez un pasteur dans les Cévennes. À la Libération, Pierre Villain fut naturalisé français en 1947, devint lecteur d'allemand en Sorbonne, où il avait suivi des cours avant la guerre, et décrocha en 1949, l'agrégation d'allemand. Il enseigna par la suite au lycée Voltaire de Paris et s'engagea pour les échanges franco-allemands. Auteur d'un dictionnaire français-allemand, allemand-français (Garnier, 1964), il fut également traducteur de Theodor Fontane (Effi Briest, 1981), Rilke (Correspondance avec une dame, 1979), Kurt Tucholsky (Un Été en Suède : Vacances en château de Gripsholm, 1982) et Gabriele Wohmann (Le Cas de Marlene Z, 1985 ; Portrait de la mère en veuve, 1989).
- Édith (Lise) Vincent (Paris, 20e, 23-10-1895 - Paris, 8e, 12-2-1998) : Fille d'un brasseur de bière né à Vaise, industriel à Nancy puis à Issoudun, et d'une Bas-Rhinoise, Edith Karcher est issue d'une vieille famille alsacienne. Elle épousa en 1917 l'ingénieur Maurice Vincent avec lequel elle traduira de l'allemand quelques ouvrages, notamment de nature technique (Aniline : Roman de l'industrie chimique allemande en 1942, par exemple). Edith Vincent devint la représentante des intérêts de l'éditeur Rowohlt en 1941, quand l'agente littéraire d'origine juive Eva Prensky, directrice de l'Office littéraire et théâtral, fut arrêtée et assassinée par la Gestapo. Elle commença  dès lors à traduire de l'allemand, pour les maisons Albin Michel, Hachette, Gallimard, Sorlot, Plon et Corrêa. Elle traduisit des ouvrages de Hans Fallada (Vieux cœur en voyage, Pierre qui bafouille), d'Ina Seidel ou de Carl Rothe. Du lendemain de la Seconde Guerre aux années 1980, elle traduira essentiellement de la littérature populaire (notamment de la littérature pour la jeunesse, après s'être liée d'amitié avec Tatiana Chestov-Rageot) et documentaire, depuis l'anglais-américain, mais également quelques ouvrages depuis l'allemand : Hans Fallada, Gina Kaus, Günther Weisenborn, Stephanie Zweig, etc.
- Alain Virelle: traducteur de la première partie de Seul dans Berlin, de Hans Fallada. André Vandevoorde se chargea de la seconde moitié.
- Sébastien Voirol[75] (Ystad, Scanie, 1870 - Lausanne, 1930), pseudonyme de Gustaf Henrik Lundqvist : Suédois né dans une famille de la moyenne bourgeoisie, grand voyageur, polyglotte et homme de lettres, franc-maçon, G H Lundqvist s'installa à Paris (André Salmon disait de lui qu'il était « le plus parisianisé des Suédois »). En épousant Claudine Perret en 1901, il devint le beau-frère de l'architecte Auguste Perret, ce poète, romancier et critique d'art qui prit le pseudonyme de Voirol en voyant un jour la colonne Voirol d'Alger, fut de 1914 à 1919 le secrétaire de Jacques Rouché à la direction du théâtre des Arts puis à celle de l'Opéra de Paris. Il fréquenta les avant-gardes poétiques, notamment les simultanéistes H.M. Barzun, F. Divoire, G. Apollinaire ou B. Cendrars et fut un des fondateurs du Club artistique de Passy (1912), lieu d'expérimentation poétique et théâtrale (Voirol composa par exemple des calligrammes, mais aussi ce qu'il nommait des "drames synodiques", dont un à partir du Sacre du Printemps). Il traduisit surtout du danois et du norvégien, mais laissa également quelques traductions de l'anglais et une traduction de la pièce en prose Michael Kramer du dramaturge allemand Gerhart Hauptmann (1913).
- Amédée (Pierre Louis) Vulliod (1870 - Neuvecelle-sur-Évian, 1938) : licencié ès lettres et ès langues vivantes (allemand) de la Faculté de lettres de Paris, le jeune Amédée Vulliod, d'origine savoyarde, eut en 1900 l'opportunité d'enseigner durant un an la littérature française à l'université de Groningue en tant que « chargé de conférences. » Agrégé d'allemand en 1907, il fut professeur d'allemand au lycée de Clermont-Ferrand, puis en 1912-1913 au lycée de Lyon. Il soutint en 1912 ses deux thèses, dont la principale, audacieuse, portait sur un auteur encore vivant, le poète autrichien Peter Rosegger. Il intégra à la veille de la Première Guerre la Faculté de lettres de Nancy en qualité de maître de conférences et occupa de 1923 jusqu'à sa retraite pour raisons de santé en 1935 la chaire de professeur de langue et littérature allemandes nouvellement créée. Il donna en 1932 une version française d''Egmont de Goethe chez Aubier-Montaigne et fut pressenti par cette même maison d'édition pour traduire Le Mécréant de Soana de Hauptmann (la tâche incomba finalement à René Guignard).

## W
- Pierre-Olivier Walzer (1915-2000) : traducteur du Tambour le Grand de Heinrich Heine (1944).
- Walter Weideli (Genève, 1927- Bergerac, 2020)
- Maurice Wilmotte (Liège, 1861 - Saint-Gilles, 1942)
- Oswald Wirth (1860-1943)
- Charles Wolff[76] (Saint-Amarin, 1905 - Toulouse, 1944) : journaliste, écrivain et poète, critique musical pour La Lumière. Socialiste, cet Alsacien adhéra en 1932 au Groupe des écrivains prolétariens de langue française. Antifasciste, comme son camarade de combat Jean Cassou, il fit partie du Centre américain de secours (CAS), la filière clandestine mise en place dans le sud de la France par l'Américain Varian Fry afin de faire passer nombre d'exilés allemands vers l'Espagne, le Portugal et in fine les États-Unis. Capturé par la milice de Vichy en mai 1944, Charles Wolff, qui opérait à Toulouse et aidait en particulier les expulsés d'Alsace-Lorraine, fut torturé et assassiné. Par l'entremise d'Henry Poulaille, conseiller littéraire officieux chez Grasset, il traduisit en 1932 L'Ange bleu (Professor Unrat ou la fin d'un tyran) de Heinrich Mann. Dans l'entre-deux-guerres, il tint également plusieurs conférences sur la poésie contemporaine allemande.

## Z
- Jean-Paul Zimmermann[77] (Cernier, 1889 - La Chaux-de-Fonds, 1952) : après une scolarité à La Chaux-de-Fonds et des études de lettres à Neuchâtel, Jean-Paul Zimmermann s'installa à paris pour poursuivre des études de langues classiques à la Sorbonne, parallèlement à son emploi de répétiteur à l’École alsacienne. Après avoir enseigné le français à Moscou et au Locle (canton de Neuchâtel), Jean-Paul Zimmermann fut nommé professeur au gymnase de La Chaux-de-Fonds où il enseigna les littératures française et étrangère, la philosophie, l'histoire et l'histoire de l'art jusqu'en 1950. Collaborateur de revues (dont la revue parisienne Philosophies), romancier et essayiste, il traduisit Henri le Vert du Suisse Gottfried Keller (Lausanne, 1933) ainsi que Le Monde d'hier de Stefan Zweig (Albin Michel, 1948).
- Georges Zink (Hagenbach, 1909 - Paris, 2003)
- Hélène Zylberberg (Varsovie, 1904 - Paris, 1992) : née Gitla Chaja Kajla Zylberberg, elle fut, à la Faculté de Lettres de Toulouse, l'étudiante des germanistes Hippolyte Loiseau et Jean Boyer (ce dernier maîtrisait par ailleurs le russe). Elle décrocha en 1926 un diplôme pour l'enseignement du français, en 1928 son certificat de littérature française, en 1929 le certificat d'études pratiques d'allemand (philologie et littérature), en 1930 le certificat d'études littéraires classiques, enfin en 1931 son diplôme d'études supérieures d'allemand. Elle traduisit dans le courant des années 1930 une sélection de lettres, de contes et récits de jeunesse de Rainer Maria Rilke (Lettres (1900-1911) et Au fil de la vie). Elle fut naturalisée française en avril 1933 et inscrivit en 1935 son sujet de thèse principale, Franz Kafka, sa vie, son œuvre, sous la direction de Maurice Boucher à la Sorbonne et recueillit des contemporains de Franz Kafka des documents et témoignages sur l'écrivain pragois. Son travail de doctorat fut interrompu par la clandestinité sous l'Occupation (Hélène Zylberberg s'était réfugiée à Lyon). En 1945-46, elle fut soutenue dans l'obtention d'une bourse du CNRS par Ernest Tonnelat, Maurice Colleville et J. Thomas. Son sujet de thèse fut réinscrit en 1947: elle entra alors en concurrence avec d'autres figures travaillant sur Kafka, Rosemarie Ferenczi, Raymond Warnier et surtout Marthe Robert qui se profilait alors comme la spécialiste française de Kafka au lendemain de la Seconde Guerre mondiale. Pour Gallimard, Hélène Zylberberg, qui ne termina jamais sa thèse, traduisit en 1945 le livre de souvenirs de Max Brod sur son ami Kafka ainsi que des proses de Kafka. Elle légua ses archives au Deutsches Literaturarchiv de Marbach.